# Monety Stanisława Augusta Poniatowskiego

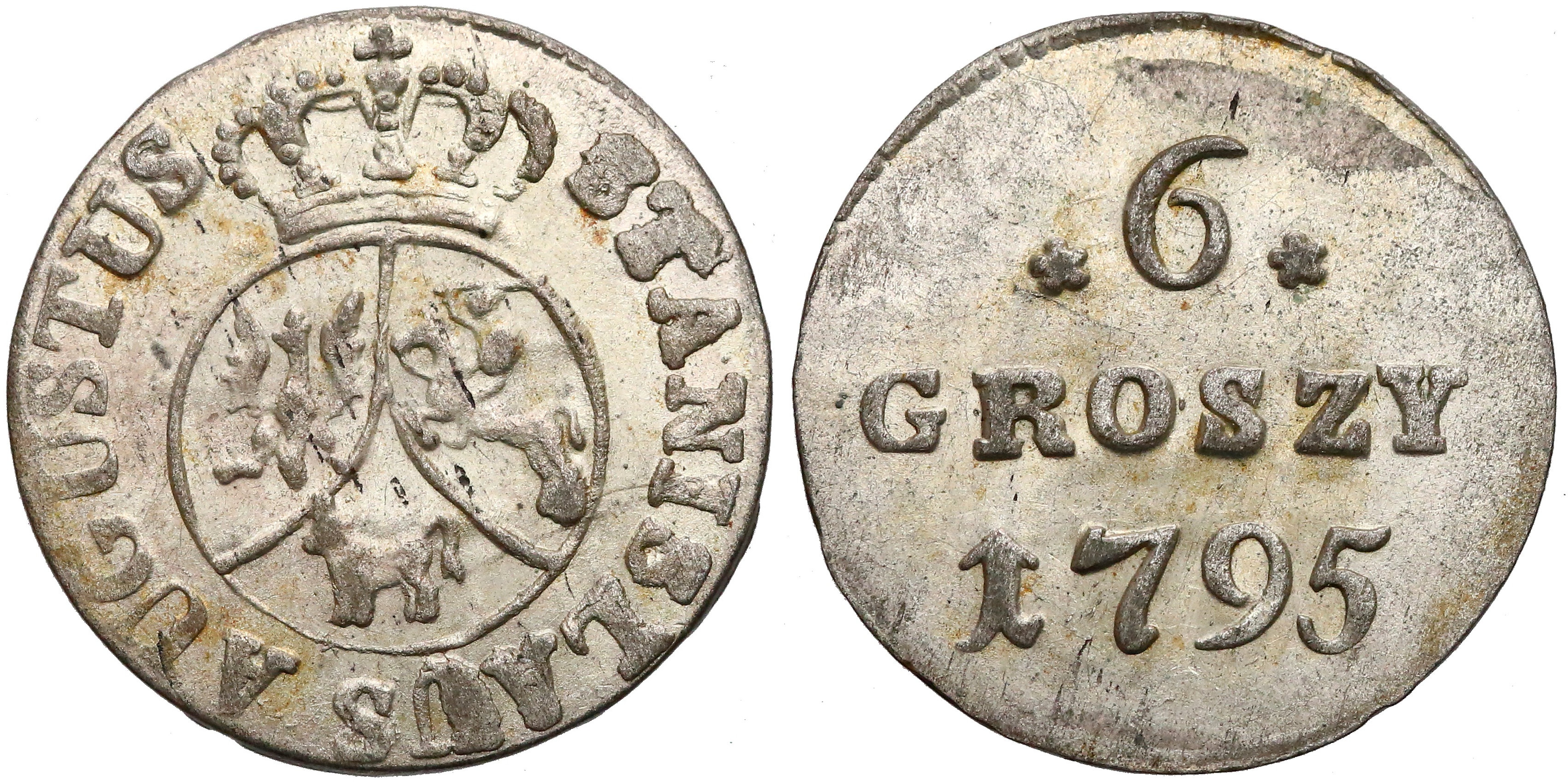
6 groszy w bilonie (1795)

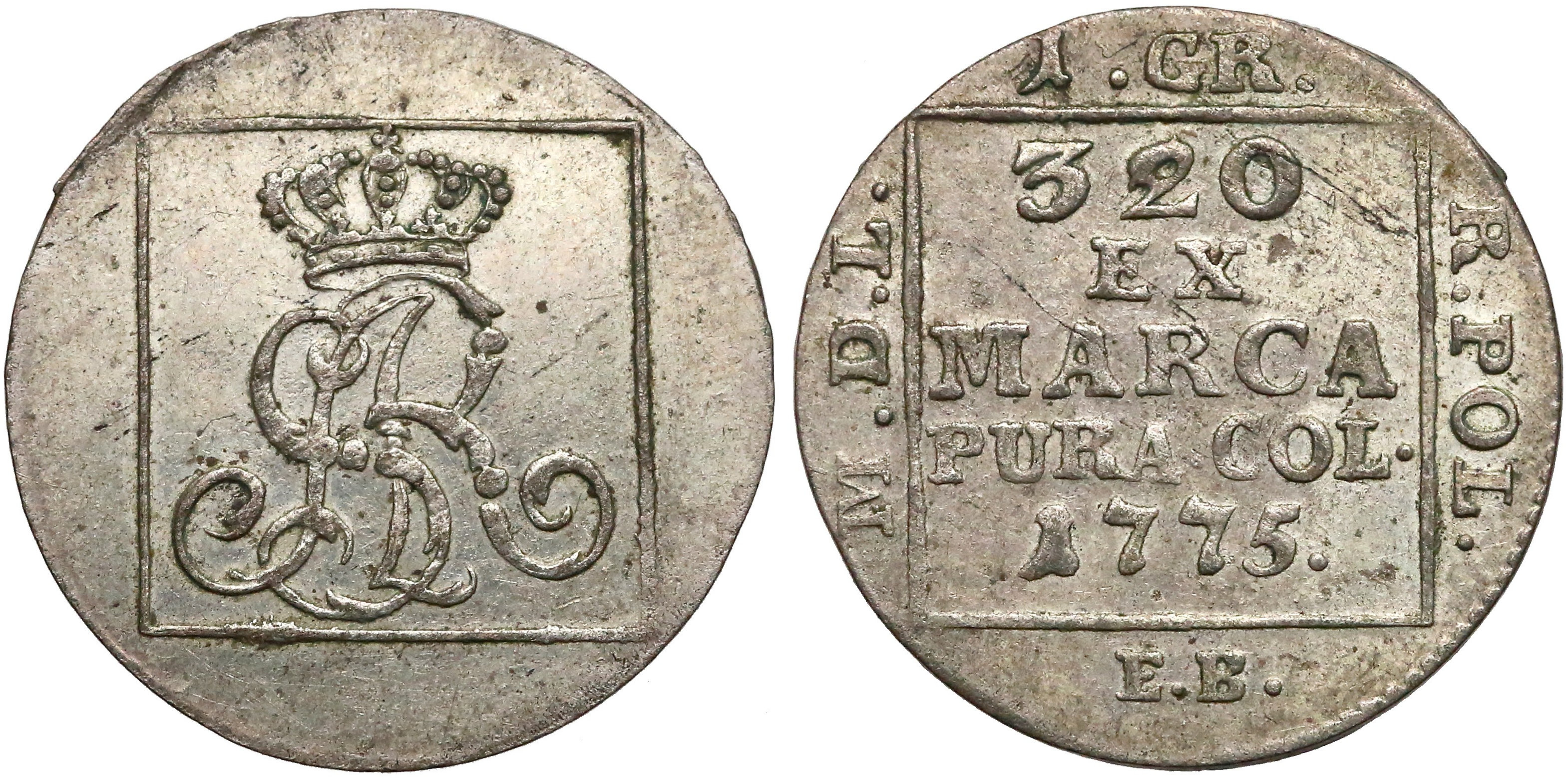
Grosz srebrny (1775)

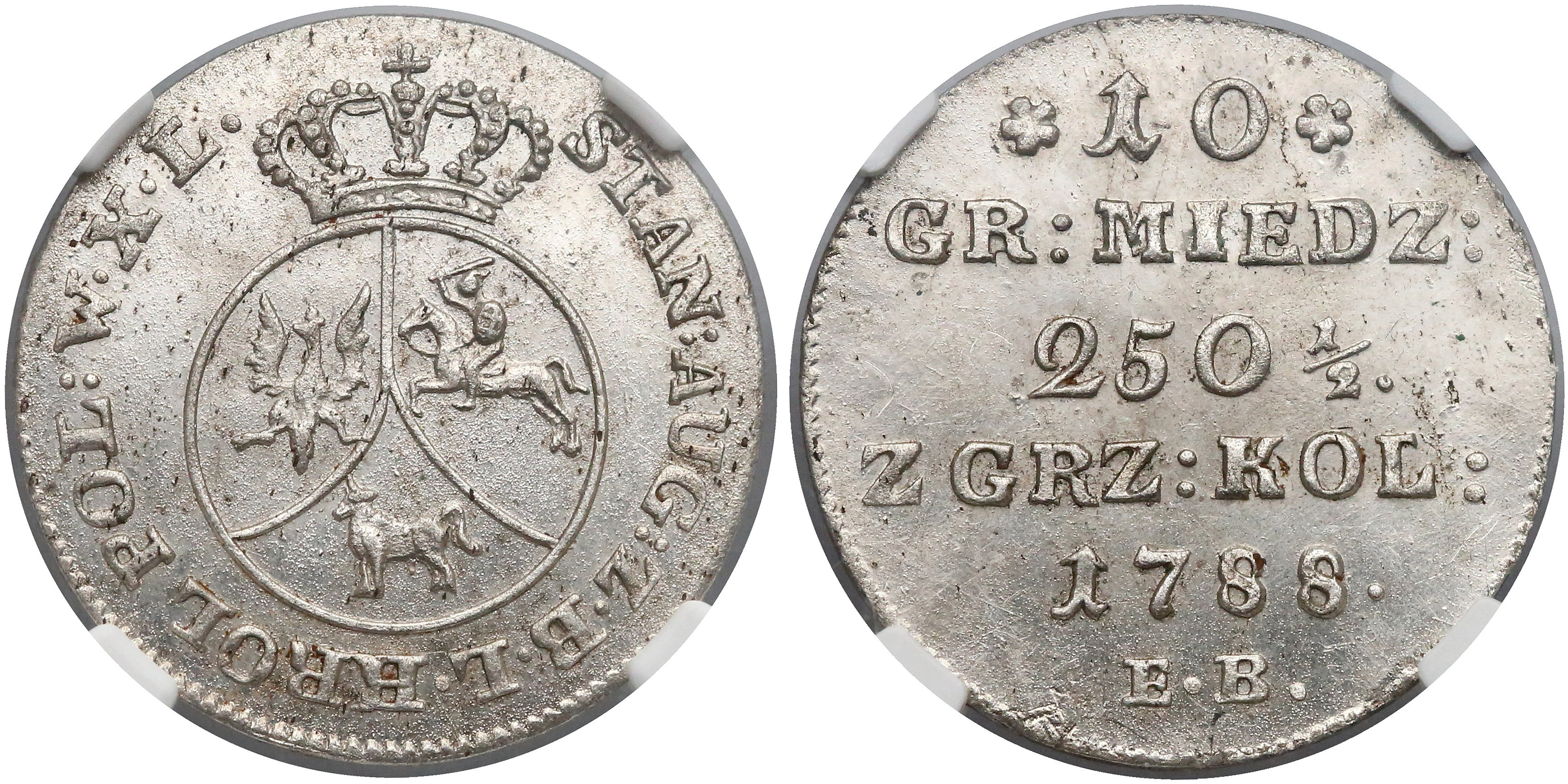
10 groszy (1788)

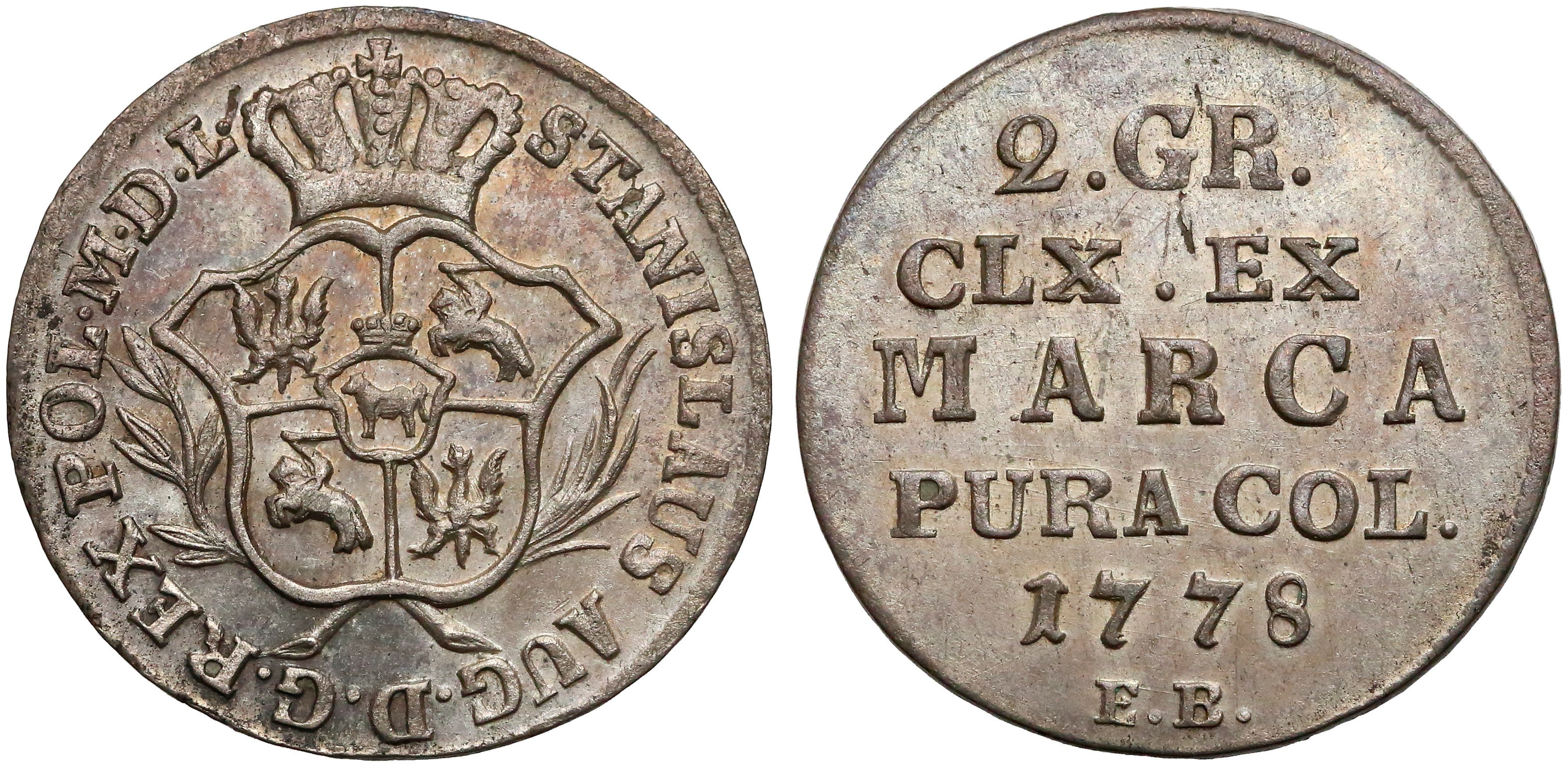
Dwugrosz srebrny (1778) – półzłotek

Monety Stanisława Augusta Poniatowskiego (1764–1795) – monety Rzeczypospolitej Obojga Narodów bite za panowania ostatniego króla Polski i wielkiego księcia litewskiego Stanisława Augusta Poniatowskiego.
Stanisław August, bez względu na kontrowersyjną drogę, którą przebył do tronu, był dobrze przygotowany do kierowania państwem, zarówno w kwestiach politycznych, jak gospodarczych. Sprawna technika rządzenia i początkowe poparcie znaczącej partii politycznej pozwoliły mu na zainicjowanie reform, które kilkanaście lat wcześniej bezskutecznie, prawem i lewem, starał się przeprowadzić rząd Augusta III.
Na mennictwo król wywarł prawdopodobnie większy osobisty wpływ niż którykolwiek z polskich władców, zarówno pod względem zewnętrznym, jak i systemowym. Z punktu widzenia systemu pieniężnego, z jednej strony panowanie Stanisława Augusta można skwitować tak samo jak inne dziedziny życia – tak, ale nazbyt późno, z drugiej jednak – jego panowanie należy w mennictwie Rzeczypospolitej Obojga Narodów do jednego z najciekawszych, a monety do najpiękniejszych i najbardziej starannie bitych.
Jednak Stanisław August jako władca na zawsze pozostanie postacią dwuznaczną. Reformy ostatniej godziny, które podjęto za jego panowania i nie bez jego udziału, pozostawiły mimo upadku państwa polsko-litewskiego pewien przetrwalnik, dorobek intelektualny i materialny, który pozwolił mieszkańcom byłej I Rzeczypospolitej przetrwać 123 lata (146 lat) niewoli. Można to odnieść również do jego monet, a te w dużej mierze były osobistym dziełem króla i jego nieco idealistycznych przekonań ekonomicznych. Złoty polski pozostał dla kolejnych pokoleń wspomnieniem twardego, dobrego pieniądza, i jako:
- ćwierć ryńskiego,
- pół marki, a zwłaszcza
- piętnastokopiejkówka,

przetrwał w świadomości obywateli byłego państwa polsko-litewskiego do lat 20. XX w.
Za panowania Stanisława Augusta, na okres insurekcji kościuszkowskiej, przypada również emisja pierwszych i zarazem jedynych papierowych pieniędzy I Rzeczypospolitej.
Czasy stanisławowskie to również okres szybkiego wzrostu gospodarczego, przyswojenia nowoczesnych instytucji finansowych, jak przede wszystkim banki komercyjne, które skupiały się głównie w Warszawie.

## Tło historyczne
Reformy monetarne ostatnich lat panowania Augusta III (1760–1763) były sensowne i potrzebne. Niestety, ich wprowadzaniem zajmowali się ludzie tak jawnie pozbawieni zasad, że nie otrzymali – i słusznie, jak się okazało – niezbędnego dla zmian pieniężnych publicznego zaufania. Wielu z nich jednak było zaangażowanych w sprawy mennicze również w następnych latach – jednak już z odmiennym skutkiem.
Dotychczasowy paraliż decyzyjny w Rzeczypospolitej skutkował jej niesuwerennością monetarną. Odzyskanie inicjatywy decyzyjnej w kwestiach wielkości emisji i stopy menniczej było więc pierwszym, koniecznym krokiem. Już sejm konwokacyjny domagał się otwarcia mennicy, a elekt zobowiązał się do tego w pacta conventa.
Stanisław August 10 stycznia 1765 r. powołał Komisję Menniczą pod przewodnictwem kanclerzy wielkiego koronnego Andrzeja Zamojskiego i litewskiego Michała Czartoryskiego, stawiając przed nią zadania:
- zorganizowanie mennic,
- wprowadzenie do obiegu nowego, dobrego pieniądza,
- wycofanie z rynku monety szelężnej, fałszywej i obcej.

Uruchomienie mennictwa nie było zadaniem łatwym. Po 80 latach przerwy brakowało personelu. Co prawda istniały mennice miejskie: Gdańska, Torunia i Elbląga, ale podczas rokowań w sprawie przejęcia przez nie produkcji monet Rzeczypospolitej miasta te – w szczególności Toruń – postawiły warunki nie do przyjęcia. Po wielu roszadach personalnych 3 stycznia 1766 r. dzierżawę mennic powierzono Piotrowi Mikołajowi Gartenbergowi, z pochodzenia Duńczykowi, wcześniej w służbie saskiej, skazanego w 1763 r. na karę śmierci za sprzeczne z prawem interesy – zdołał się wykupić od kary grzywną 20 tys. talarów.
1 września 1765 r. otwarto prowizoryczną mennicę w Krakowie na Wawelu, co unormowano ostatecznie uniwersałem Komisji Skarbowej Koronnej z 9 stycznia 1766 r. Na czele mennicy stanął inspektor Konstanty Jabłonowski, były oficer wojsk polskich.
Zdecydowano również o budowie nowej, centralnej mennicy w Warszawie, a po długich dyskusjach podjęto decyzję o faktycznym akcesie Rzeczypospolitej do tzw. stopy konwencyjnej, czyli systemu monetarnego wiążącego od 1753 r. kraje austriackie i południowoniemieckie, a później także Saksonię. Decyzję motywowano względami historycznymi – trwającym od XVI w. związkiem między systemem monetarnym Rzeczypospolitej a stopą cesarską – a z pewnością wpłynęły na nią również uformowane w ciągu ostatnich dekad związki z Saksonią, które już za poprzedniego króla były oparciem dla prób reformy monetarnej.

## Reforma monetarna z 1766 r.
Reformowany system monetarny uregulowano wedle projektu sygnowanego przez wojewodę inflanckiego Jana Borcha.
20 grudnia 1765 r. Komisja Mennicza otrzymała zatwierdzenie przez Komisję Skarbową stopy menniczej ustalającej bicie z grzywny kolońskiej czystego srebra 80 złotych polskich oraz wartość dukata na 16¾ złotego polskiego.
Kurant stopy konwencyjnej z 1753 r. oparty był na dukacie niderlandzkim i srebrnym talarze wybijanym w liczbie 10 szt. z grzywny kolońskiej czystego srebra, dzielącym się na 32 grosze srebrne. Przy zatwierdzonej przez Komisję Skarbową stopie menniczej obrachunkowy dotychczas złoty polski miedzią równał się:
- ⅛ części talara albo
- 4 groszom srebrnym,

natomiast relacja pomiędzy groszem polskim (miedzianym) a groszem srebrnym wynosiła 1:7'½.
W przypadku monety złotej postanowiono bić pojedyncze dukaty ściśle według stopy holenderskiej, co zabezpieczało przed ich wywozem na Zachód i dawało korzystny kurs wymiany na dukaty węgierskie. Nowe dukaty mogły kursować na równi z dukatami niderlandzkimi i niemieckimi. Z jednej grzywny kolońskiej czystego złota miano wybijać 6852/283 dukata. Do emisji wykorzystywano złoto próby 982,6 – co oznaczało bicie 67 dukatów z grzywny kolońskiej stopu złota.
Uniwersałem Komisji Skarbu Koronnego z 9 stycznia 1766 r. wprowadzono monety miedziane:
- szelągi,
- półgrosze,
- grosze i
- trojaki.

Jako postawę stopy gatunków miedzianych przyjęto nie grzywnę kolońską (233,812 grama) a funt koloński (467,624 grama), z którego postanowiono bić 120 groszy (albo 240 półgroszy, albo 360 szelągów).
10 lutego 1766 r. uniwersałem dotyczącym monety srebrnej podskarbi wielki koronny Teodor Wessel nakazywał bić:
- talary (o równowartości 8 złotych polskich),
- półtalary i
- ćwiertalary,
- monety o wartości ⅛ talara (nie użyto nazwy złotego, ale zaznaczono, że to moneta warta 30 nowych groszy miedzianych),
- dwugrosze srebrne i
- pojedyncze grosze srebrne.

Uniwersałem Komisji Skarbu Koronnego z 4 czerwca 1766 r. ustalono na 31 sierpnia 1766 r. ostateczną datę wycofania z obiegu monet obcych i fałszywych oraz tymfów i boratynków. Tymczasowo (do 31 sierpnia 1766 r.) ustalono kurs boratynków wobec nowego grosza na 4:1, podobnie jak w przypadku miedzianych szelągów Augusta III. W uniwersale wymieniono również lokalizację kantorów, wyznaczonych do skupu wycofywanych monet. Były to:
- Brody,
- Dubno,
- Dybowo (powiat toruński),
- Kamieniec Podolski,
- Kraków,
- Lwów,
- Poznań,
- Puławy,
- Warszawa
- Zamość.

W niektórych źródłach uniwersał ten datowany jest na 6 września 1766 r.
Mimo wprowadzonych uniwersałami reform, w maju 1766 r. dzierżawca mennic Piotr Mikołaj Gartenberg wystąpił z propozycją powrotu do starego systemu i przedstawił próby szóstaków i tymfów (ortów). Propozycję tę jednak odrzucono i nowy system monetarny sejm zatwierdził jesienią 1766 r. (Ustawa Waloru y Kursu Monet w Krajach Rzeczypospolitey, y sposob płacenia Summ w Prowincyach Koronnych na Sessyi dnia 17 Listopada 1766 roku uchwalona).
Toruń odmówił przyjęcia nowej stopy menniczej. Miasto uczyniło to z rocznym opóźnieniem.
Mennicę krakowską zajęli przejściowo konfederaci barscy, bijąc monety na swój rachunek. Zakład zamknięto 20 sierpnia 1768 r., ostatecznie kończąc działalność emisyjną w Krakowie. Planowano uruchomić trzecią mennicę w Grodnie, ale do tego nie doszło.
Początkowo bito za dużo dochodowej miedzi – zysk szedł do prywatnej kieszeni dzierżawcy, który nieustannie żalił się o ponoszone ciężkie straty. Nadmiar miedzi zaburzał niestety kurs nowej monety. W 1771 r. zrezygnowano z formuły dzierżawy mennic. Stanisław August przejął mennictwo Rzeczypospolitej, biorąc na siebie wszystkie straty – faktycznie jedyną działającą mennicą w Warszawie zarządzali kolejni mincmistrzowie.
Wprowadzony w 1766 r. system monetarny miał swoje wady. Od początku przyjęty kurs dukata w nowych złotych – 16¾ (ratio 1:14,275) – okazał się nieatrakcyjny – wartością rynkową było 18 złotych polskich. Jednak przede wszystkim przy projektowaniu systemu nie uwzględniono faktu, że w państwach króla pruskiego, otaczających Rzeczpospolitą na długim odcinku i związanych z nią licznymi więziami gospodarczymi, od 1750 r. obowiązywała 14-talarowa tzw. stopa Graumanna, według której reichstalerów (w państwach króla pruskiego będących realną monetą, a nie kwotą obrachunkową, jak w Saksonii) bito z tej samej grzywny kolońskiej czystego srebra 14 szt. (odpowiednik 10½ talarów species, a nie 10 – jak w przypadku stopy konwencyjnej). W sytuacji braku kontroli granic prowadziło to do wywozu z Rzeczypospolitej, głównie do Prus, pełnowartościowych monet i napływowi takich, które w tych samych jednostkach zawierały 4,8% kruszcu mniej. Mimo wiedzy o tak niekorzystnej relacji nie korygowano systemu przez 20 lat. Deficyt mennicy w Warszawie król pokrywał z własnych pieniędzy, wykładając na ten cel ok. 3 mln złotych polskich.
Przyjęcie stopy konwencyjnej jako podstawy systemu monetarnego Rzeczypospolitej oznaczało ostateczne zwycięstwo szelągów Boratyniego, które właśnie przy tej okazji zakończyły swoją trwającą wiek służbę. Uformowana przez boratynki waluta – grosz polski miedzią, i z kolei jego trzydziestokrotność, złoty polski miedzią – stały się podstawą grosza miedzianego i złotego polskiego Stanisława Augusta. Relikty polskiego grosza srebrnego: szóstaki oraz osiemnastogroszowe tymfy, usunięto z systemu i zastąpiono groszem srebrnym zupełnie innego, saskiego pochodzenia.

### System monetarny
Syntetycznie system monetarny Rzeczypospolitej Obojga Narodów wprowadzony w wyniku reform z 1766 r. przedstawiono w tabeli:
| Lp. | Nazwa ustawowa      | Nazwa potoczna | Równowartość w złotych polskich | Kruszec | Masa (gramy) | Próba (‰) | Podstawa         |
| --- | ------------------- | -------------- | ------------------------------- | ------- | ------------ | --------- | ---------------- |
| 1   | dukat               | –              | 16¾                             | złoto   | 3,49         | 983       | grzywna kolońska |
| 2   | talar               | –              | 8                               | srebro  | 28,06        | 833       | grzywna kolońska |
| 3   | półtalar            | –              | 4                               | srebro  | 14,03        | 833       | grzywna kolońska |
| 4   | 8 groszy            | dwuzłotówka    | 2                               | srebro  | 9,35         | 625       | grzywna kolońska |
| 5   | 4 grosze            | złotówka       | 1                               | srebro  | 5,4          | 542       | grzywna kolońska |
| 6   | 2 grosze            | półzłotek      | ½                               | srebro  | 3,34         | 438       | grzywna kolońska |
| 7   | 1 grosz [srebrny]   | ćwierćzłotek   | ¼                               | srebro  | 1,99         | 368       | grzywna kolońska |
| 8   | 3 grosze            | trojak         | 1/10                            | miedź   | 11,65        | –         | funt koloński    |
| 9   | 1 grosz [miedziany] | –              | 1/30                            | miedź   | 3,9          | –         | funt koloński    |
| 10  | ½ grosza            | półgrosz       | 1/60                            | miedź   | 1,95         | –         | funt koloński    |
| 11  | ⅓ grosza            | szeląg         | 1/90                            | miedź   | 1,3          | –         | funt koloński    |

## Reforma monetarna z 1787 r.
Problem drenażu rynku przez monetę pruską starano się rozwiązać uniwersałem z 1782 r. zakazującym:
- obiegu pruskich pieniędzy w Rzeczypospolitej oraz
- wywozu do Prus monety krajowej.

Wprowadzone zakazy, bez możliwości egzekucji i przy stale ujemnym bilansie handlowym, nie mogły być skuteczne. W takiej sytuacji 2 października 1786 r. wydano konstytucję sejmową podnoszącą kurs dukata do 18 złotych polskich (czyli 2 talary i 8 groszy srebrem zamiast obowiązujących od 1766 r. 2 talarów i 3 groszy srebrem) oraz nakazującą obydwu Komisjom Skarbowym, Koronnej i Litewskiej, oraz Komisji Menniczej uzgodnienie korekty stopy monet srebrnych.
15 marca 1787 r. Komisja Skarbowa Koronna wydała uniwersał ustanawiający bicie 83½ złotego polskiego z grzywny kolońskiej czystego srebra (zamiast dotychczasowych 80) obniżając w ten sposób z 23,38 do 22,4 grama zawartość czystego srebra w talarze (konsekwentnie o równowartości 8 złotych polskich).
We wszystkich monetach srebrnych obniżono próbę kruszcu, świadomie je pogarszając, aby nie stanowiły więcej przedmiotu spekulacji.
Odejście od waluty konwencyjnej w wyniku reform zakończonych w 1787 r. miało daleko idące konsekwencje dla całego systemu monetarnego. Bezcelowe stało się wybijanie srebrnych groszy i dwugroszy, do których przecież odnoszone były także złotówki (4 GR) i dwuzłotówki (8 GR). O dziwo jednak, te ostatnie oznaczenia (4 GR i 8 GR) zachowano nie tylko po reformie 1787 r., ale i następnej – z 1794 r. Rezygnując z bicia srebrnych jedno- i dwugroszówek, które przed reformą z 1787 r. miały wartość 7½- i 15 groszy miedzianych odpowiednio, wprowadzono nowy gatunek łączący kurant z miedzią – 10-groszówkę – odnoszący się do groszy miedzianych, ale pełnowartościowy, bity w srebrze według obowiązującej stopy, a więc 250½ szt. z grzywny kolońskiej czystego kruszcu.
Zmiana systemu monetarnego sfinalizowana w 1787 r. zmniejszyła ostatecznie zysk z przebijania monety Rzeczypospolitej na pruską, choć nie zlikwidowała tego zjawiska zupełnie, a mennica w Warszawie zaczęła przynosić zyski.
Ogólnie rzecz biorąc jednak polityka monetarna w czasach Stanisława Augusta – po stuleciu miedzianych szelągów – napełniła kraj stabilnym i wartościowym pieniądzem, wymienialnym na obce waluty.

### System monetarny
Syntetycznie system monetarny Rzeczypospolitej Obojga Narodów wprowadzony w wyniku reform zakończonych w 1787 r. przedstawiono w tabeli:
| Lp. | Nazwa ustawowa          | Nazwa potoczna | Równowartość w złotych polskich | Kruszec | Masa (gramy) | Próba (‰) | Podstawa         |
| --- | ----------------------- | -------------- | ------------------------------- | ------- | ------------ | --------- | ---------------- |
| 1   | dukat                   | –              | 18                              | złoto   | 3,49         | 983       | grzywna kolońska |
| 2   | talar                   | –              | 8                               | srebro  | 27,57        | 813       | grzywna kolońska |
| 3   | półtalar                | –              | 4                               | srebro  | 13,79        | 813       | grzywna kolońska |
| 4   | 8 groszy                | dwuzłotówka    | 2                               | srebro  | 9,32         | 601       | grzywna kolońska |
| 5   | 4 grosze                | złotówka       | 1                               | srebro  | 5,38         | 521       | grzywna kolońska |
| 6   | 10 groszy [miedzianych] | –              | ⅓                               | srebro  | 2,49         | 375       | grzywna kolońska |
| 7   | 3 grosze                | trojak         | 1/10                            | miedź   | 11,65        | –         | funt koloński    |
| 8   | 1 grosz [miedziany]     | –              | 1/30                            | miedź   | 3,9          | –         | funt koloński    |
| 9   | ½ grosza                | półgrosz       | 1/60                            | miedź   | 1,95         | –         | funt koloński    |
| 10  | ⅓ grosza                | szeląg         | 1/90                            | miedź   | 1,3          | –         | funt koloński    |

## Reforma monetarna z 1794 r.
Ostatnie miesiące istnienia państwa polsko-litewskiego ujrzały jeszcze kilka eksperymentów monetarnych, których celem było zapewnienie pieniędzy wojsku.
Po wybuchu insurekcji kościuszkowskiej wprowadzona uniwersałem Rady Najwyższej Narodowej z 13 czerwca 1794 r. ordynacja ustanowiła stopę menniczą 84½ złotego polskiego z grzywny kolońskiej czystego srebra, a zamiast dotychczasowych talarów species (8-złotowych) wprowadziła, odpowiadające nominalnie pruskim, 6-złotowe. W ten sposób odwrócono sytuację z ostatnich ponad czterdziestu lat – to moneta Rzeczypospolitej stała się nieznacznie mniej wartościowa, a nominalnie zbieżna z pruską. Miała teraz ściągać tamtą – w rachubie polskiej pruska stopa 14-talarowa dawałaby 84 złote polskie z grzywny kolońskiej czystego srebra. Wydarzenia biegły jednak zbyt szybko, by mechanizm ten miał szansę w pełni zafunkcjonować.
W niektórych źródłach podawana jest informacja, że nowa ordynacja mennicza została wprowadzona już 24 marca 1794 r., czyli w dniu ogłoszenia aktu powstania i złożenia przysięgi przez Tadeusza Kościuszkę w Krakowie, a uniwersał z 13 czerwca 1794 r. był tylko następstwem tej ordynacji. Jednak w zbiorze dokumentów źródłowych zebranych w pracy, związanych w jakikolwiek sposób z zagadnieniami około monetarnymi epoki stanisławowskiej, żadnej ordynacji menniczej z 24 marca 1794 r. nie zamieszczono – jest tylko uniwersał Rady Najwyższej Narodowej z 13 czerwca 1794 r.
Wedle systemu z 1794 r. bito w srebrnym kurancie:
- talary – sześciozłotówki – (bez półtalarów),
- dwuzłotówki (oznaczane konsekwentnie jako 8 GR[38]) i
- złotówki (oznaczane konsekwentnie jako 4 GR[39]).

Na dwuzłotówkach i złotówkach zaznaczono wprawdzie w napisie zmianę stopy menniczej, ale nie zmieniono typów ikonograficznych, co prawdopodobnie miało utrudnić rozróżnianie ich w obiegu.
Zdecydowano także o kontynuowaniu emisji dziesięciogroszówek, ale już według nowej stopy – 253½ szt. z grzywny czystego srebra (czyli zgodnie z ordynacją – 84½ złp.), choć, jak można przeczytać na pojawiających się w początku XXI w. na rynku kolekcjonerskim egzemplarzach roczników 1794 i 1795, napisy legendy głosiły wciąż, niezgodnie ze stanem faktycznym: „250½ Z GRZ: KOL.”, czyli 83½ złp. (według tabel publikowanych w niektórych źródłach, sporządzanych na podstawie sprawozdań mennicy, ostatnie 10-groszówki skierowano do obiegu w 1793 r.).
W celu redukcji liczby monet miedzianych wprowadzono bilonowe, niepełnowartościowe 6-groszówki, które tylko nominalnie nawiązywały do dawnych szóstaków – tamte należały do grosza polskiego srebrem, te zaś – do systemu grosza miedzianego.
Rewolucja spotkała także mennictwo złote – poza zwykłymi dukatami bito również 3- i 1½ dukata.
Wprowadzono również zmiany systemowe – 24 kwietnia 1794 r. produkcję pieniądza wyłączono spod przywilejów królewskich (w niektórych źródłach podawana jest informacja, że 24 kwietnia 1794 r. Komisja Skarbowa mianowana przez Radę Zastępczą Tymczasową Księstwa Mazowieckiego przejęła funkcje królewskiej Komisji Menniczej, 3 maja 1794 r. był dniem wydania przez Tadeusza Kościuszkę polecenia cofnięcia królowi przywileju bicia monety i bezzwłocznego przejęcia mennicy przez nowo mianowaną Komisję Skarbową, a 13 maja 1794 r. – dniem faktycznego przejęcia od króla zwierzchności nad mennicą).
Pojawiały się również projekty usunięcia z emitowanych monet króla, które jednak ostatecznie nie zostały wprowadzone w życie.

### System monetarny
Syntetycznie system monetarny Rzeczypospolitej Obojga Narodów ukształtowany reformami z 1794 r. przedstawiono w tabeli:
| Lp. | Nazwa                               | Równowartość w złotych polskich | Kruszec | Masa (gramy) | Próba (‰) |
| --- | ----------------------------------- | ------------------------------- | ------- | ------------ | --------- |
| 1   | dukat potrójny (stanislasdor)       | 54                              | złoto   | 12,34        | 833       |
| 2   | dukat półtoraczny (półstanislasdor) | 27                              | złoto   | 6,17         | 833       |
| 3   | dukat                               | 18                              | złoto   | 3,49         | 983       |
| 4   | talar                               | 6                               | srebro  | 24,15        | 687       |
| 5   | 8 groszy srebrnych (dwuzłotówka)    | 2                               | srebro  | 9,32         | 594       |
| 6   | 4 grosze srebrne (złotówka)         | 1                               | srebro  | 5,38         | 514       |
| 7   | 10 groszy bilonowych                | ⅓                               | srebro  | 2,48         | 372       |
| 8   | 6 groszy bilonowych                 | 1/5                             | srebro  | 1,58         | 219       |

## Monety

### Polsko-litewskie
Monety państwowe bito w dwóch mennicach w:
- Krakowie (1765–1768) i
- Warszawie (1765–1795).

W czasie trzydziestoletniego okresu mennictwa stanisławowskiego, w trakcie którego przeprowadzono aż trzy reformy monetarne, bito wiele monet zróżnicowanych ikonograficznie. Emitowane w tym czasie gatunki zebrano w tabeli:
| Lp. | Gatunek            | Metal  | Lata |
| --- | ------------------ | ------ | --- |
| 1   | szeląg             | miedź  | bezrocznikowy (próba albo obiegowy1), 1766 (próba albo obiegowy1), 1767–1768, 1776, 1792                               |
| 2   | półgrosz           | miedź  | bezrocznikowy (próba albo obiegowy2), 1765 (próba albo obiegowy2), 1766–1768, 1775–1777, 1780–1782, 1786 (próba), 1792 |
| 3   | grosz (miedziany)  | miedź  | bezrocznikowy (próba), 1765–1795                                                                                       |
| 4   | trojak             | miedź  | 1765–1794 |
| 5   | szóstaki           | srebro | 1766 (próba), 1794–1795                                                                                                |
| 6   | 10 groszy          | srebro | 1787–1795 |
| 7   | grosz srebrny      | srebro | 1766–1768, 1771–1782                                                                                                   |
| 8   | dwugrosz           | srebro | 1766–1782, 1785–1786                                                                                                   |
| 9   | ort                | srebro | 1766 (próba) |
| 10  | 4 GR (złotówka)    | srebro | 1766–1769, 1771–1795                                                                                                   |
| 11  | 8 GR (dwuzłotówka) | srebro | 1766–1785, 1787–1795                                                                                                   |
| 12  | półtalar           | srebro | 1767–1768, 1771–1784, 1788, 1792                                                                                       |
| 13  | talar              | srebro | 1765 (próba), 1766, 1768–1785, 1788, 1792–1795                                                                         |
| 14  | dukat              | złoto  | 1765 (próba), 1766–1768, 1770–1795                                                                                     |
| 15  | 1½ dukata          | złoto  | 1794 |
| 16  | 3 dukaty           | złoto  | 1794 |

gdzie:
1 – przez niektórych autorów klasyfikowany jako obiegowy
2 – niektórzy autorzy zaliczają do monet obiegowych
Miedziaki mniejsze od grosza, szelągi i półgrosze, wybijano do 1768 r., potem wracano do tych gatunków rzadko. Od 1786 r. wykorzystanie do bicia monet miedzi pochodzącej z podkieleckich kopalń oznaczano napisem:

Z MIEDZI KRAIOWEY.

W 1767 r. w mennicy w Krakowie wybito trojaki historyczne z okazji:
- urodzin króla (17 stycznia)

- tzw. typ „VOVET”, bity w miedzi i srebrze, z napisem w legendzie na rewersie:

AERE PERENNIUS AEVUM SCEPTRA GERAT PATRIAMQ[ue] BEET OF[ficina] CR[acoviensis] {\displaystyle \mathop {+} ^{O}} (cupreae) MON[etae] VOVET 1767 C[onstantinus]. I[ablonoski].

(pol. Niech dzierży berło przez okres trwający dłużej niż spiż i niech uszczęśliwia ojczyznę, życzy mennica krakowska miedzianych pieniędzy 1767 Konstanty Jabłonowski),

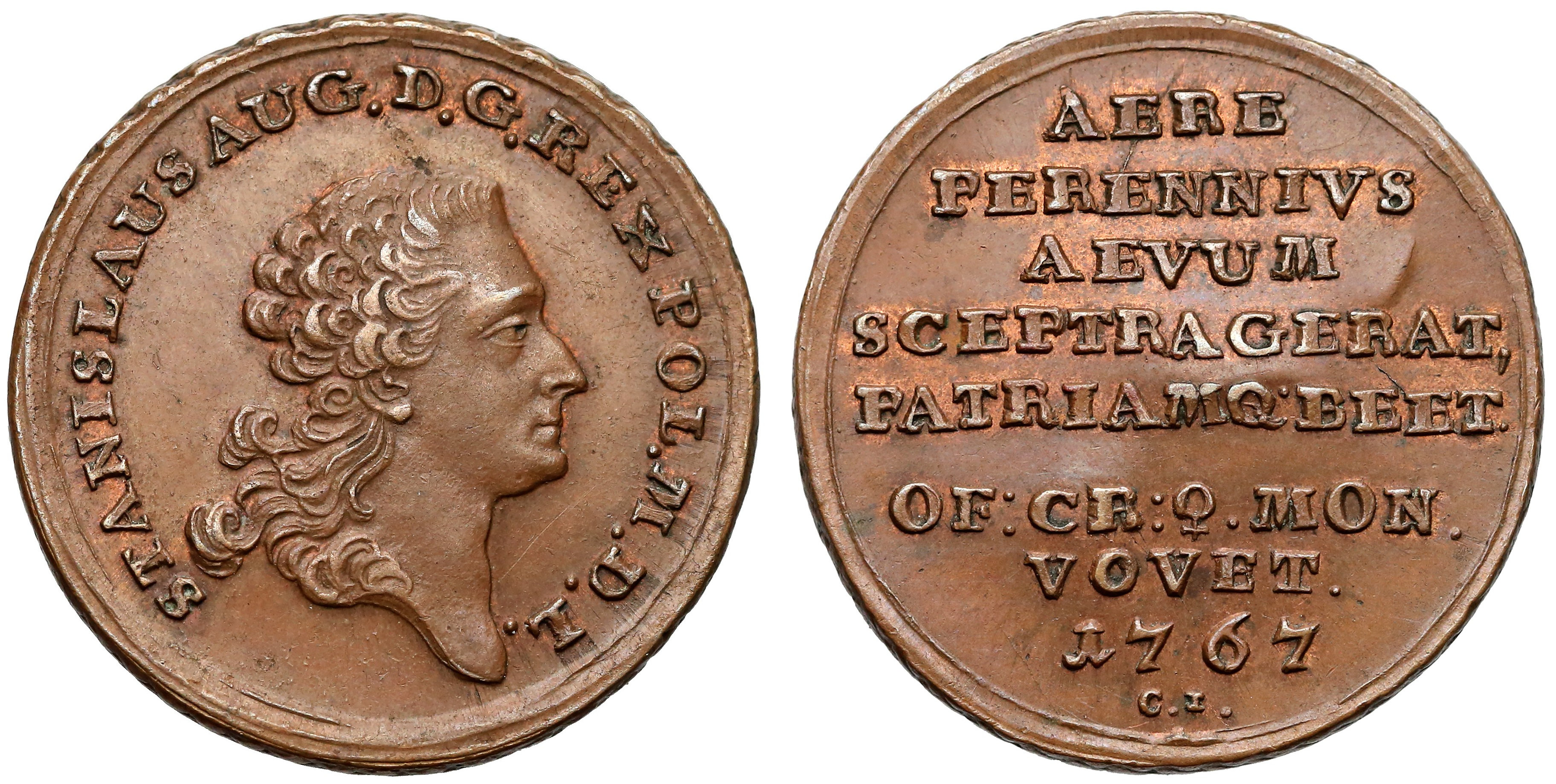
w miedzi
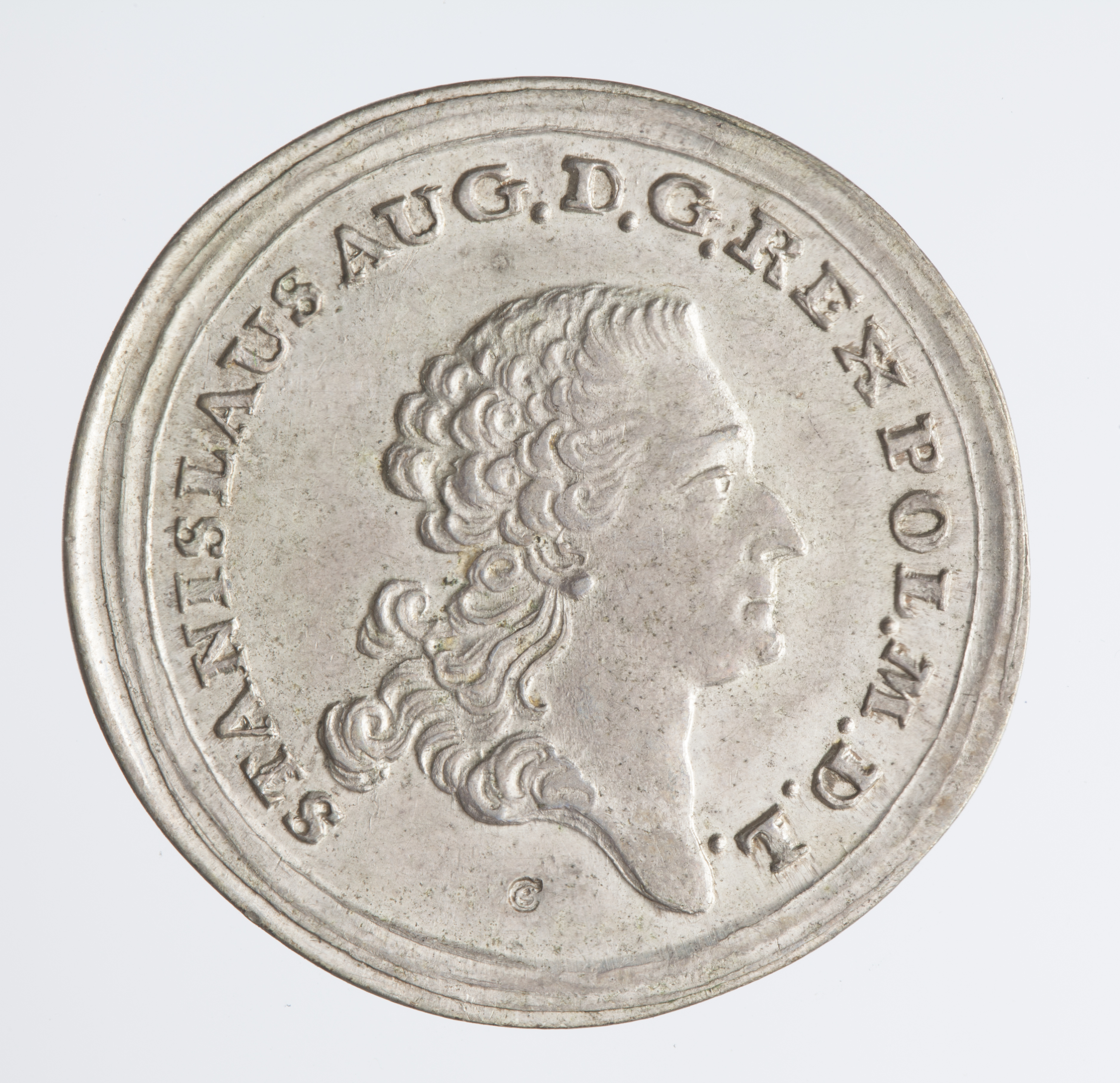
w srebrze (awers)
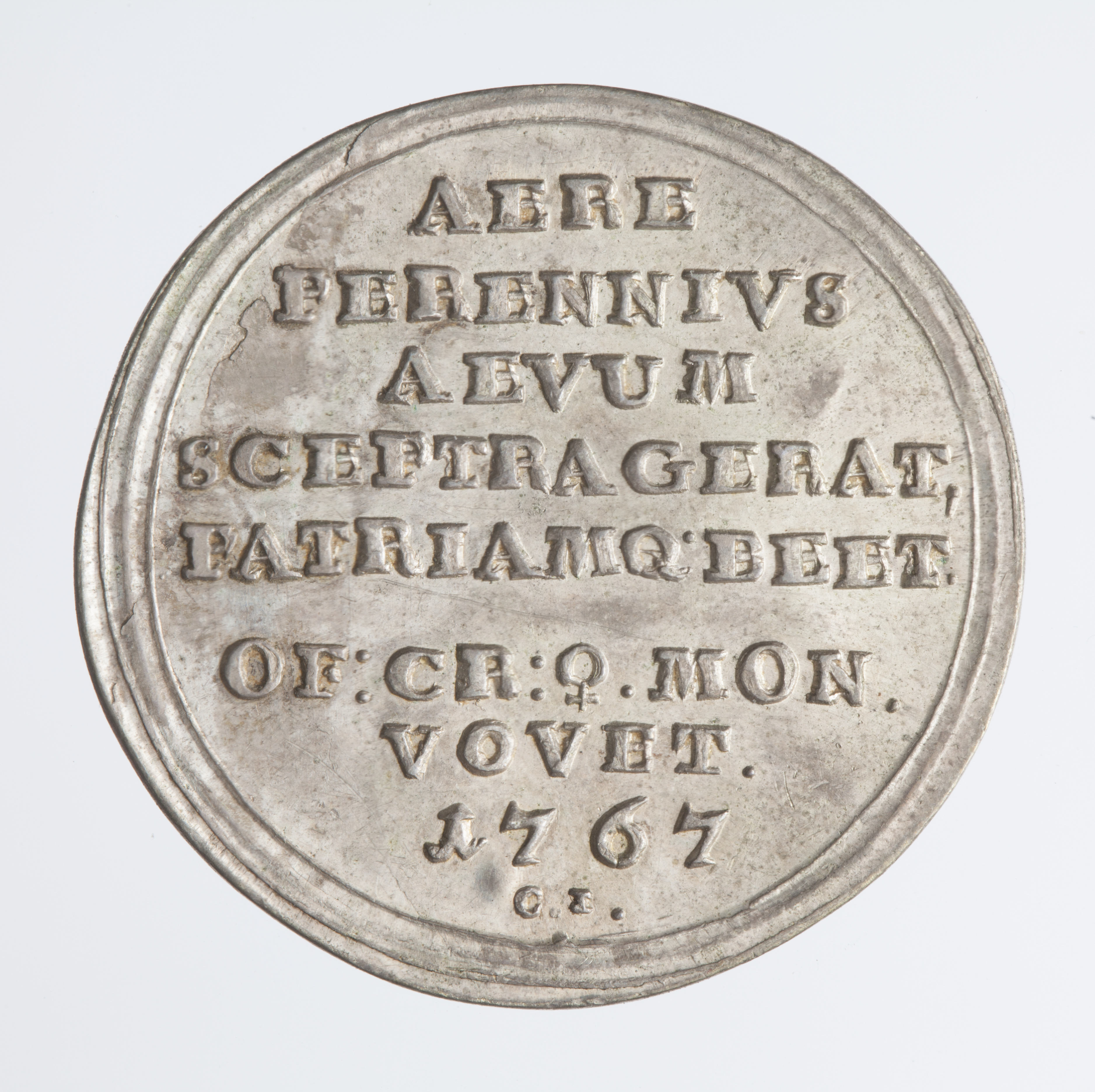
w srebrze (rewers)

- tzw. typ „IANUAR”, bity w miedzi, srebrze i złocie, z napisem w legendzie na rewersie:

AERE PERENNIUS AEVUM SCEPTRA GERAT PATRIAMQ[ue] BEET OF[ficina] CR[acoviensis] {\displaystyle \mathop {+} ^{O}} (cupreae) MON[etae] 17. IANUAR. 1767 C[onstantinus]. I[ablonoski].

(pol. Niech dzierży berło przez okres trwający dłużej niż spiż i niech uszczęśliwia ojczyznę, mennica krakowska miedzianych pieniędzy 17 stycznia 1767 Konstanty Jabłonowski),

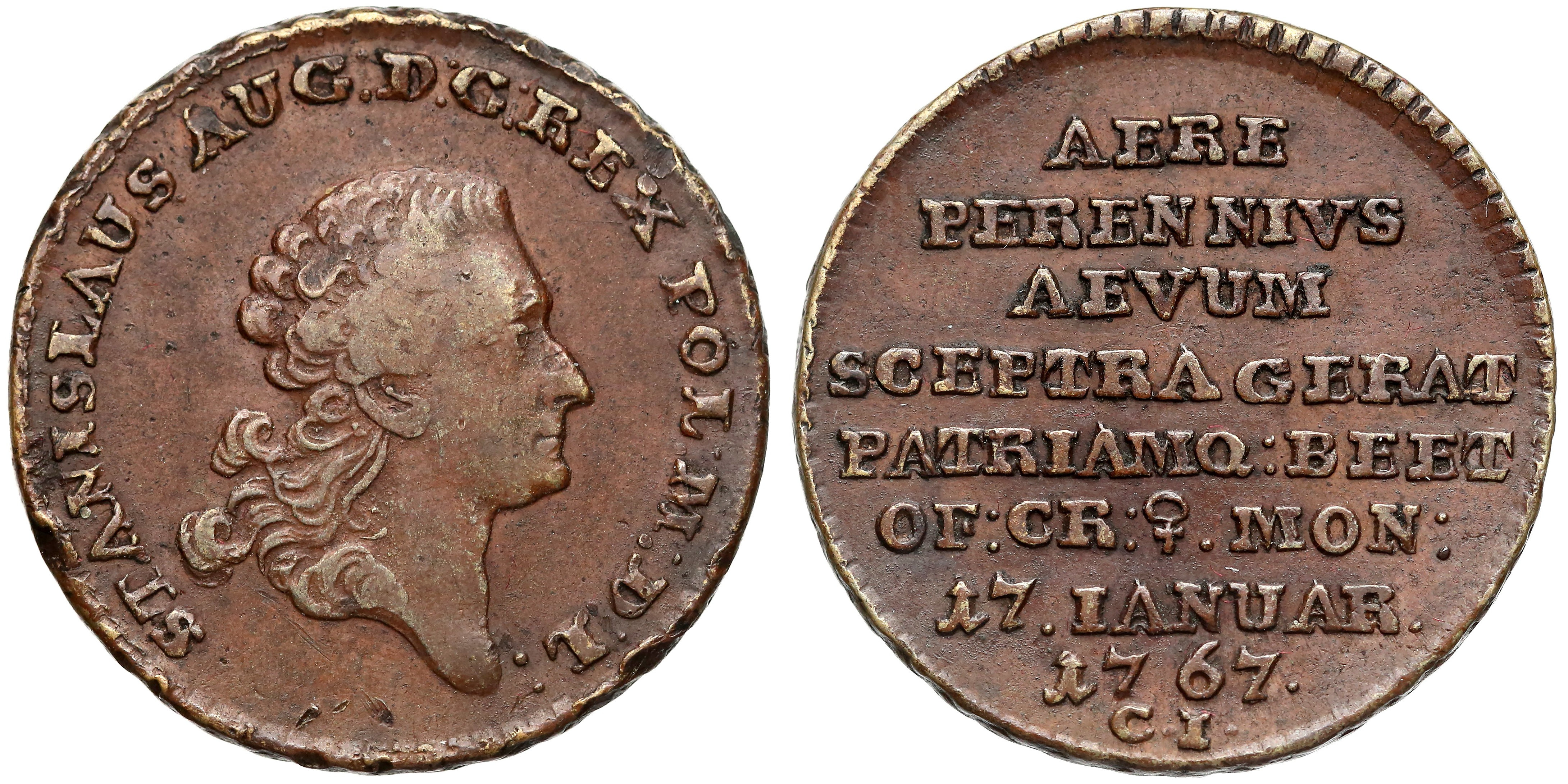
w miedzi
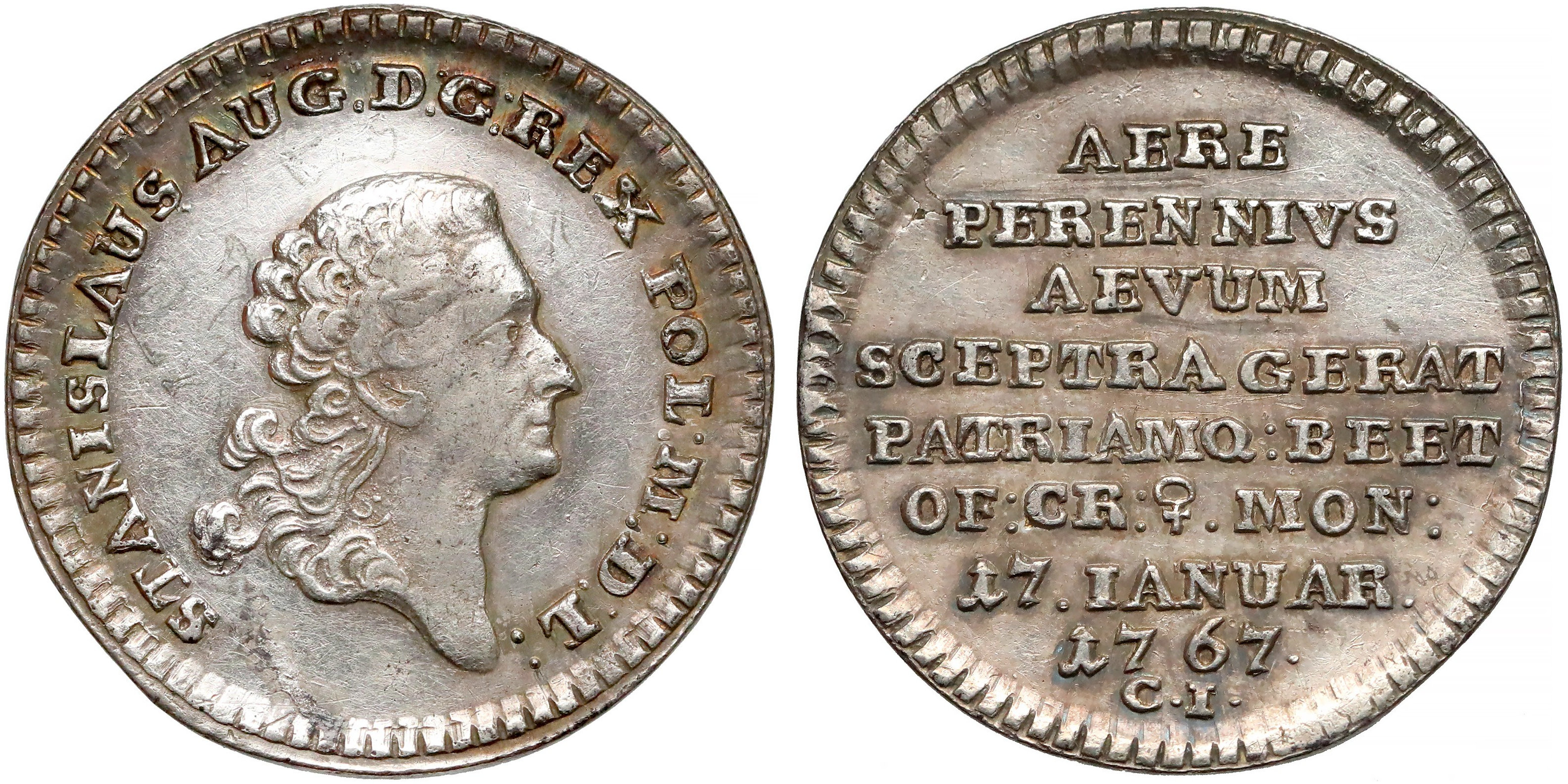
w srebrze

- tzw. typ „NOBIS”, bity w miedzi, srebrze i złocie, z napisem w legendzie na rewersie:

NOBIS DIU INTERSIS OF[ficina] CR[acoviensis] {\displaystyle \mathop {+} ^{O}} (cupreae) MON[etae] 1767 C[onstantinus]. I[ablonoski].”

(pol. Obyś długo był z nami mennica krakowska miedzianych pieniędzy 1767 Konstanty Jabłonowski),

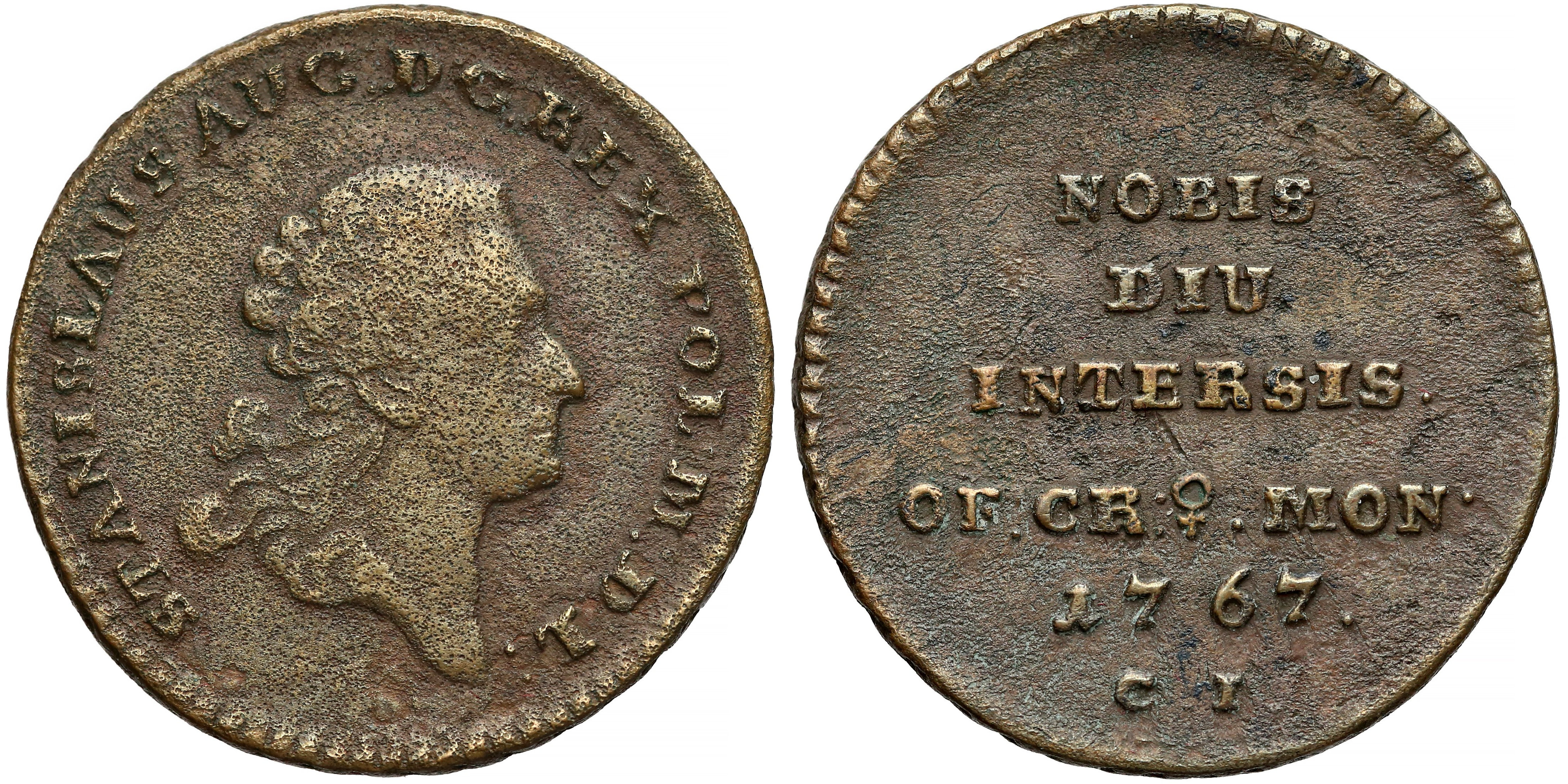
w miedzi
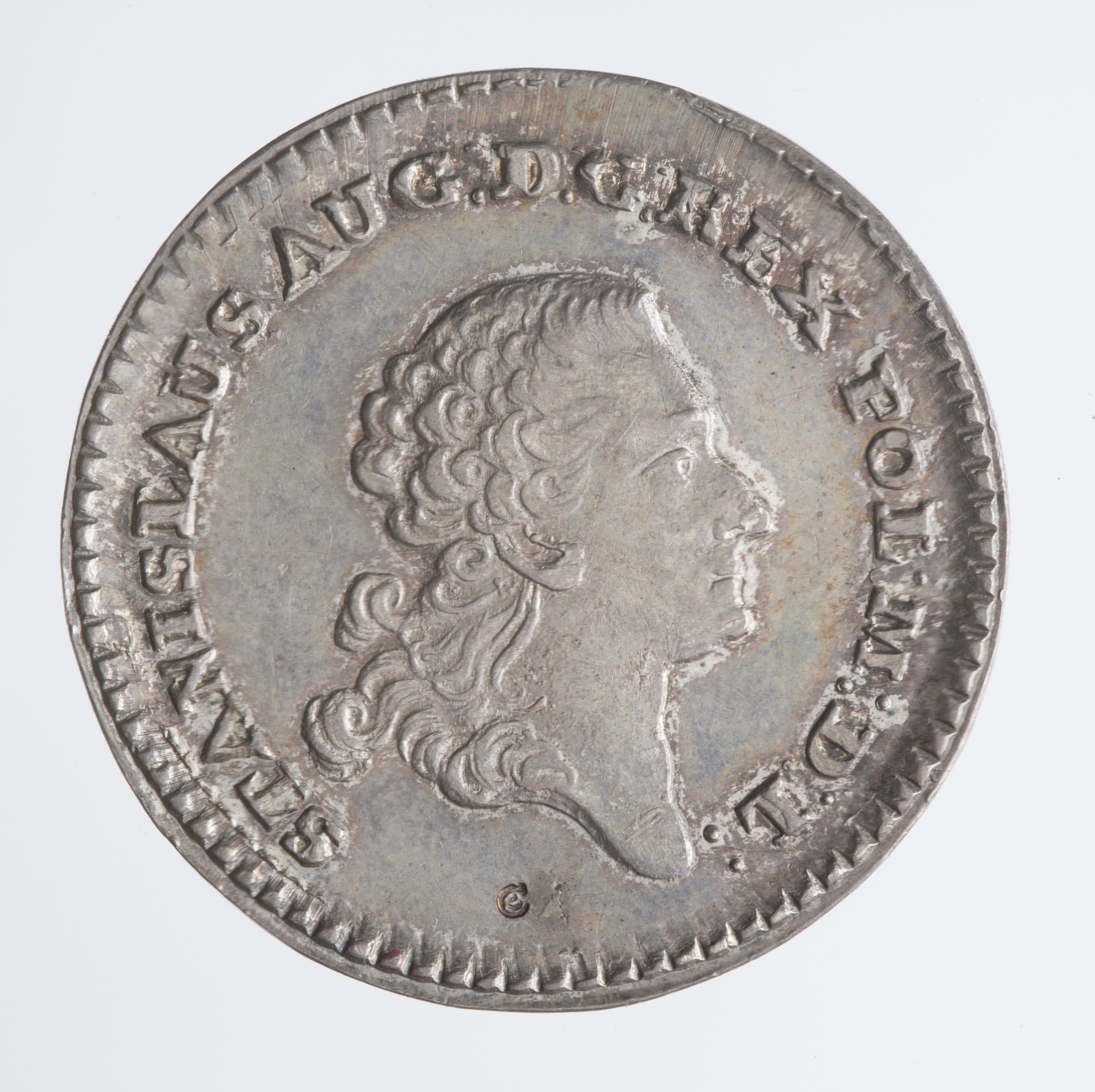
w srebrze (awers)
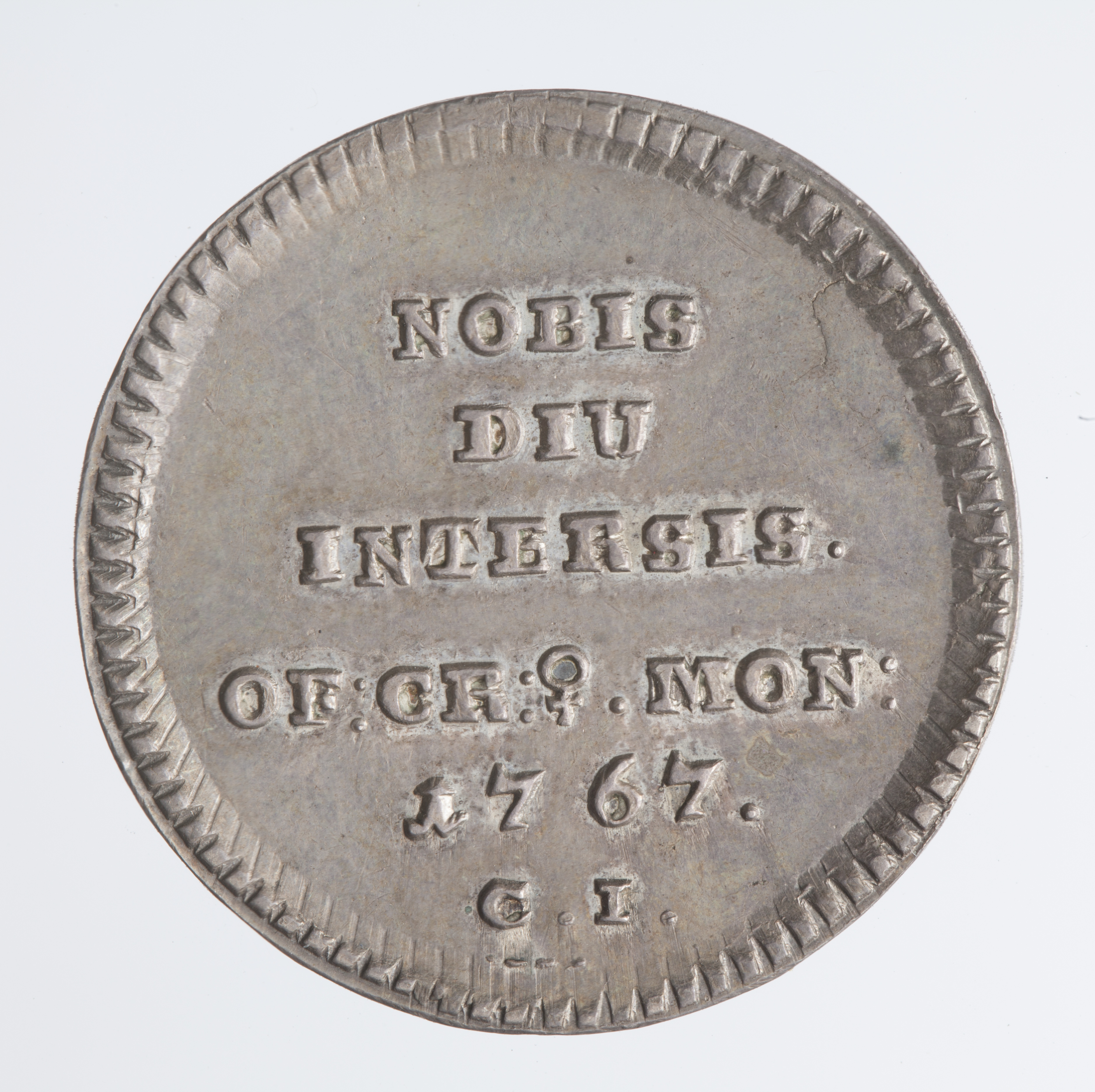
w srebrze (rewers)

- na ustanowienie orderu św. Stanisława tzw. typ „INSTIT”, bity w miedzi, srebrze i złocie[56], z napisem w legendzie na rewersie:

ISTIT[uti]: ORD[inis]: S.STAN[islai] 8. MAI. CELEBRET PER SÆCVLA FESTVM OF[ficina] CR[acoviensis] {\displaystyle \mathop {+} ^{O}} (cupreae) MON[etae] VOVET 1767 C[onstantinus]. I[ablonoski].

(pol. Niech dzień 8 maja na wieki będzie obchodem ustanowienia orderu Św. Stanisława, mennica krakowska miedzianych pieniędzy 1767 Konstanty Jabłonowski).

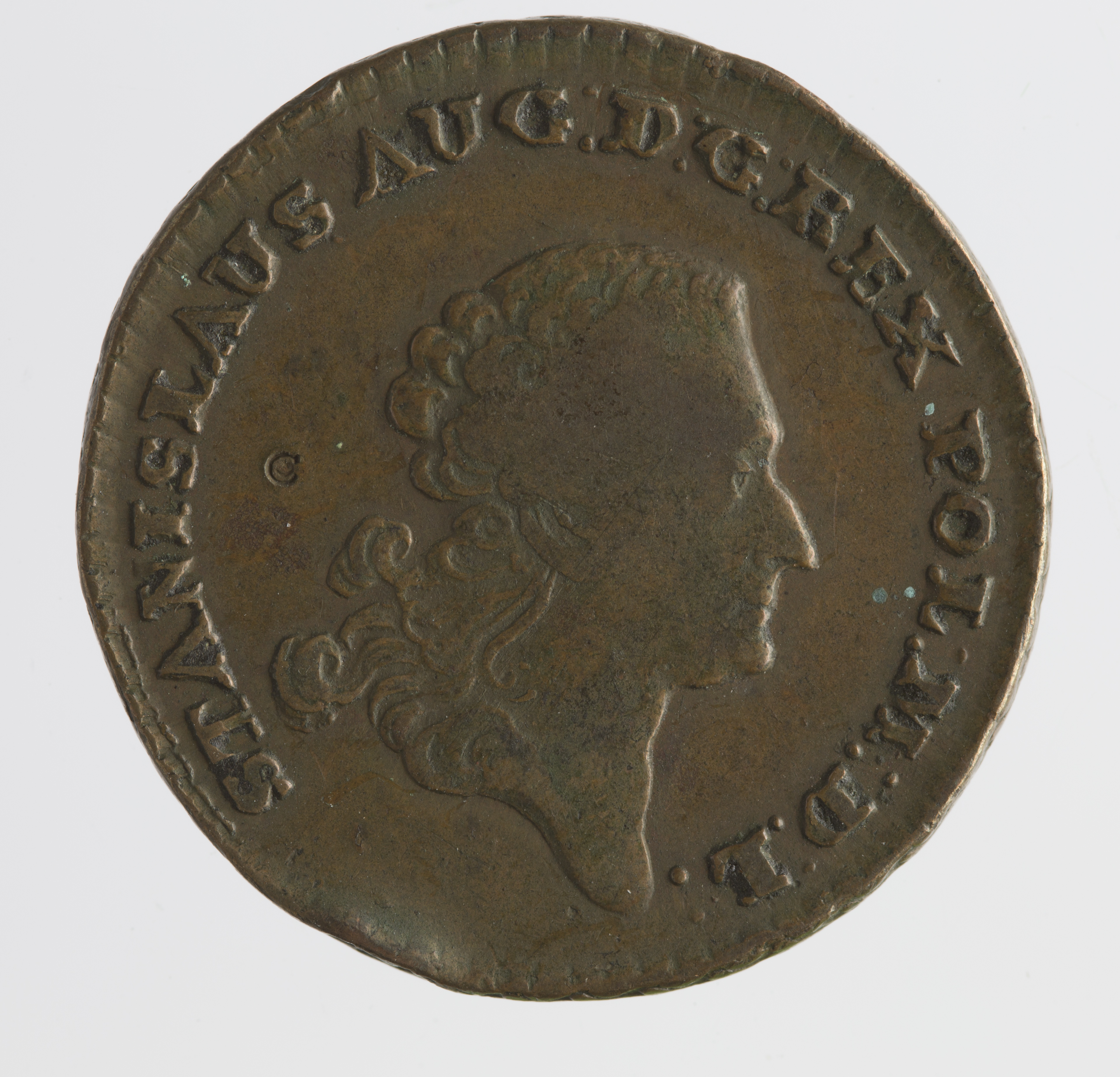
w miedzi (awers)
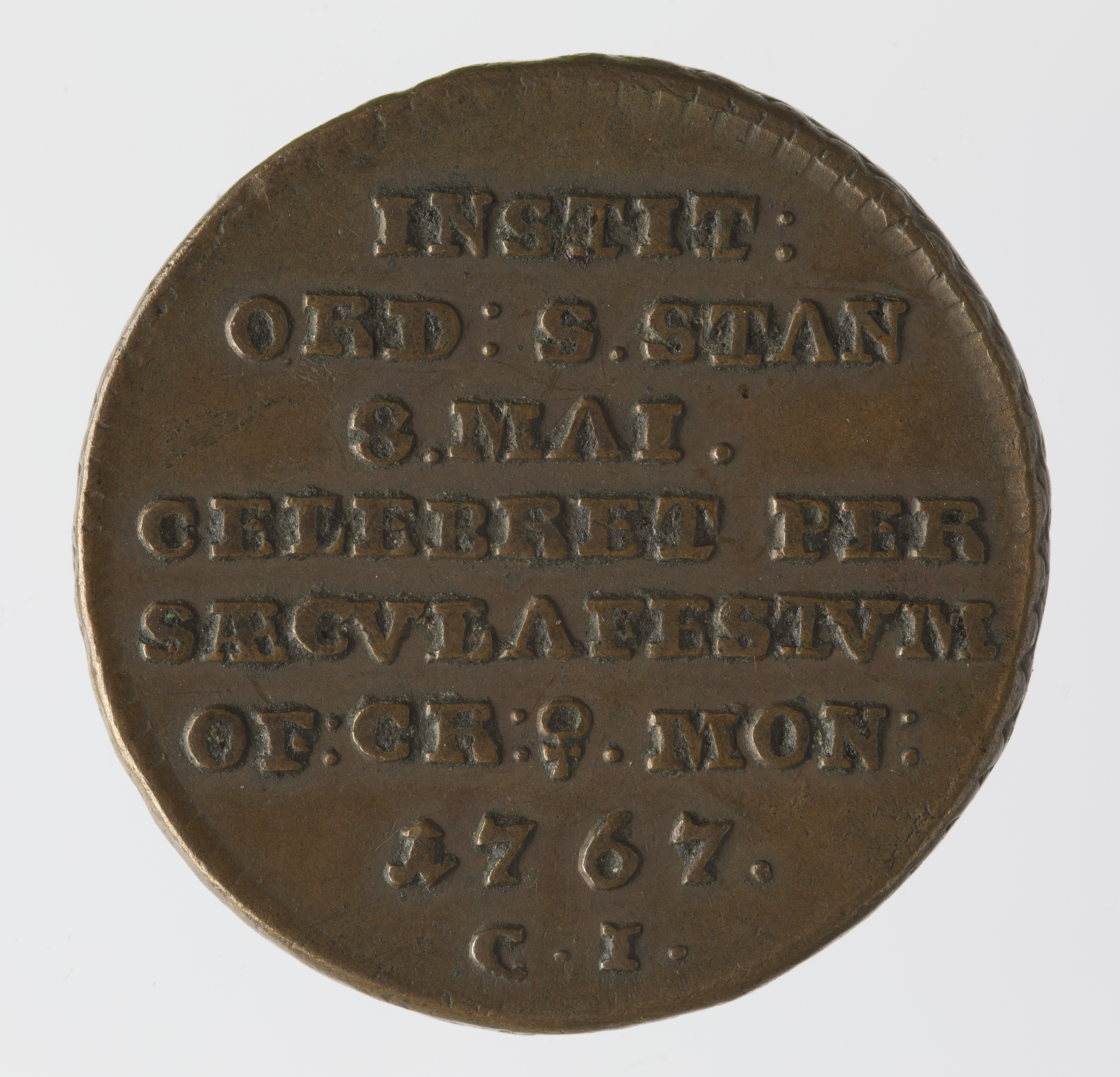
w miedzi (rewers)
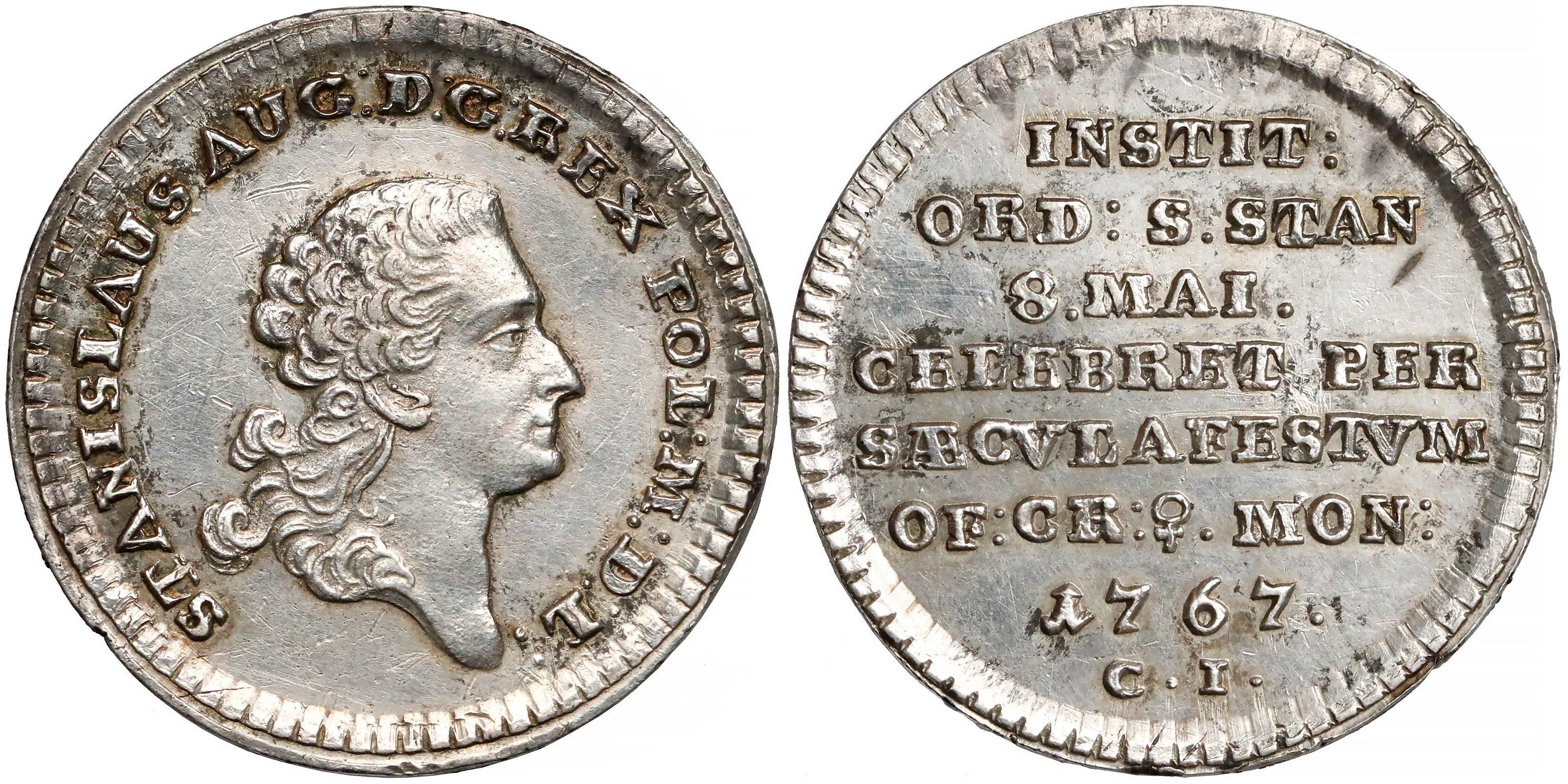
w srebrze

Wśród monet obiegowych okresu stanisławowskiego wyróżniał się talar z 1793 r., całkowicie zmieniony, czysto napisowy z obu stron, gloryfikujący konfederację targowicką. Często powtarzana w literaturze tematu informacja o wybiciu tych tzw. talarów targowickich w Grodnie nie ma żadnego oparcia w źródłach – monety te bez jakichkolwiek wątpliwości wybito w Warszawie. Władze konfederacji zażyczyły sobie, by wszystkie talary z roku 1793 otrzymały taką właśnie formę. Emisja wynosiła jedynie 1699 szt., a była rozdawania zwolennikom konfederacji.

Wprowadzone w 1794 r. monety o wartości trzech dukatów nazwano stanislasdorem, choć zazwyczaj nazwa monety wywodząca się od imienia monarszego z końcówką „d’or” dotyczyła monet typu pistola, o wartości pięciu reichstalerów (jak augustdory), gdy stanislasdor odpowiadał dziewięciu talarom sześciozłotowych w srebrze. Złoto do przeprowadzenia tych emisji zajmowano w kościołach (np. z katedry krakowskiej – złoty krzyż ze skarbca królów halickich) albo otrzymywano w darze od ludności na cele patriotyczne. 
Monety oznaczone były znakami menniczymi w postaci:
- pierwszej litery nazwiska dzierżawcy g lub G – Piotra Mikołaja Gartenberga albo
- pierwszymi literami imienia i nazwiska intendentów mennicy w Warszawie[61]:
  - FS – Fryderyka Wilhelma Sylma (1765–1767),
  - IS – Justyna Schrödera (1768–1772),
  - AP – Antoniego Partensteina (1772–1774),
  - EB – Efraima Brenna (1774–1792).

W 1791 r. Komisja Mennicza wprowadziła zasadę oznaczenia monet literami MV (od Moneta Varsoviensis) albo MW (od Mennica Warszawska), co utrzymano aż do zamknięcia zakładu.
Na początku XXI w. w literaturze tematu w odniesieniu do monet miedzianych z lat 1765–1768 występują rozbieżności co do poprawnego ich przyporządkowania do mennic w Krakowie i w Warszawie. Wprowadzona do literatury w XIX i XX w. cecha dystynktywna w postaci formy inicjału Gartenberga (G), antykwowej bądź kursywnej, nie przystaje do danych o produkcji obydwu zakładów. Biorąc pod uwagę wielkość emisji podawaną w raportach każdej z mennic, przez niektórych badaczy XXI-wiecznych stawiana jest teza, że z mennicy krakowskiej wyszły:
- wszystkie miedziane monety z datą roczną „1765”,
- wszystkie trojaki i grosze z napisem „GROSSVS” oraz
- szelągi i półgrosze z dużym monogramem królewskim,

pozostałe zaś – z mennicy w Warszawie.
Przede wszystkim w mennicy warszawskiej, ale nie tylko, powstał również szereg monet próbnych, w tym między innymi:
- szóstaki i orty z 1766 r. według dawnego wzoru, odrzucone przez Komisję Menniczą, jak również
- seria projektu Augusta Moszyńskiego z 1771 r. monet z różnymi dewizami i wyobrażeniami, bitych z czystego srebra.

Próbne monety Stanisława Augusta Poniatowskiego
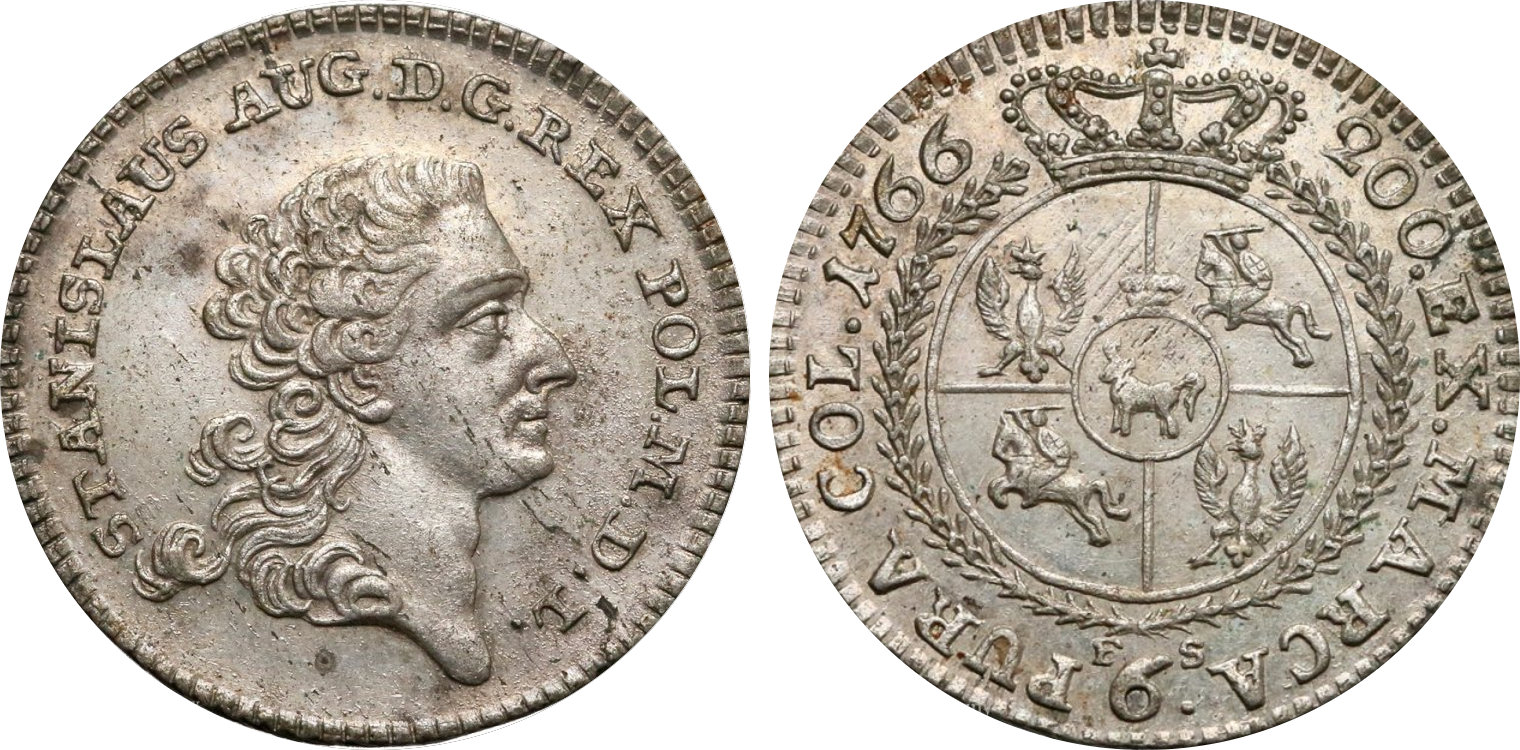
Próbny szóstak (1766) według starego systemu monetarnego
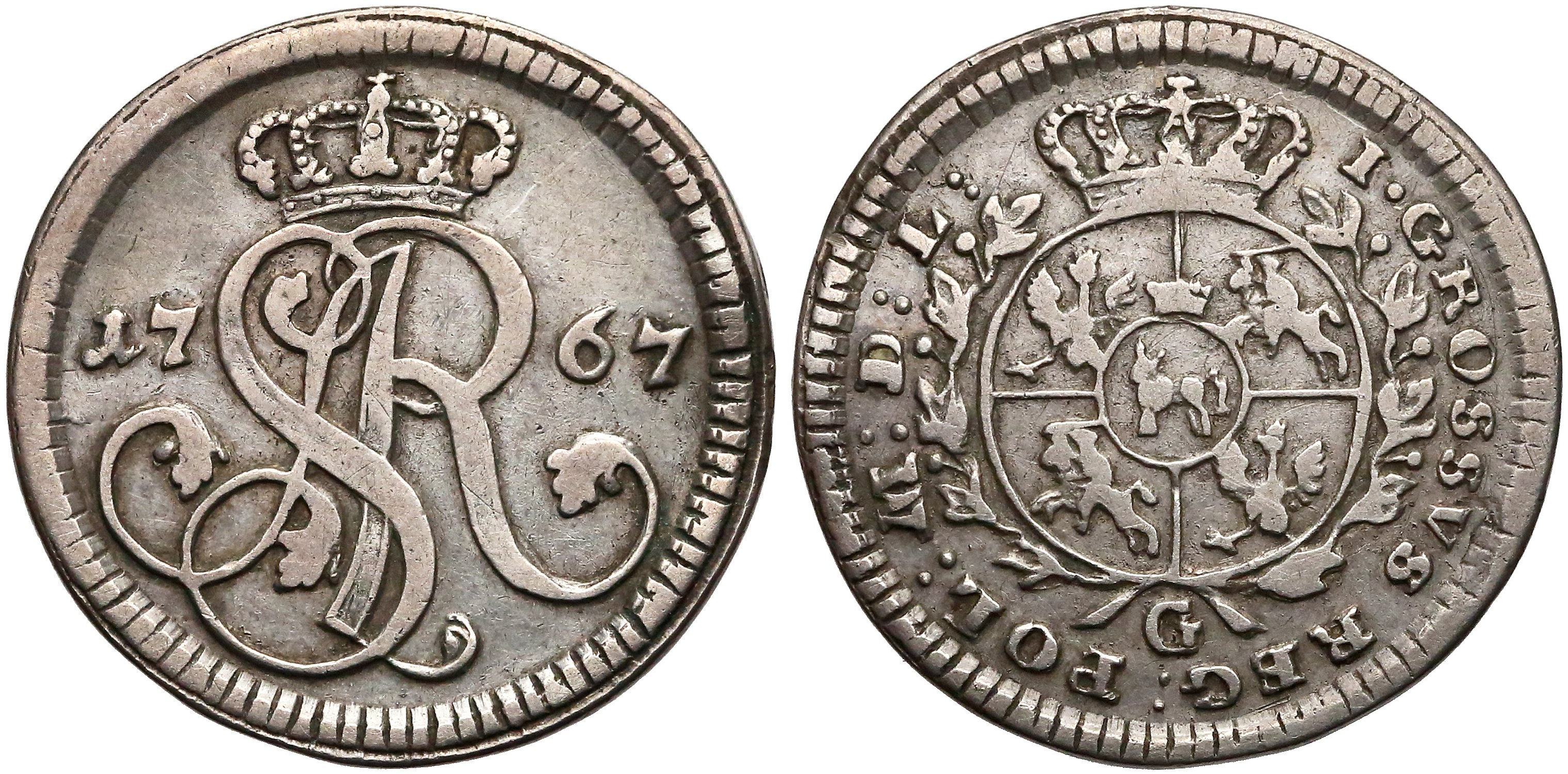
Próbna odbitka w srebrze grosza miedzianego z 1767 r. z mennicy w Krakowie
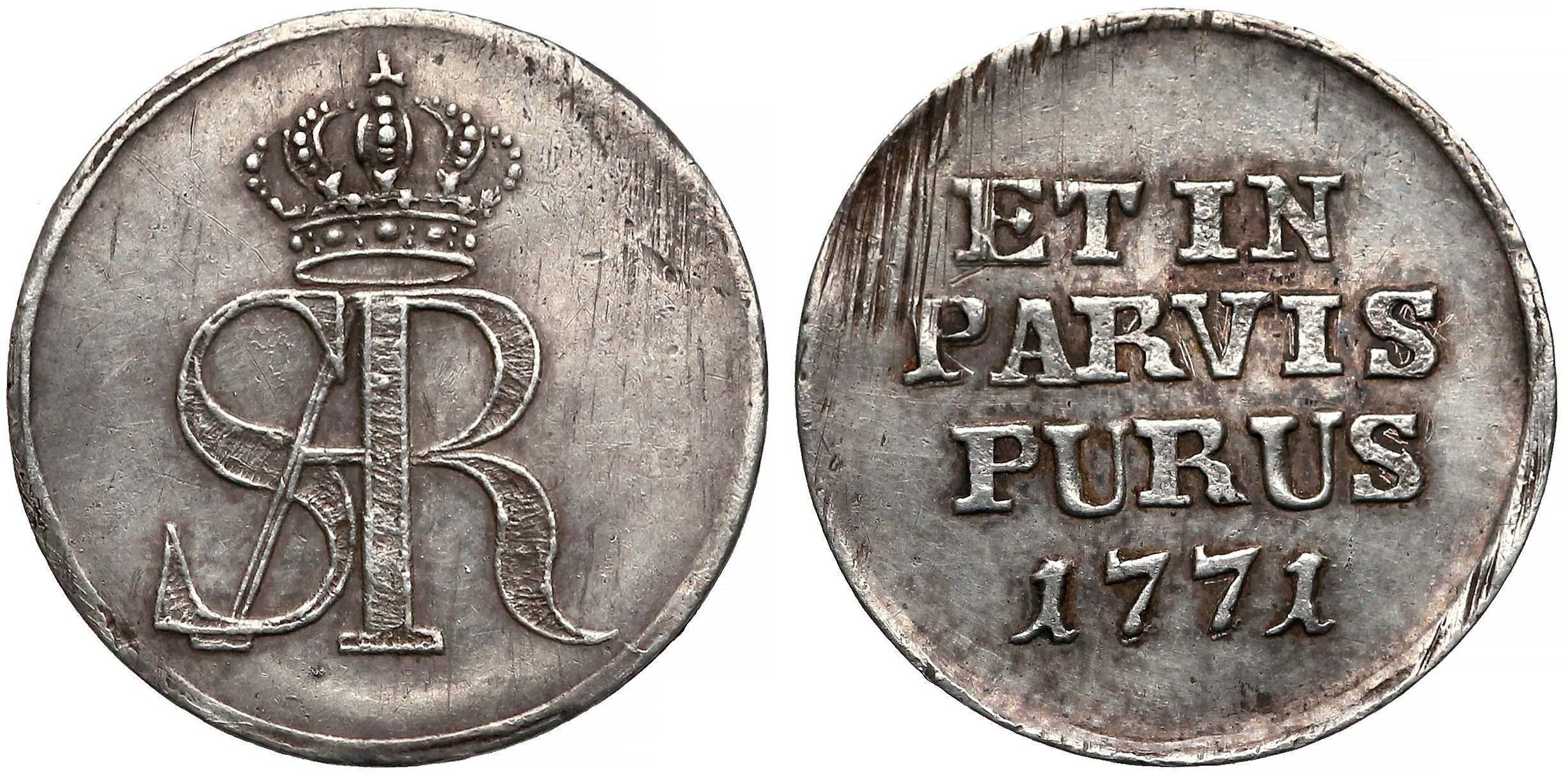
Próbny grosz w czystym srebrze (1771) według projektu Moszyńskiego
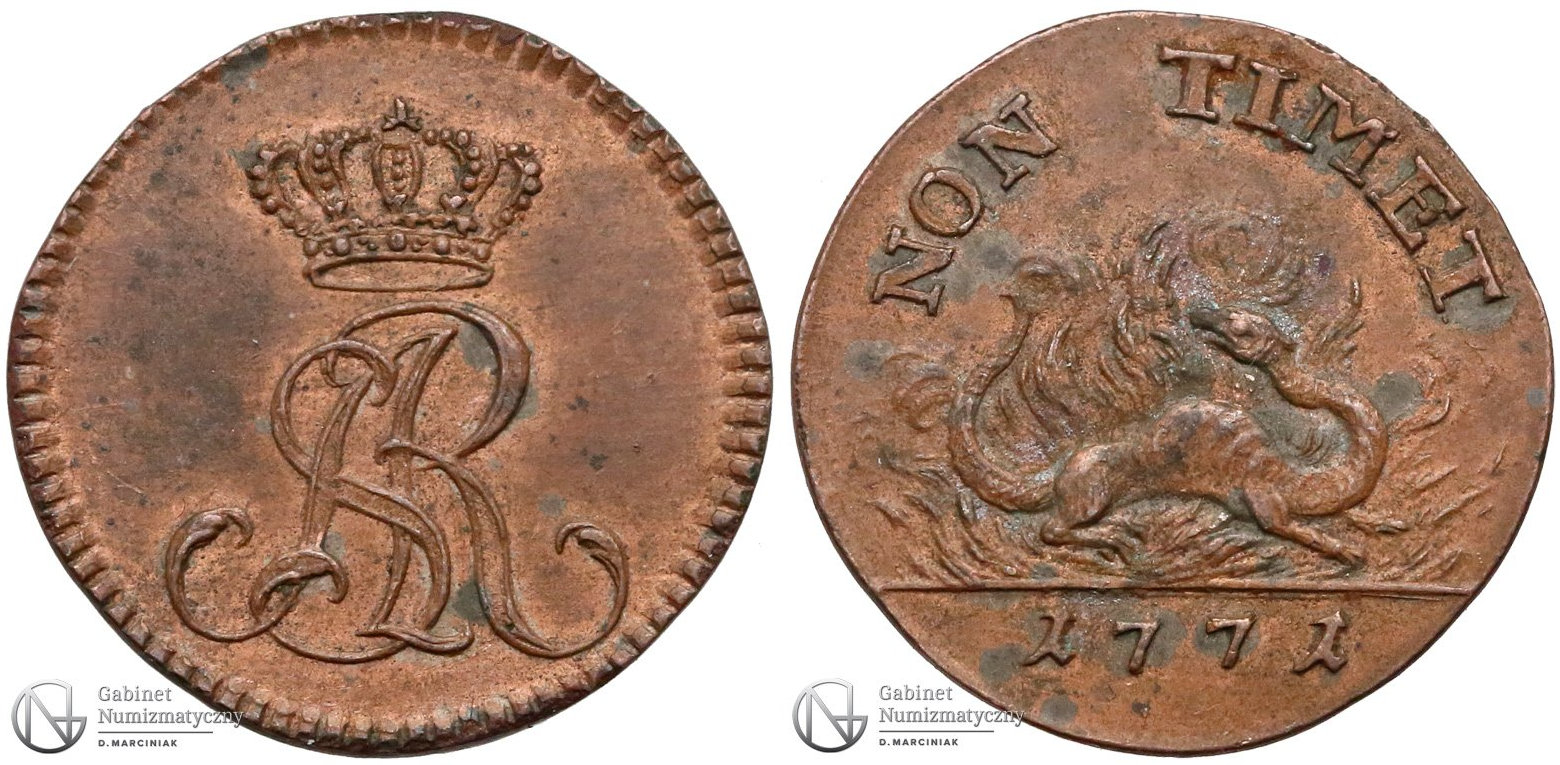
Próbny dwugrosz (1771) według projektu Moszyńskiego – odbitka w miedzi
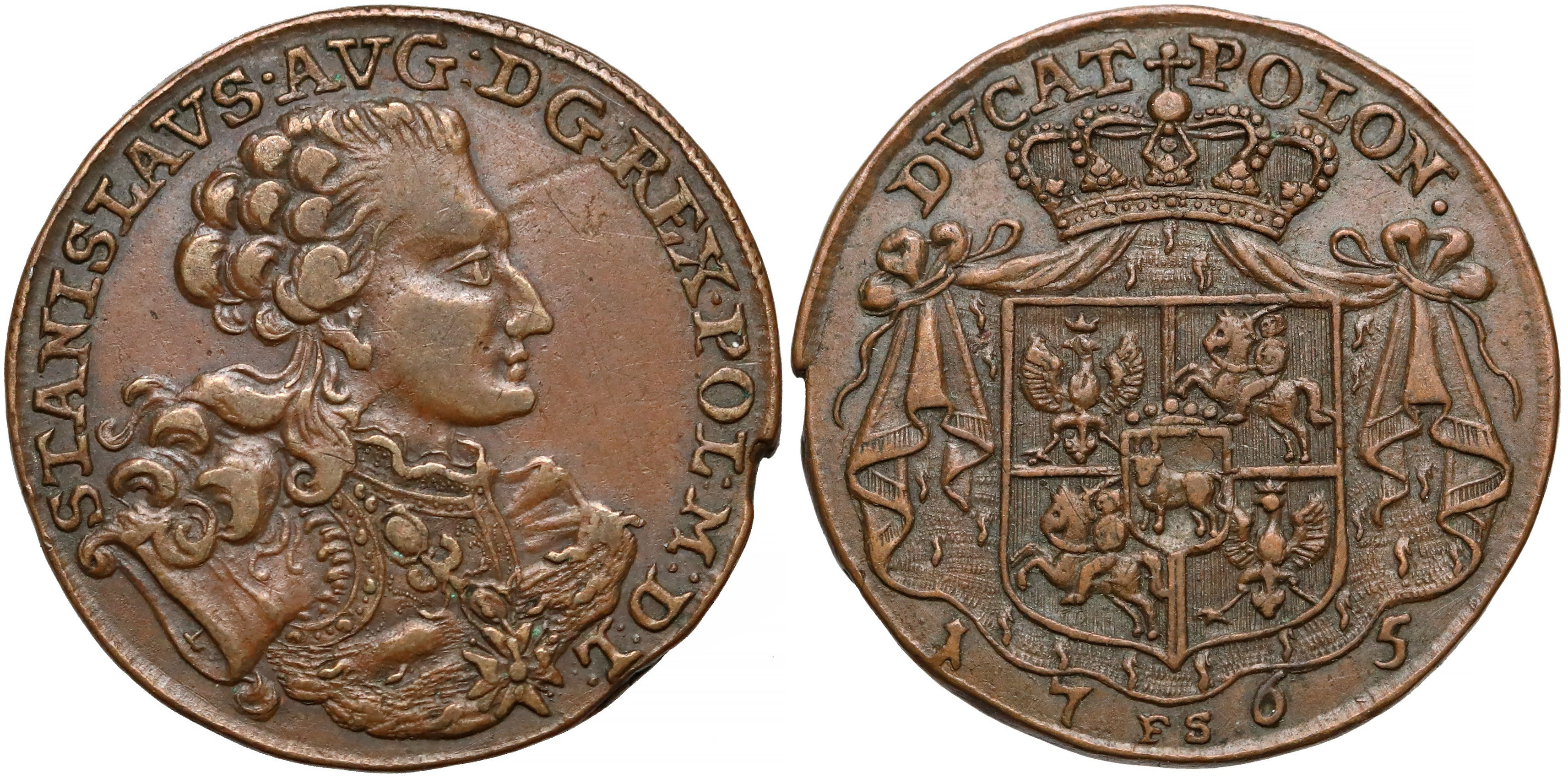
Próbny dukat (1765) – odbitka w miedzi
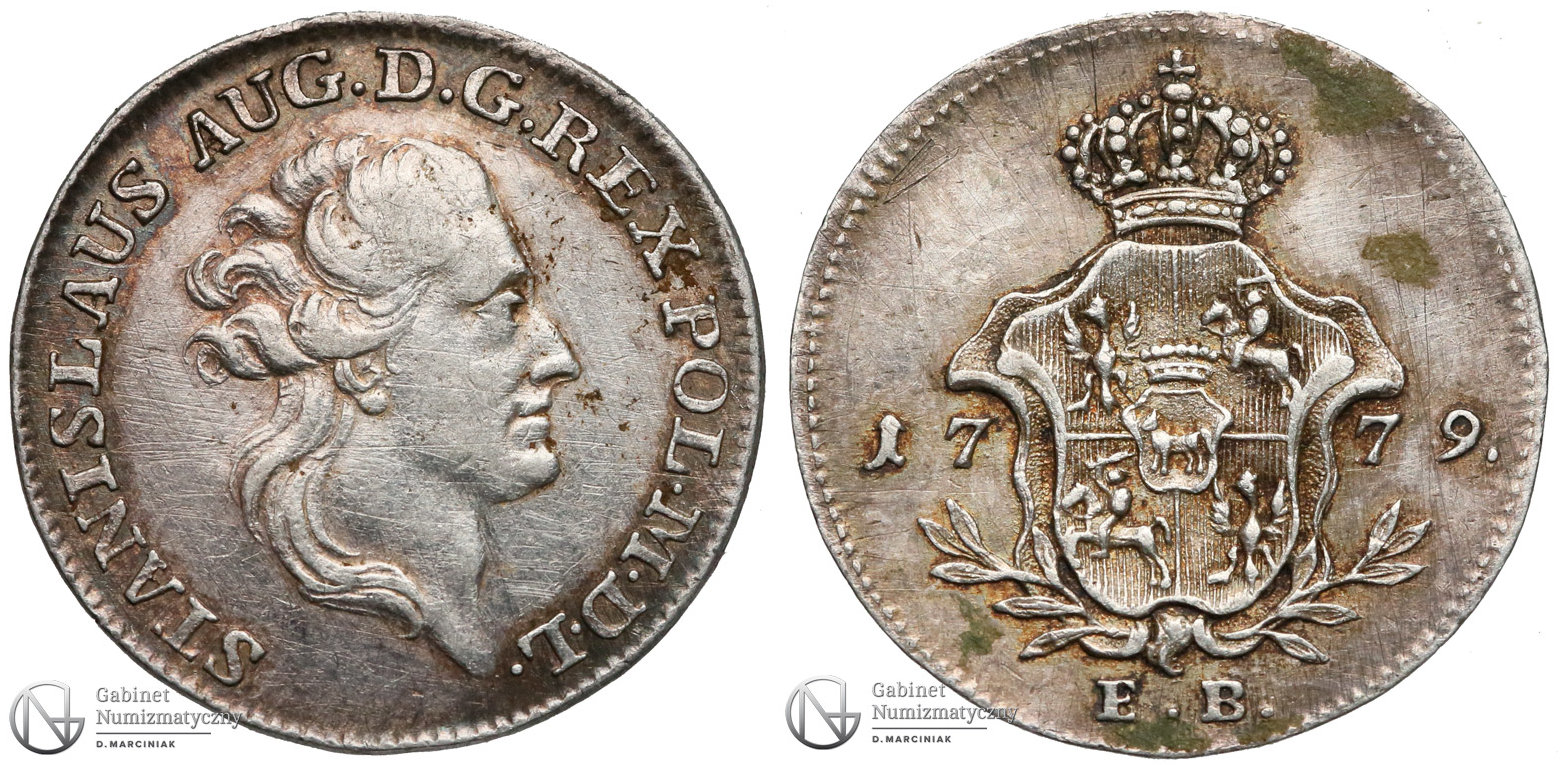
Próbny dukat (1779) – odbitka w srebrze
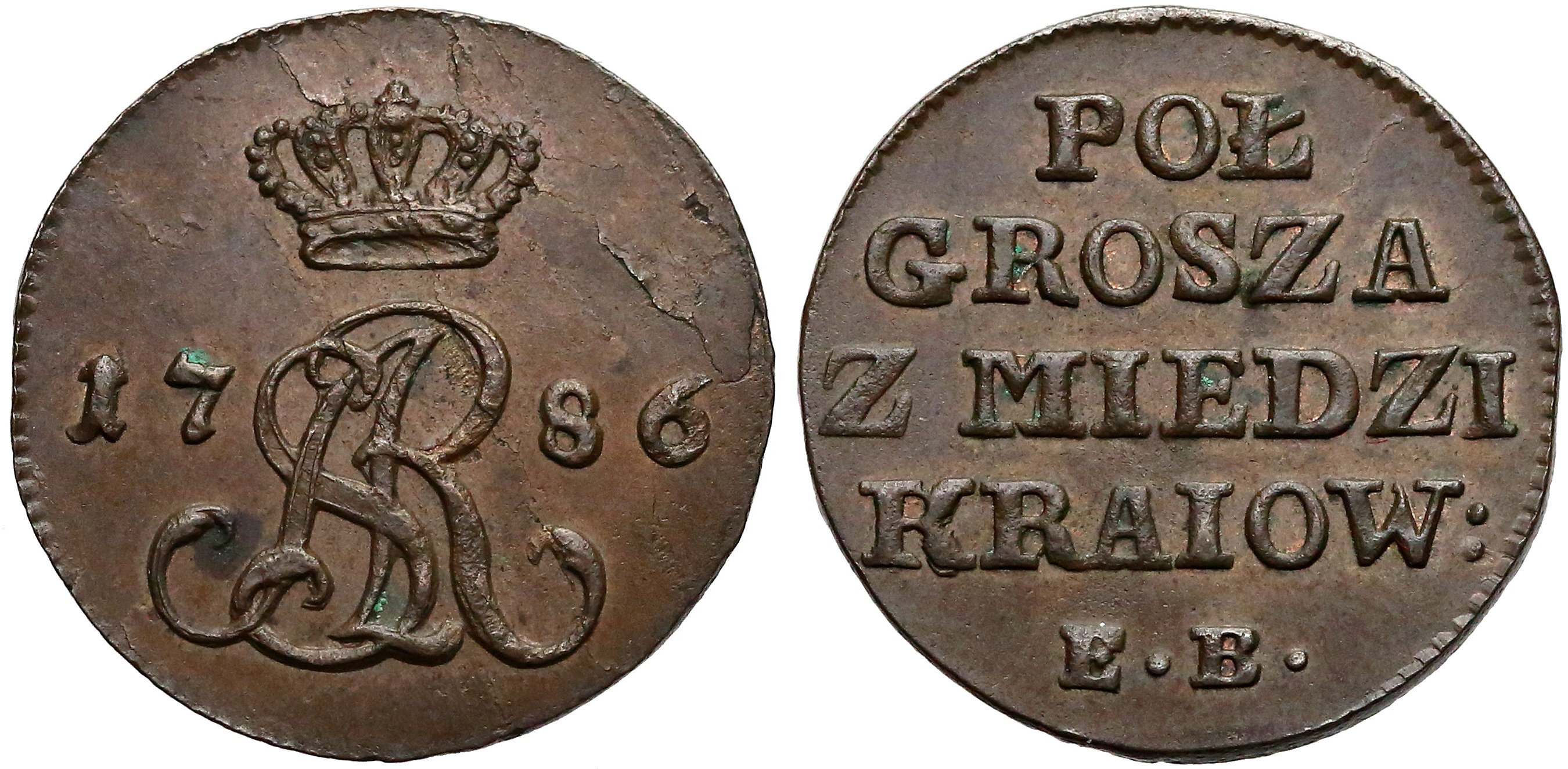
Próbny półgrosz „Z MIEDZI KRAIOWEY” (1786)

Ostatnie monety Rzeczypospolitej Obojga Narodów wybito w mennicy warszawskiej w 1795 r.

#### Ikonografia
Od samego początku, mimo wielu trudności, nowe monety otrzymały bardzo atrakcyjną, zmodernizowaną szatę zewnętrzną, zarówno pod względem plastycznym, jak technicznym.
Na wczesnych, próbnych dukatach – bitych już od 1765 r. – pojawiło się królewskie popiersie i herb na płaszczu, a w 1766 r. gwiazda orderowa Świętego Stanisława z monogramem królewskim „SAR”. Również w 1766 r. pojawiły się dukaty z pełną postacią króla na awersie i kwadratową ramką z napisem, otoczoną arabeskami na rewersie. W ten sposób do 1772 r. ustabilizował się typ nawiązujący do wzorca holenderskiego. Na monetach tych król stał w szczegółowo przedstawionym stroju koronacyjnym własnego projektu. Umieszczano na tych monetach inicjały medalierów:
- L (Leupold – rytownik drezdeński) i
- IPH (Johann Philipp Holzäusser).

W związku z pojawieniem się licznych fałszerstw dukatów z datami rocznymi 1766–1768, typ holenderski awersu w 1772 r. zastąpiono głową króla w diademie.
Następny awers dukata – z głową króla bez diademu – został wprowadzony w 1783 r., ale pojawił się już wcześniej, na bardzo rzadkich, próbnych odbitkach w miedzi i srebrze z niezwykłym rewersem i z datą roczną 1779. Na początku XXI w. okoliczności ich powstania nie są jednak znane.
Równie efektownie pod względem iknonograficznym rozpoczęto w 1765 r. emisję talarów – od słynnego próbnego talara sygnowanego przez Johanna Caspara Mörikofera z Berna, z herbem Rzeczypospolitej na kolistej tarczy otoczonym wieńcem z dewizą Orderu Orła Białego, którego odznaka zwisała u dołu:

PRO FIDE REGE ET GREGE

(za wiarę, króla i lud).
Inne rozwiązanie zaproponował w 1766 r. Johann Philipp Holzhäusser – owalną tarczę postawioną na postumencie otoczoną bordiurą z dewizą i ustawionymi przy niej trzymaczami, personifikacjami:
- Pokoju i
- Sprawiedliwości.

To ostatnie było heraldyczną nieprawidłowością, gdyż trzymaczami tarczy z Orłem Białym powinny być dwa anioły.
Na wczesnych próbnych talarach stanisławowskich można zauważyć elementy dyskusji o podstawie reformy monetarnej – na jednym z talarów Mörikofera na rewersie pojawił się napis:

TALERUS POLONICUS LXXXV FLOR POL MARCA

(talar polski, 85 złotych polskich [z] grzywny),
na innym zaś skorygowany:

...LXXXIV FLOR POL MARCA

(...84 złotych polskich [z] grzywny).
W kolejnych latach wybijano talary według uproszczonego przez Holzhäussera projektu Mörikofera z napisem informującym o stopie talara:

X EX MARCA PURA COLONIEN

(10 z grzywny czystej kolońskiej).
Mniejsze monety srebrne również nosiły dość rozbudowany zapis o stopie menniczej na rewersie i o nominale w groszach srebrnych – na groszach i dwugroszach była to wręcz główna treść stempla. Na dwuzłotówkach (8 groszy srebrnych) i złotówkach (4 grosze srebrne) umieszczano na awersie głowę królewską, na mniejszych nominałach – herb albo monogram. Szczególnie interesująca była wczesnoklasycystyczna forma grosza srebrnego, wzorowana na monecie saskiej, z motywami obu stron zamkniętymi w kwadratach.
Zróżnicowano także miedziaki, umieszczając na trojakach popiersie, a później głowę królewską, a na mniejszych nominałach monogram.
Wprowadzone w 1787 r. pełnowartościowe dziesięciogroszówki były dość ubogie w szacie zewnętrznej, natomiast monety złote, jak i talary o obniżonej zawartości kruszcu, dla odróżnienia otrzymały na rewersach herb na tarczy francuskiej, prostokątnej, zamiast kolistej.

### Miejskie

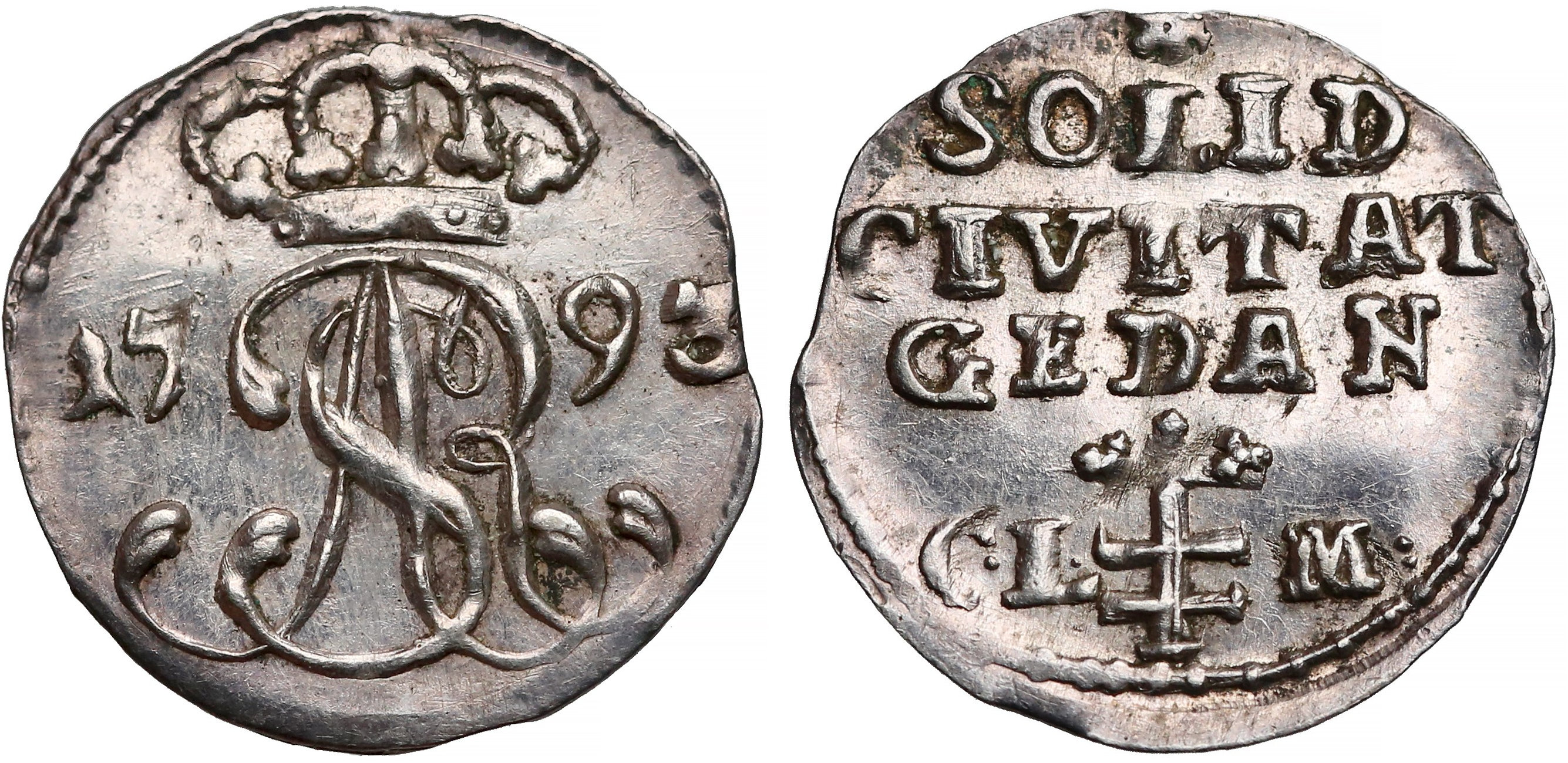
Mistyfikacja antykwaryczna – szeląg gdański (1793) w czystym srebrze

Czasy stanisławowskie to koniec mennictwa miejskiego Prus Królewskich. Elbląg swej mennicy już nie otworzył. W Toruniu rozważano, podobnie jak kilka lat wcześniej, możliwość wydzierżawienia miejskiego zakładu na centralną mennicę Rzeczypospolitej, jednak okazał się zbyt przestarzały.
Reforma z 1766 r. zakończyła (teoretycznie) autonomię monetarną Prus Królewskich. Od Gdańska, Torunia i Elbląga domagano się okazania przywilejów menniczych, na co otrzymano odpowiedź, że miasta te nie widzą takiej potrzeby, bo przecież biły monetę jawnie od 1457 r. W 1767 r. pozwano więc je przed sąd królewski o emisje monetarne z czasów Augusta III jako nielegalne. Za umorzenie tego procesu Gdańsk, Toruń i Elbląg zrezygnowały z własnego mennictwa. Rezygnacja Gdańska okazała się wprawdzie w zupełnie innych warunkach nieostateczna, ale wymieniany w katalogach szeląg tego miasta z 1793 r., wybity w czystym srebrze, jest niewątpliwie mistyfikacją antykwaryczną (fałszerstwem na szkodę kolekcjonerów).

#### Gdańska
W latach 1764–1767 według starej stopy menniczej bito:
- szelągi (1765, 1766)[66],
- trojaki (1766)[67][68],
- szóstaki (1764, 1765)[67] oraz
- próbne dwuzłotówki – 60 GR – (1767)[69] i
- próbne dukaty (1765)[66].

Monety te posiadały znaki mennicze od pierwszych liter imion i nazwisk dzierżawców zakładu:
- w latach 1764–1765 „REŒ” (Rudolfa Ernesta Oeckermanna), a
- w latach 1766–1767 „FLS” (Fryderyka Ludwika Stübera).

Monety gdańskie Stanisława Augusta Poniatowskiego
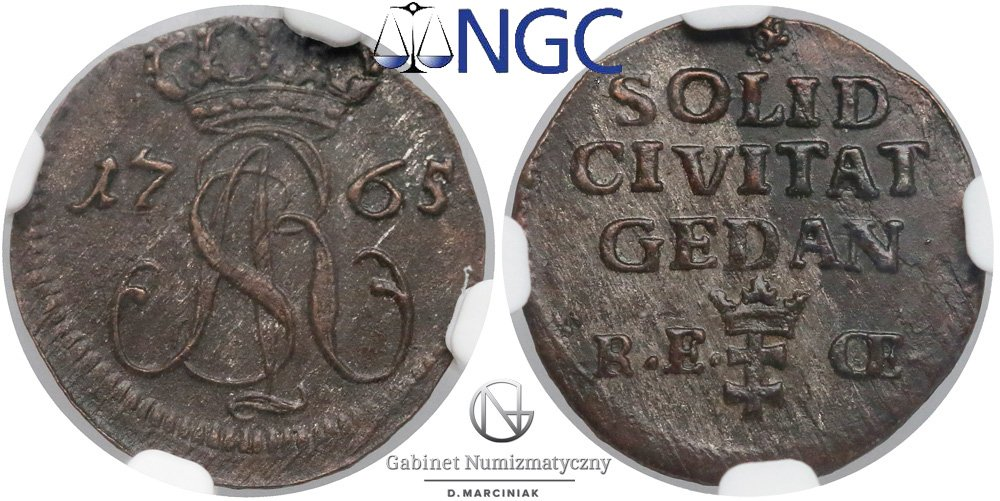
Szeląg (1765)
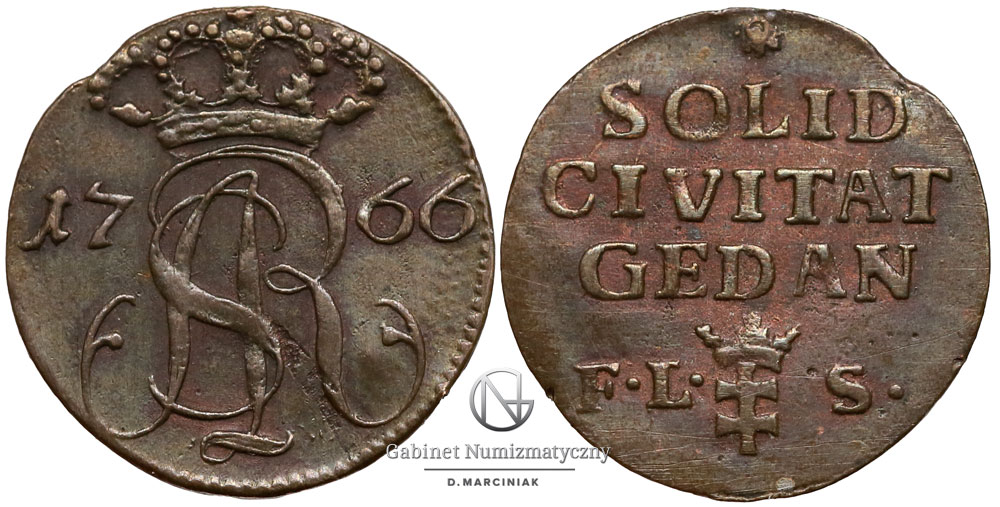
Szeląg (1766)
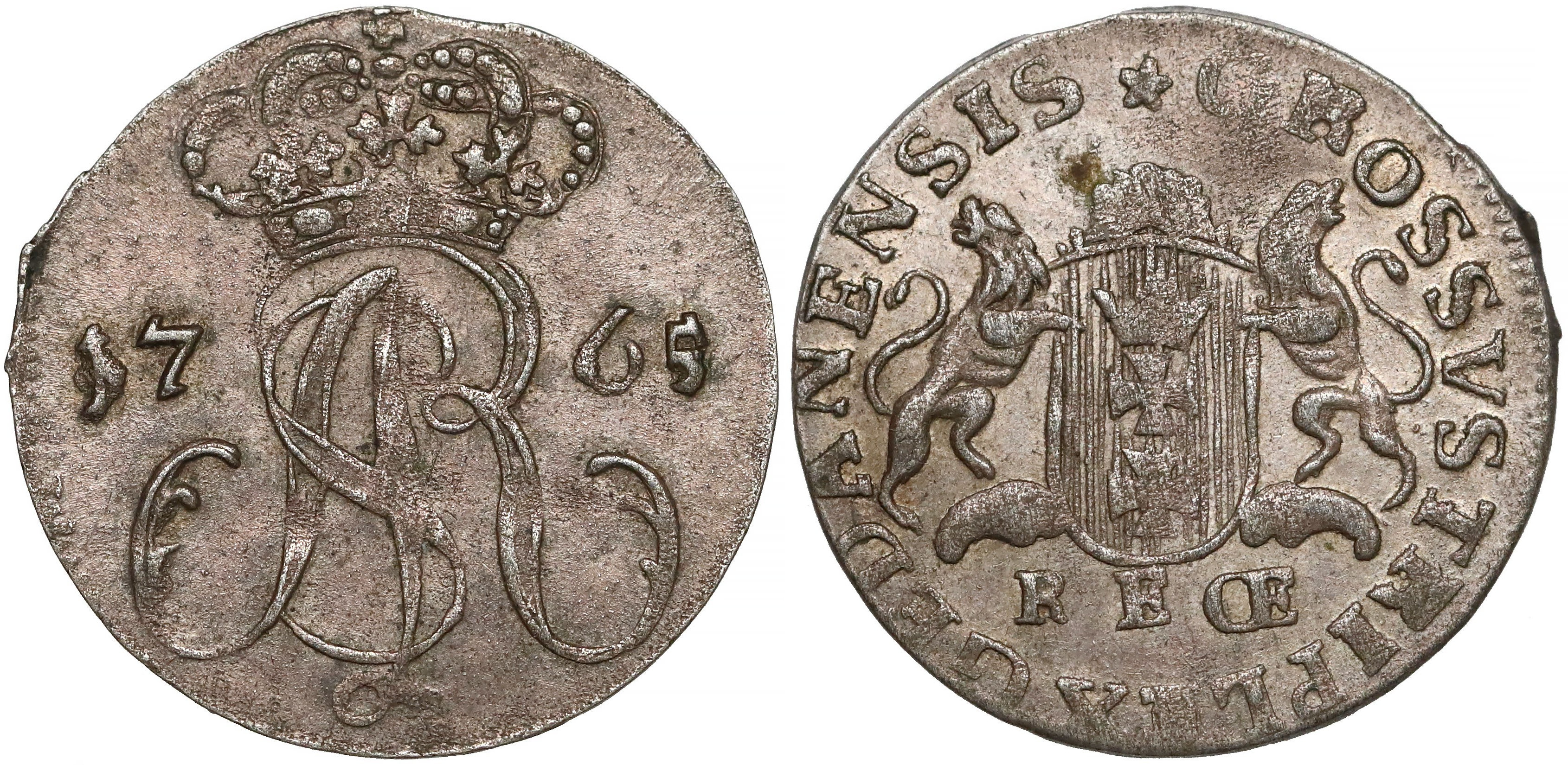
Trojak (1765)
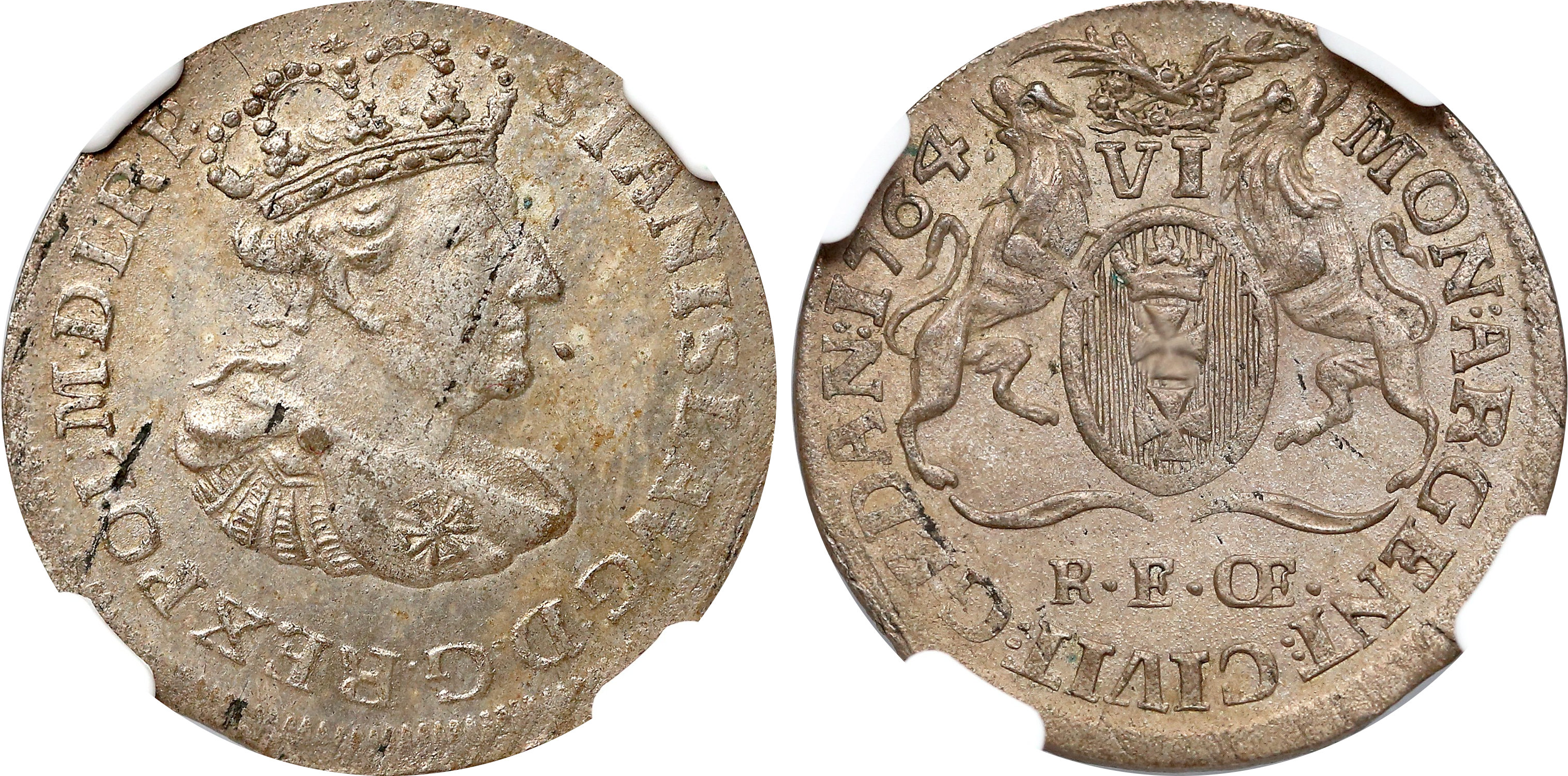
Szóstak (1764)
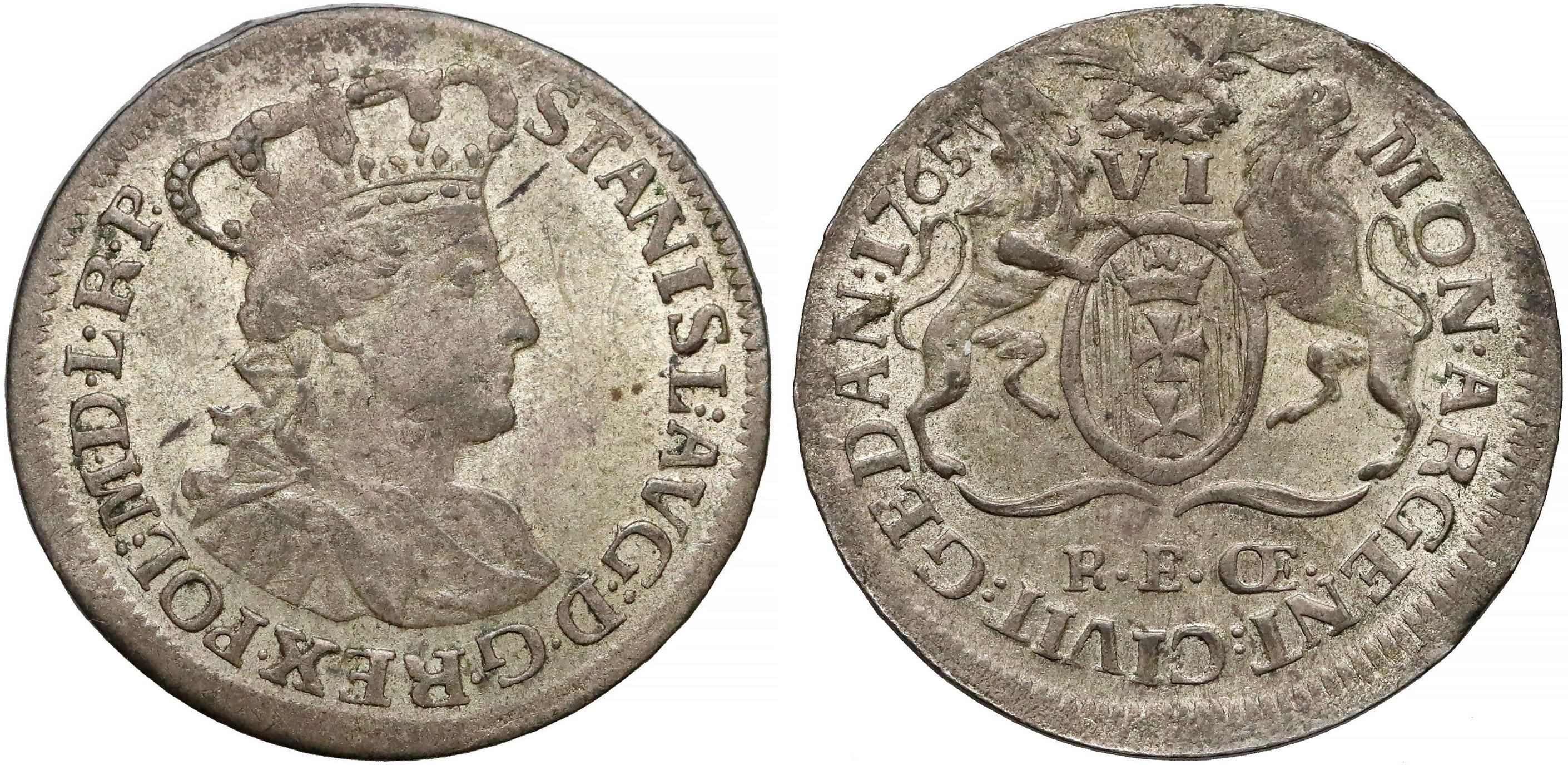
Szóstak (1765)

#### Torunia
W latach 1764–1765 według starej stopy menniczej bito:
- szelągi (1765)[70],
- trojaki (1764, 1765)[71] i
- szóstaki (1765)[66].

Trojaki i szóstaki miały znaki mennicze „SB”, będące pierwszymi literami imienia i nazwiska Szymona Brückmana, kierownika zakładu.

Monety toruńskie Stanisława Augusta Poniatowskiego
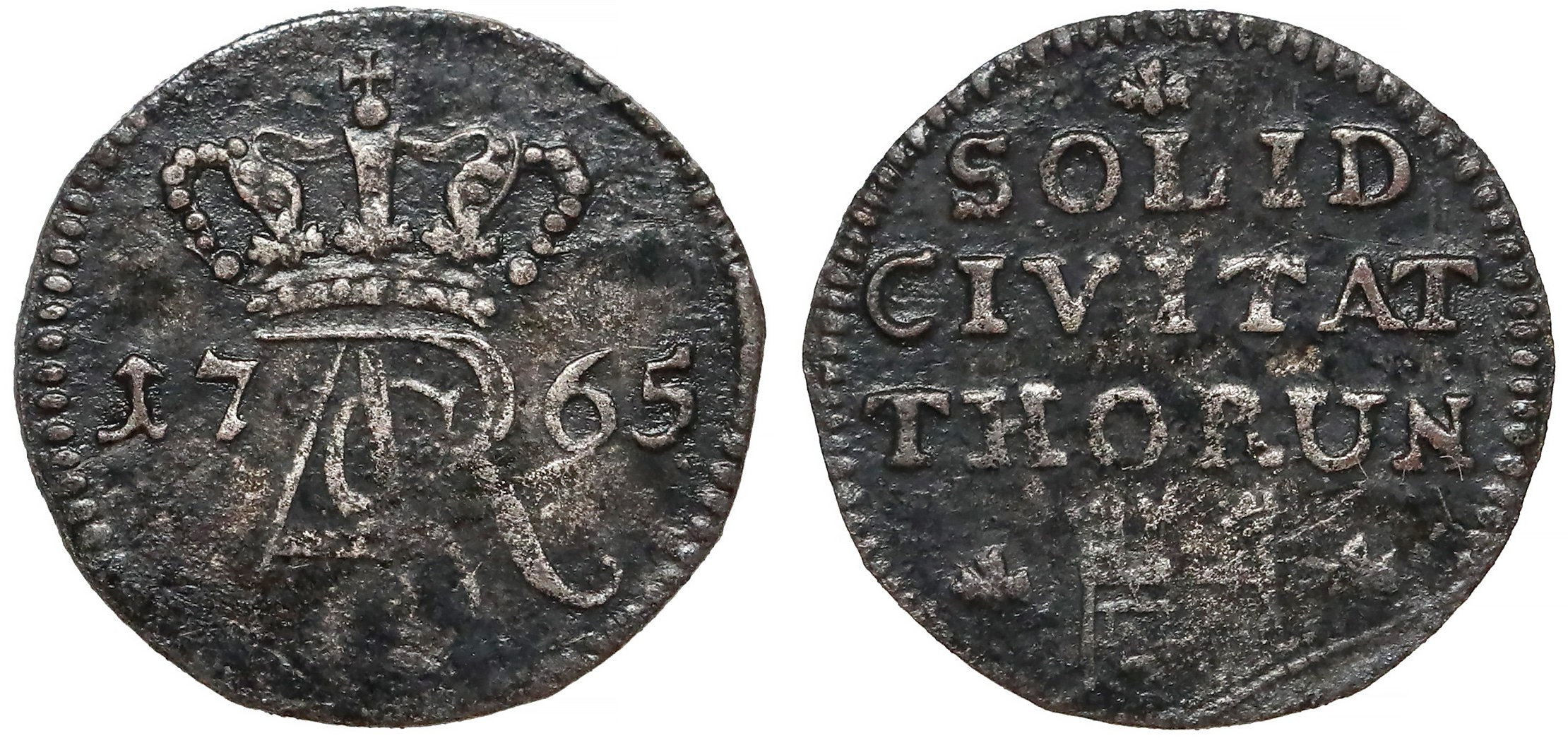
Szeląg (1765)
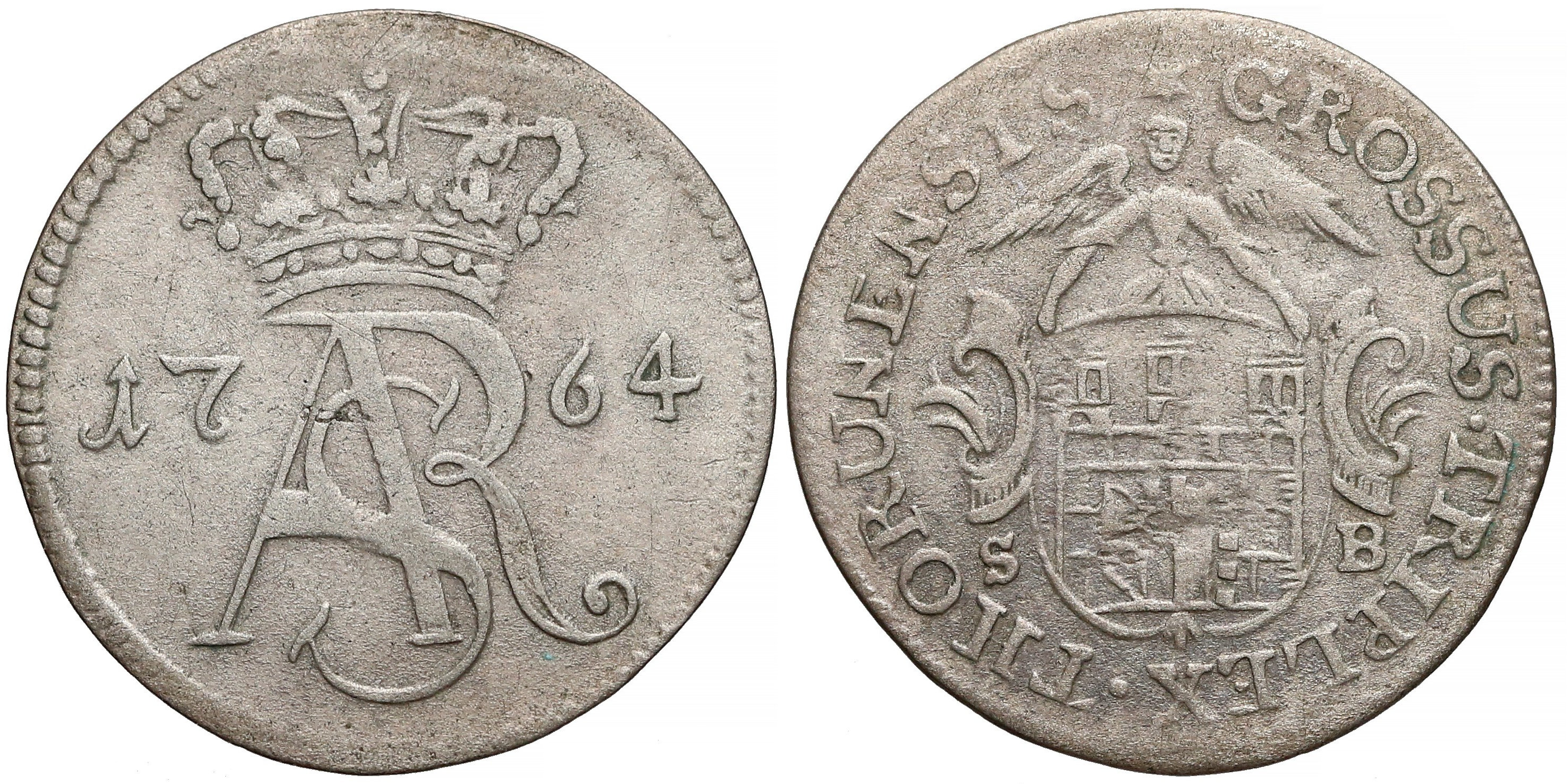
Trojak (1764)
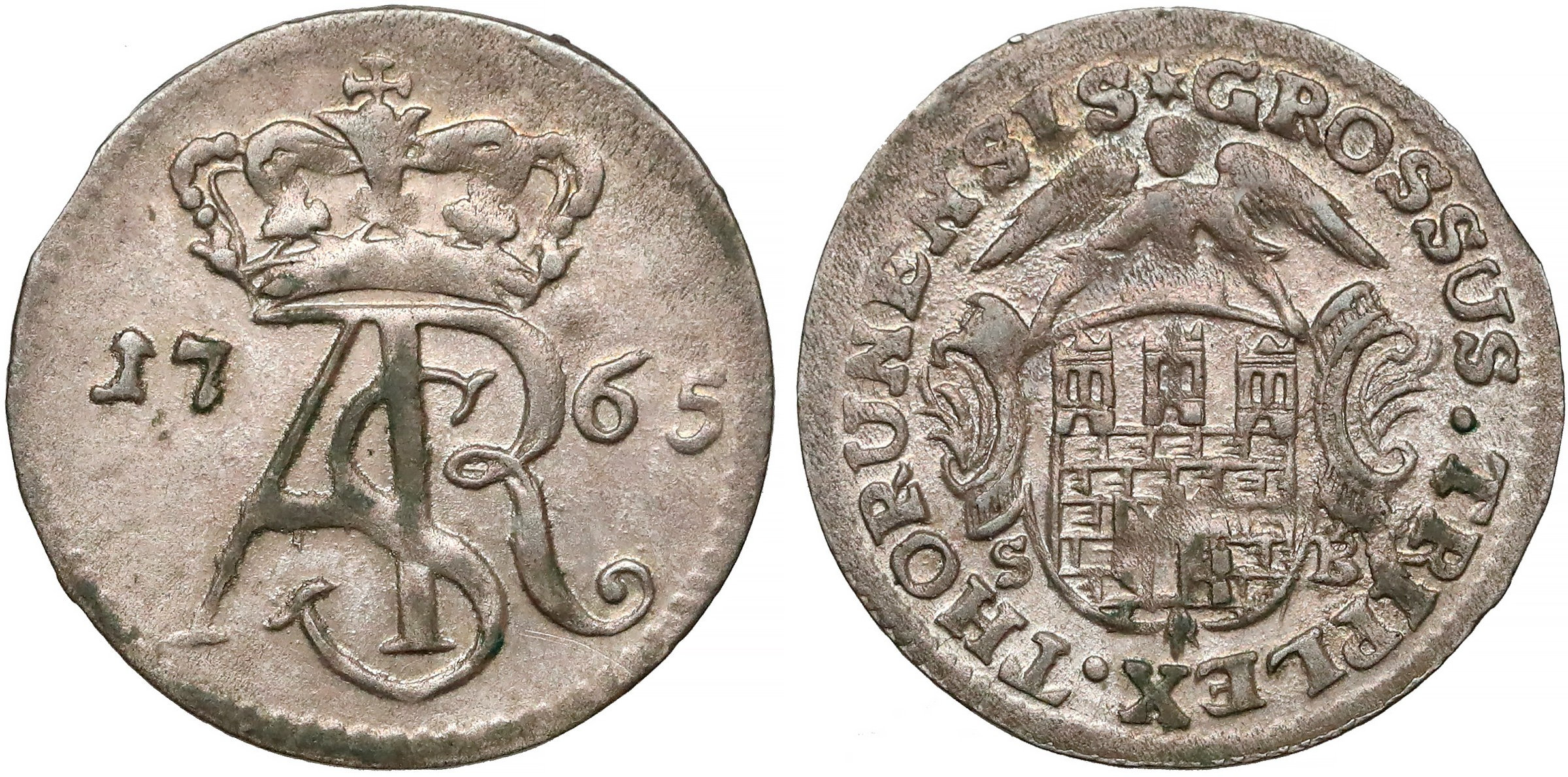
Trojak (1765)
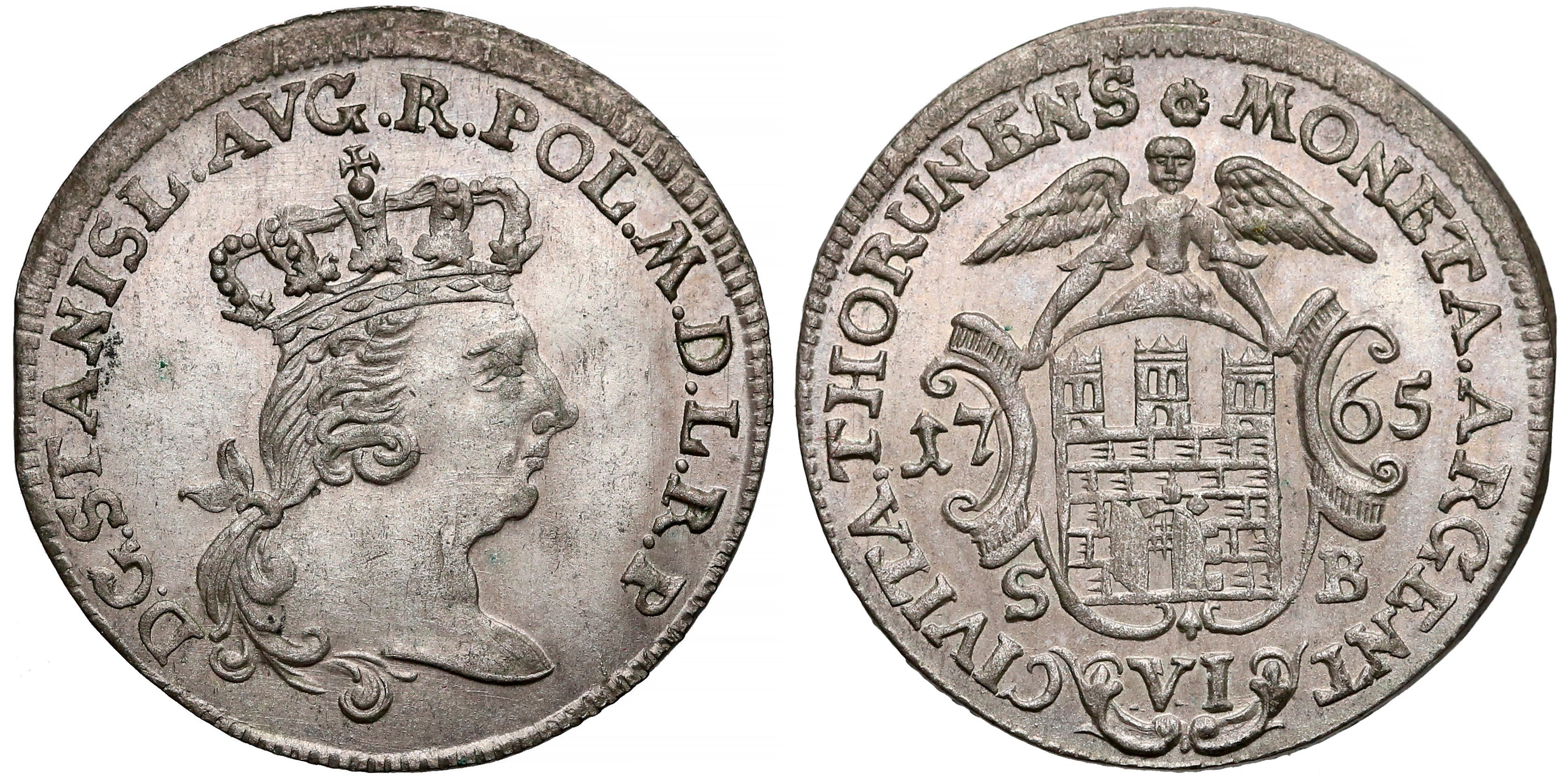
Szóstak (1765)

### Lenne kurlandzkie
Wprowadzony już w 1763 r. na tron kurlandzki Ernest Jan Biron przejął mennicę mitawską właśnie co uruchomioną przez swojego poprzednika. W czasach stanisławowskich bito w niej w:
- miedzi:
  - szelągi (1764)[73],
- srebrze:
  - grosze bilonowe – nieodpowiadające wartością groszowi srebrnemu – (1764)[74],
  - trojaki (1764, 1765)[75],
  - szóstaki (1764)[76],
  - tymfy (1764)[76],
- złocie:
  - dukaty (1764)[77] i
  - dwudukaty.

O ile te ostatnie, w XXI w. zaginione, były raczej przeznaczone do użytku dworskiego, to znane z kilku odmian dukaty wybito w większej liczbie.
Generalnie w okresie panowania Ernesta Jana Birona typ monetarny kontynuował schemat ustalony w czasach księcia Karola Kristiana Wettyna, choć w nieco lepszym wykonaniu – jedynie grosz srebrny otrzymał monogram księcia „EI”, wzorowany na monogramie jego protektorki, Katarzyny II.

Monety lenne kurlandzkie Ernesta Birona
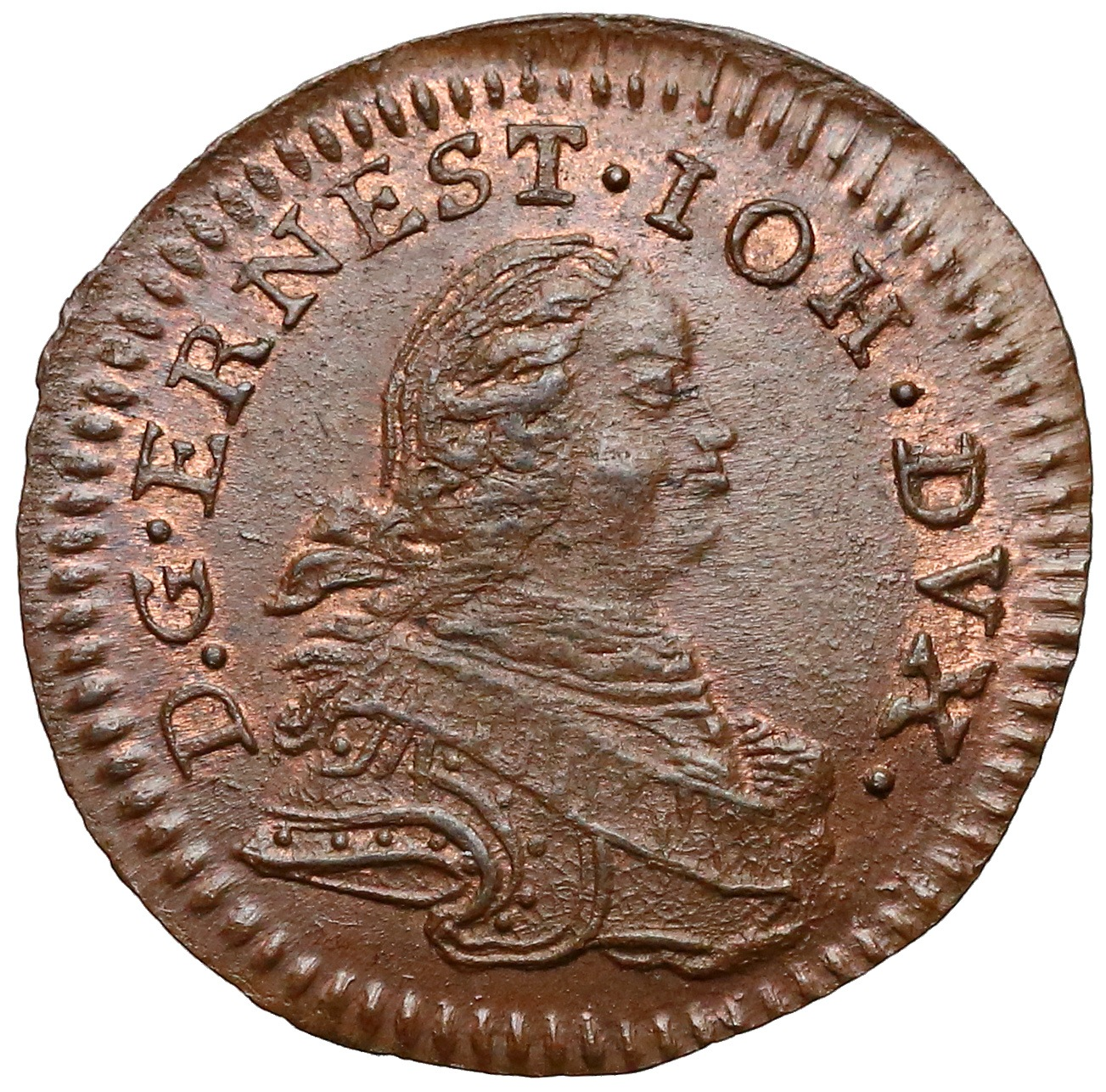
Szeląg (1764) awers
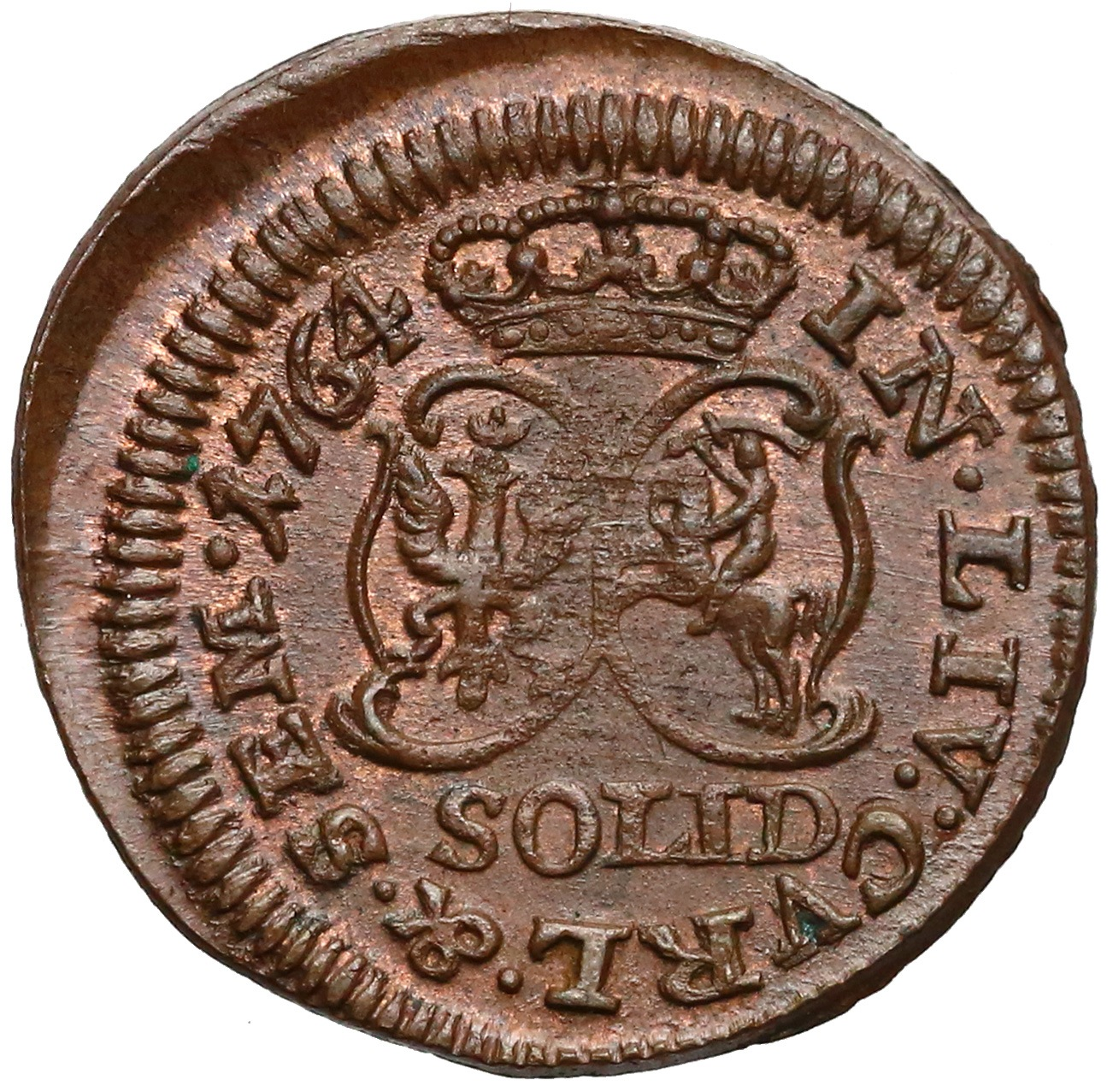
Szeląg (1764) rewers
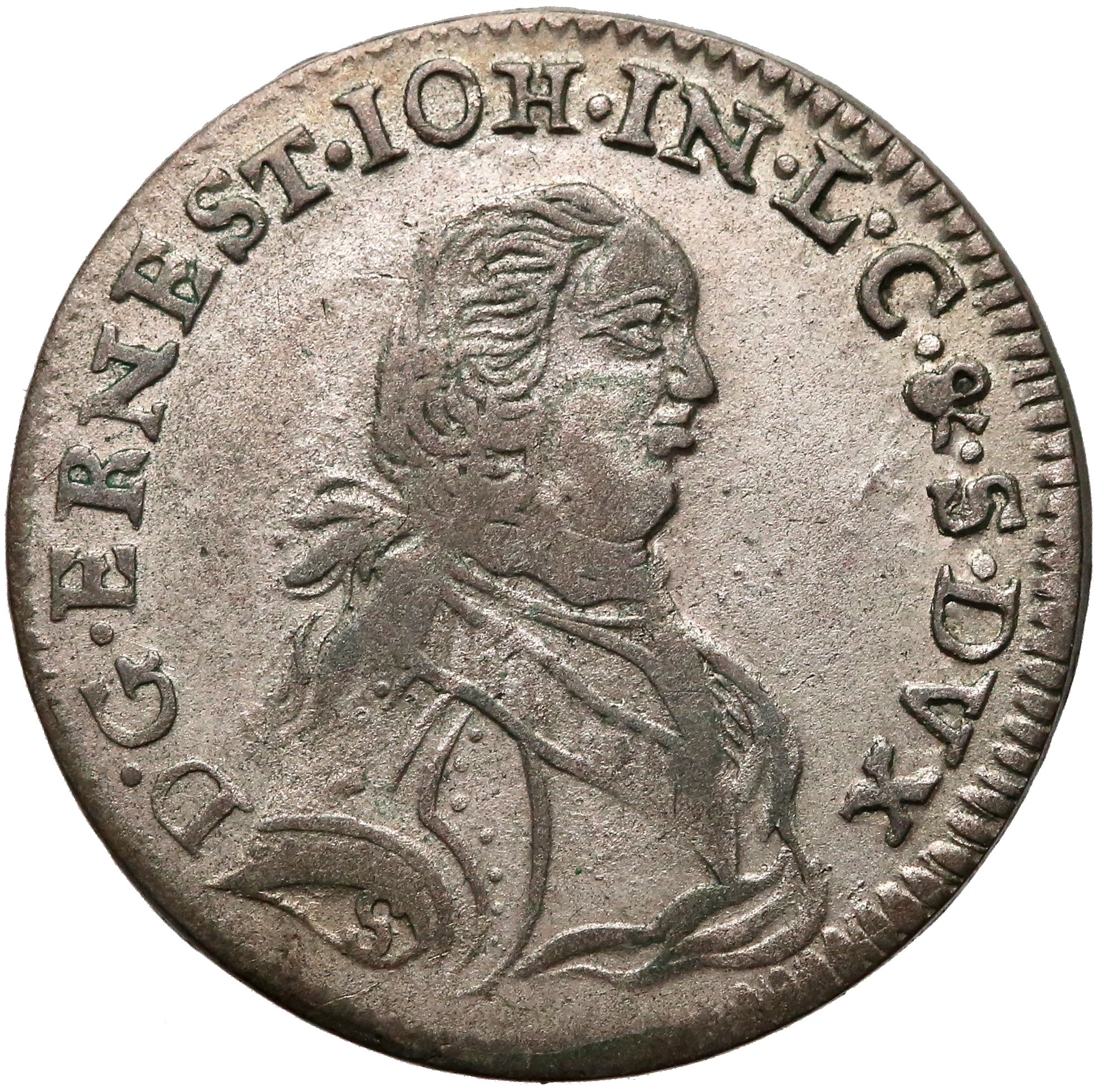
Trojak (1764) awers
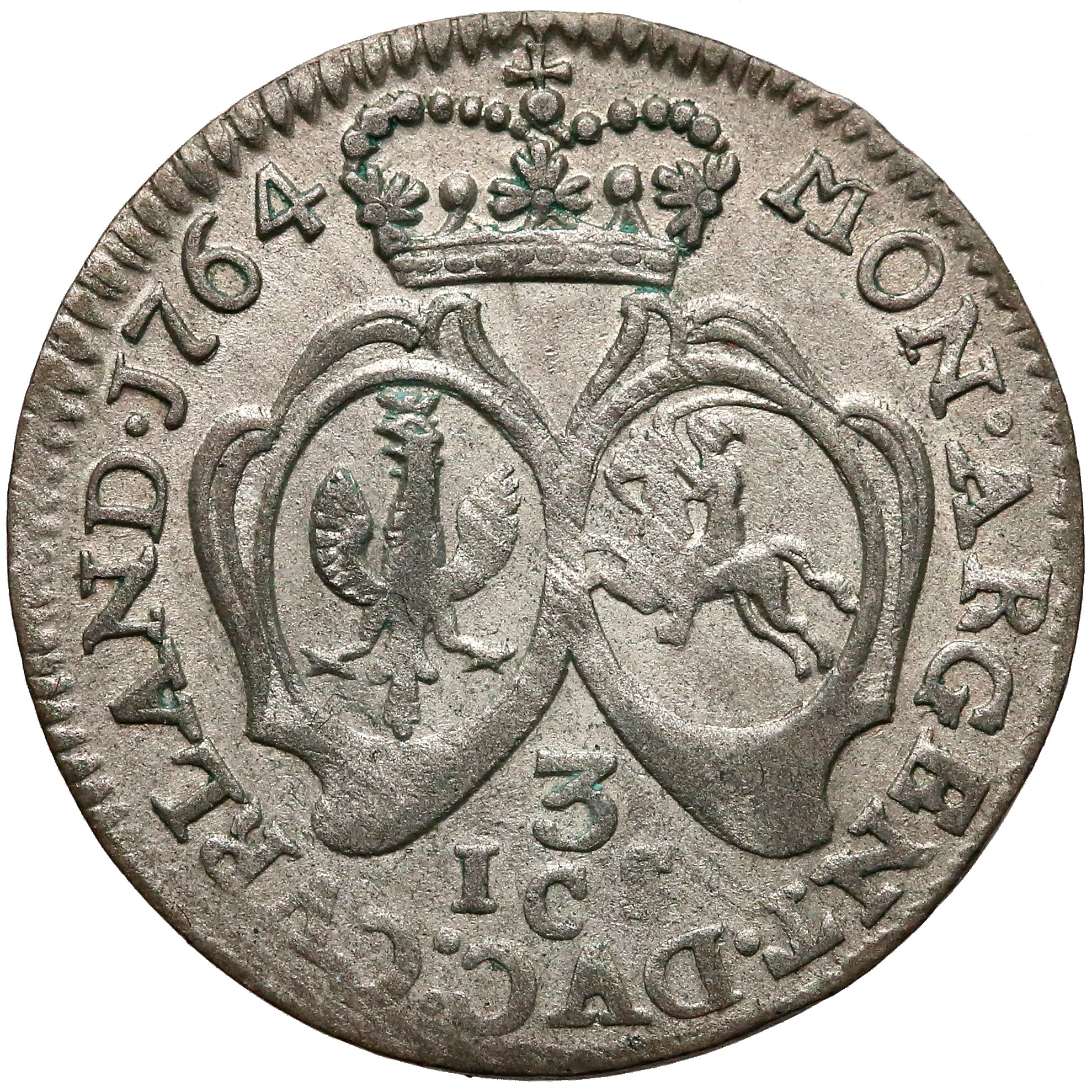
Trojak (1764) rewers
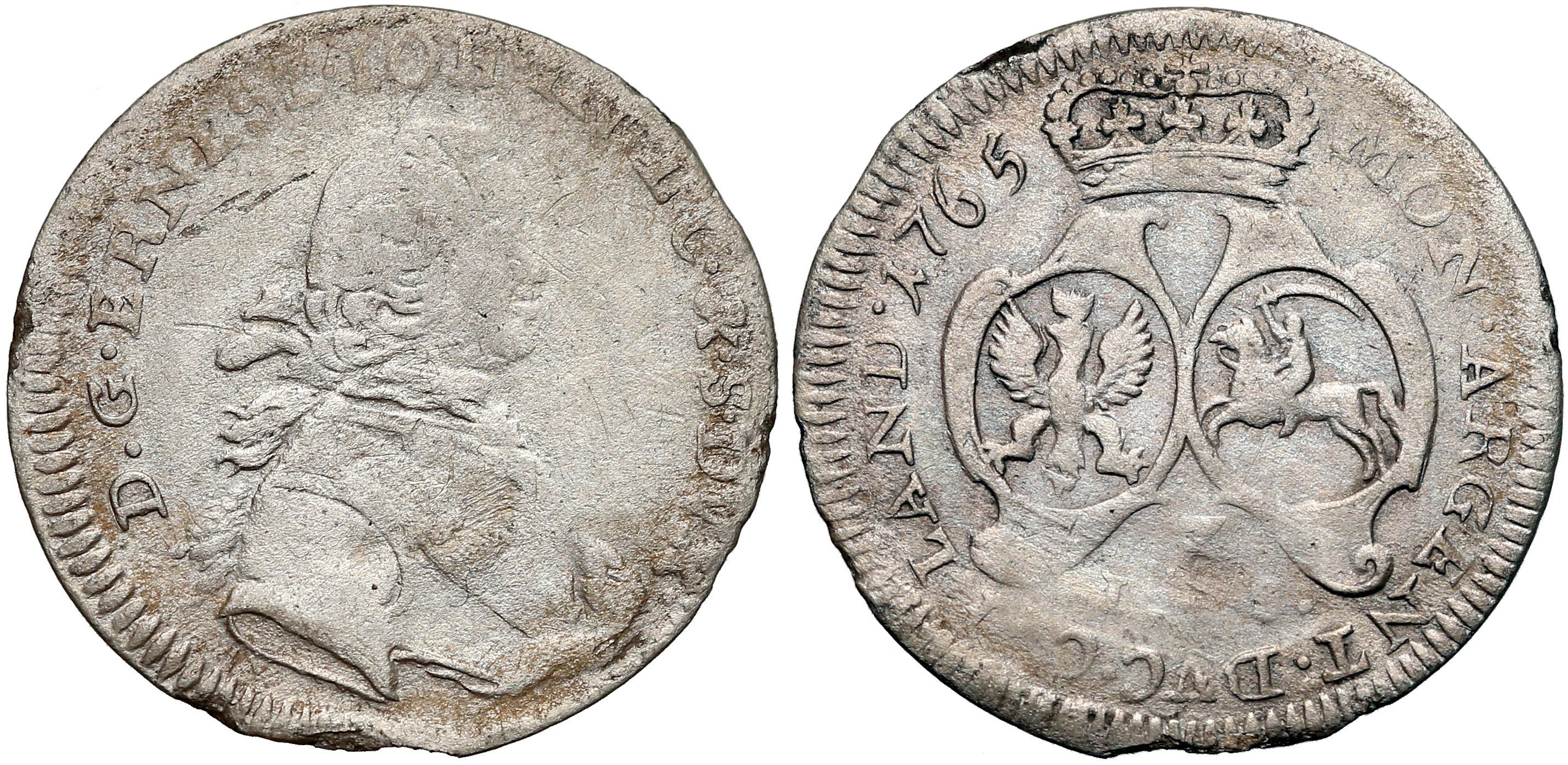
Trojak (1765)
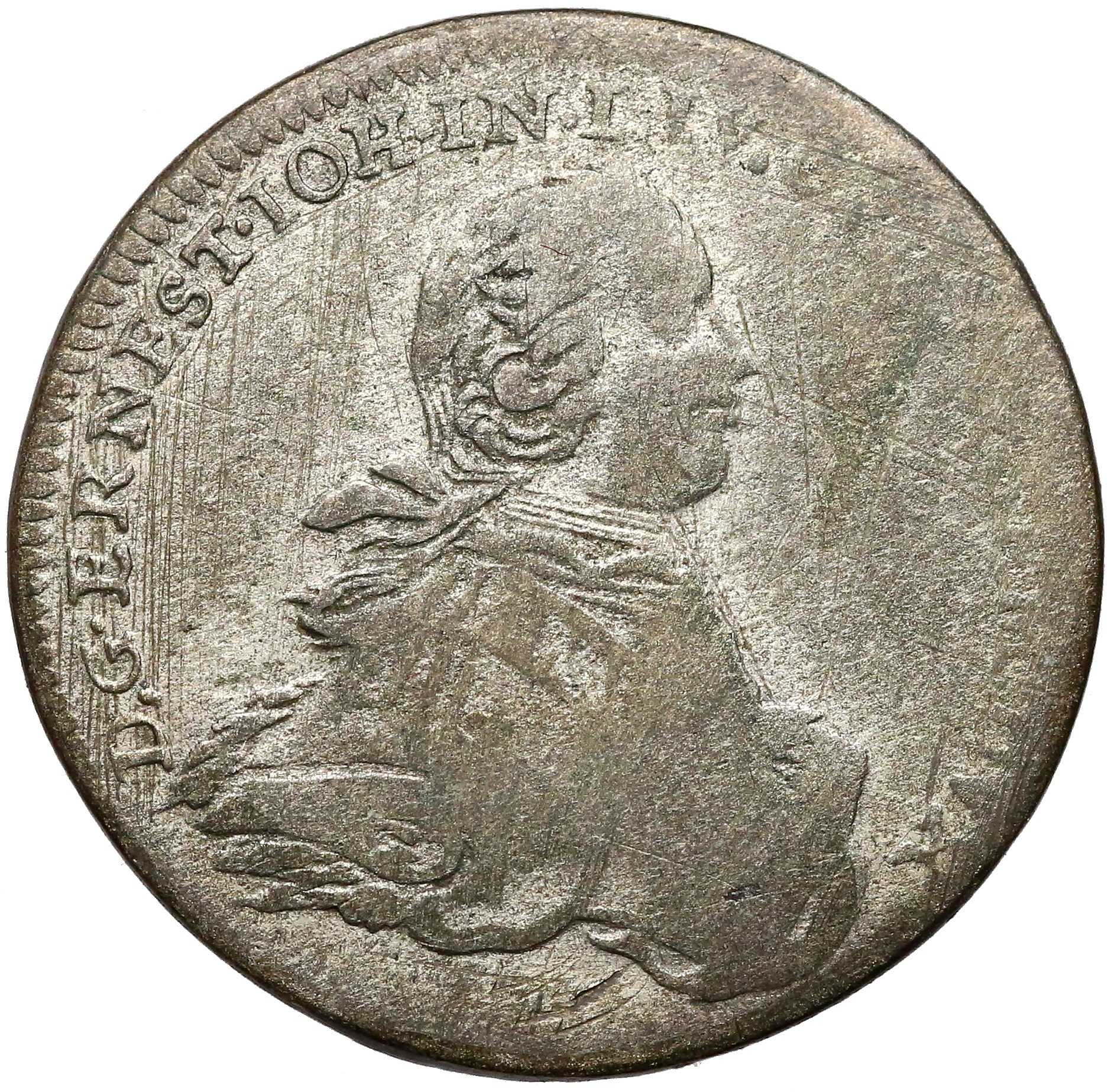
Szóstak (1764) awers
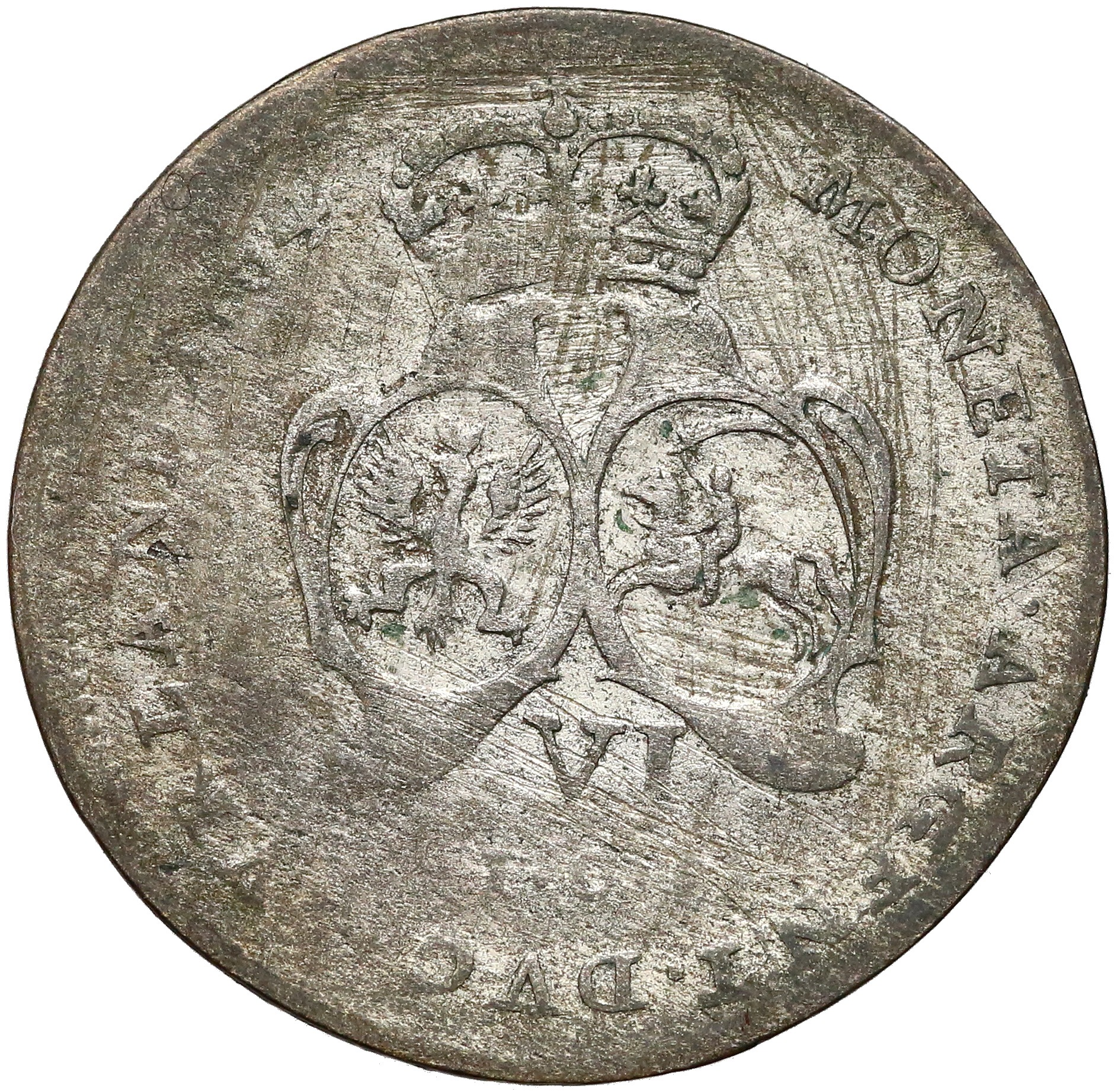
Szóstak (1764) rewers

W 1765 r. mennica w Mitawie została zamknięta.
Na ostatnich emisjach monet kurlandzkich, z 1780 r., pojawił się portret następnego władcy – Piotra Birona. Były to dukaty i talary. Te ostatnie jednak zarówno wyobrażeniem (skośnym krzyżem pod polsko-litewskimi tarczami na rewersie), jak i napisem:

AD NORMAM TAL[eri] ALB[ertini]

deklarowały swoją przynależność nie do stopy konwencyjnej stosowanej wówczas w Rzeczypospolitej Obojga Narodów, ale albertyńskiej, tej samej co w przypadku talarów bankowych Augusta II (28,04 grama srebra próby 873). Niekiedy uważa się to za dowód handlowego przeznaczenia tych monet, jednak w XXI wieku w Kurlandii talarów na stopę albertyńską się nie spotyka. Rzadkość, bardzo staranne wykonanie zarówno od strony przygotowania stempla, jak i wybicia, świadczą, że były to raczej, wraz z dukatami, okazy reprezentacyjne, zamówione w którejś z mennic zachodnich.

Monety lenne kurlandzkie Piotra Birona
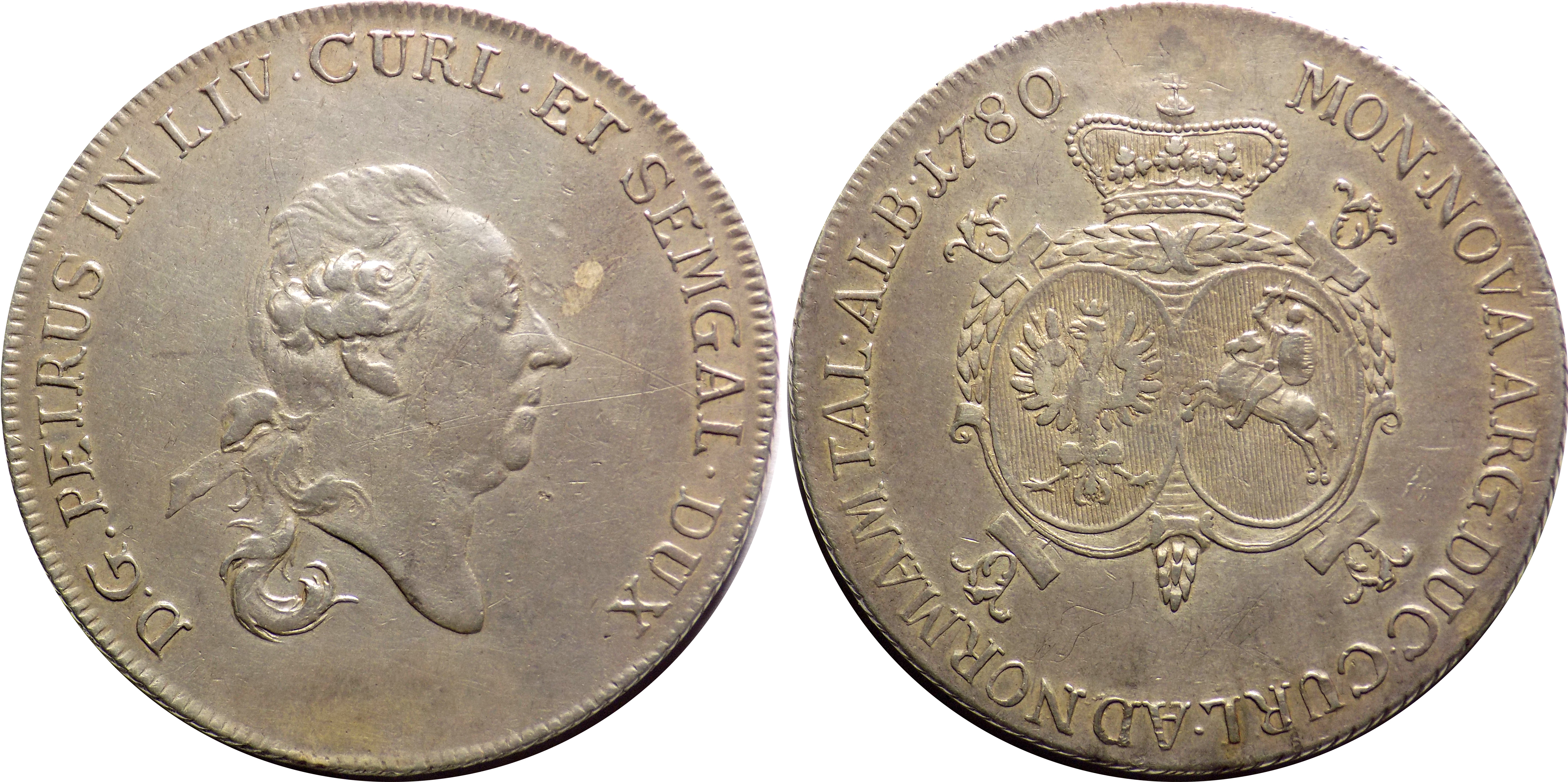
Talar (1780)
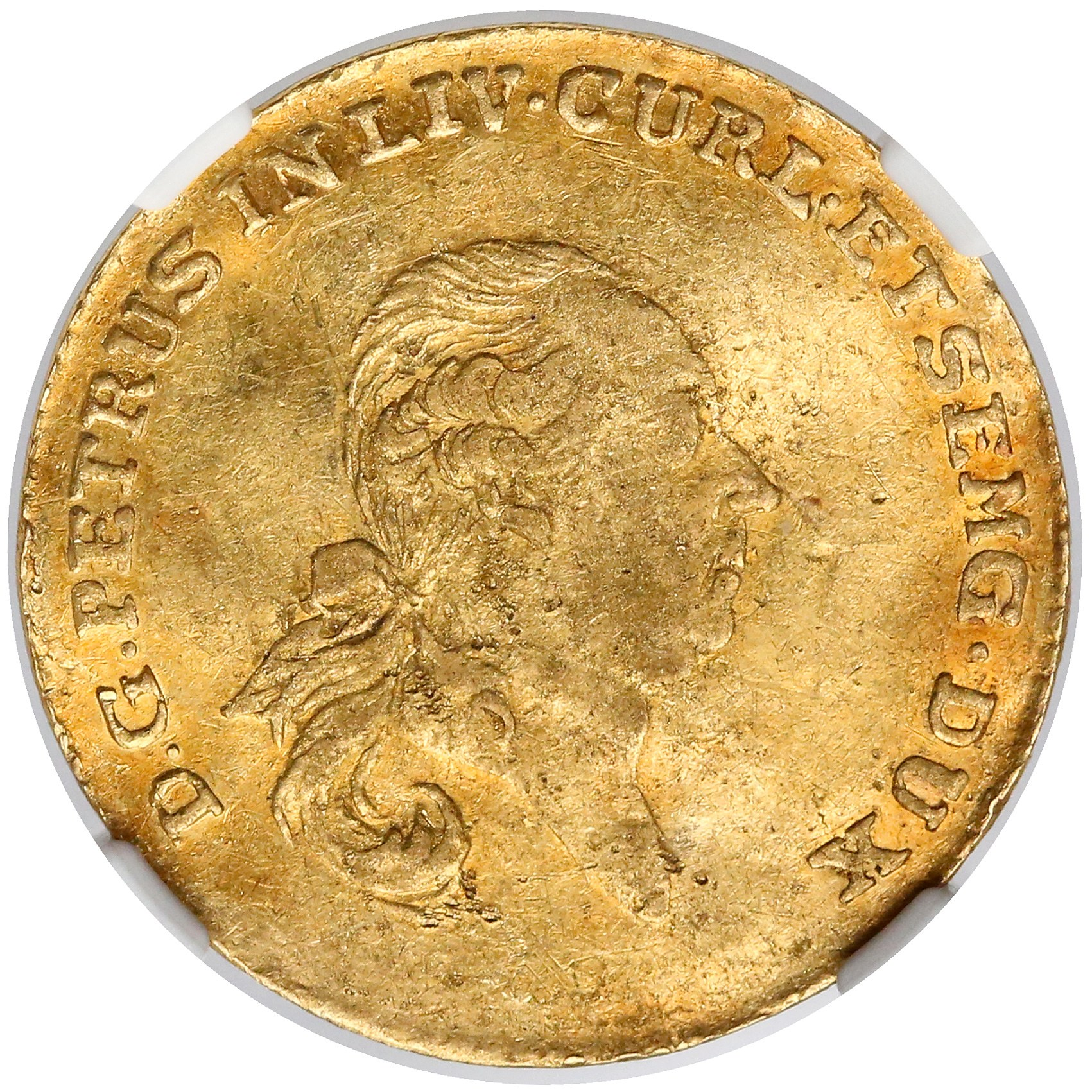
Awers dukata (1780)
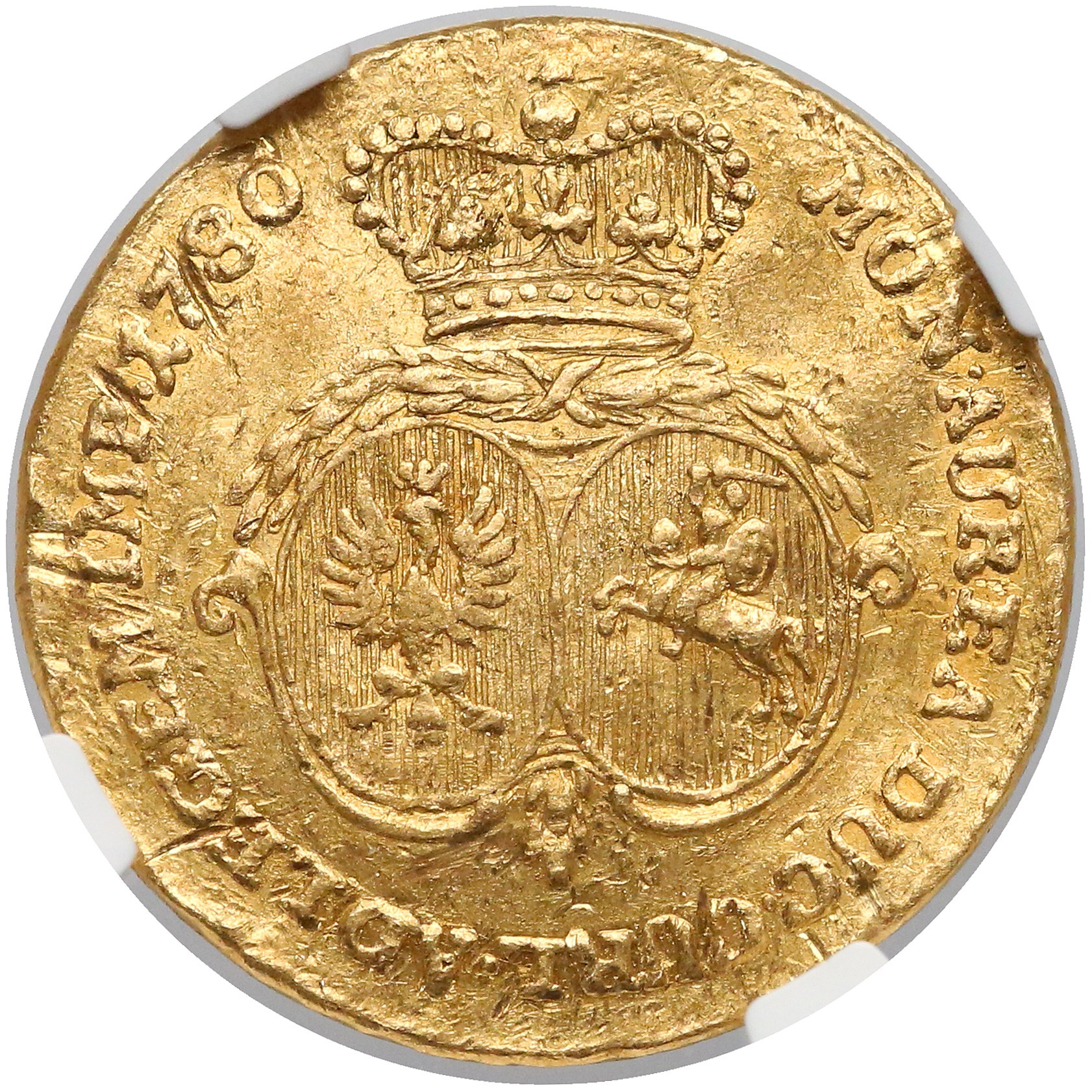
Rewers dukata (1780)

### Fałszywe Fryderyka II Wielkiego
Nie poprzestając na drenażu Rzeczypospolitej Obojga Narodów ze srebra, wynikającym z różnicy wartości monet, Fryderyk Wielki uruchomił po 1765 r. całkiem jawnie fałszywą produkcję polskich monet, którą rozpowszechniano na obszarze bezsilnego państwa polsko-litewskiego, posługując się przemocą wojskową.

Fałszerstwa Fryderyka II Wielkiego
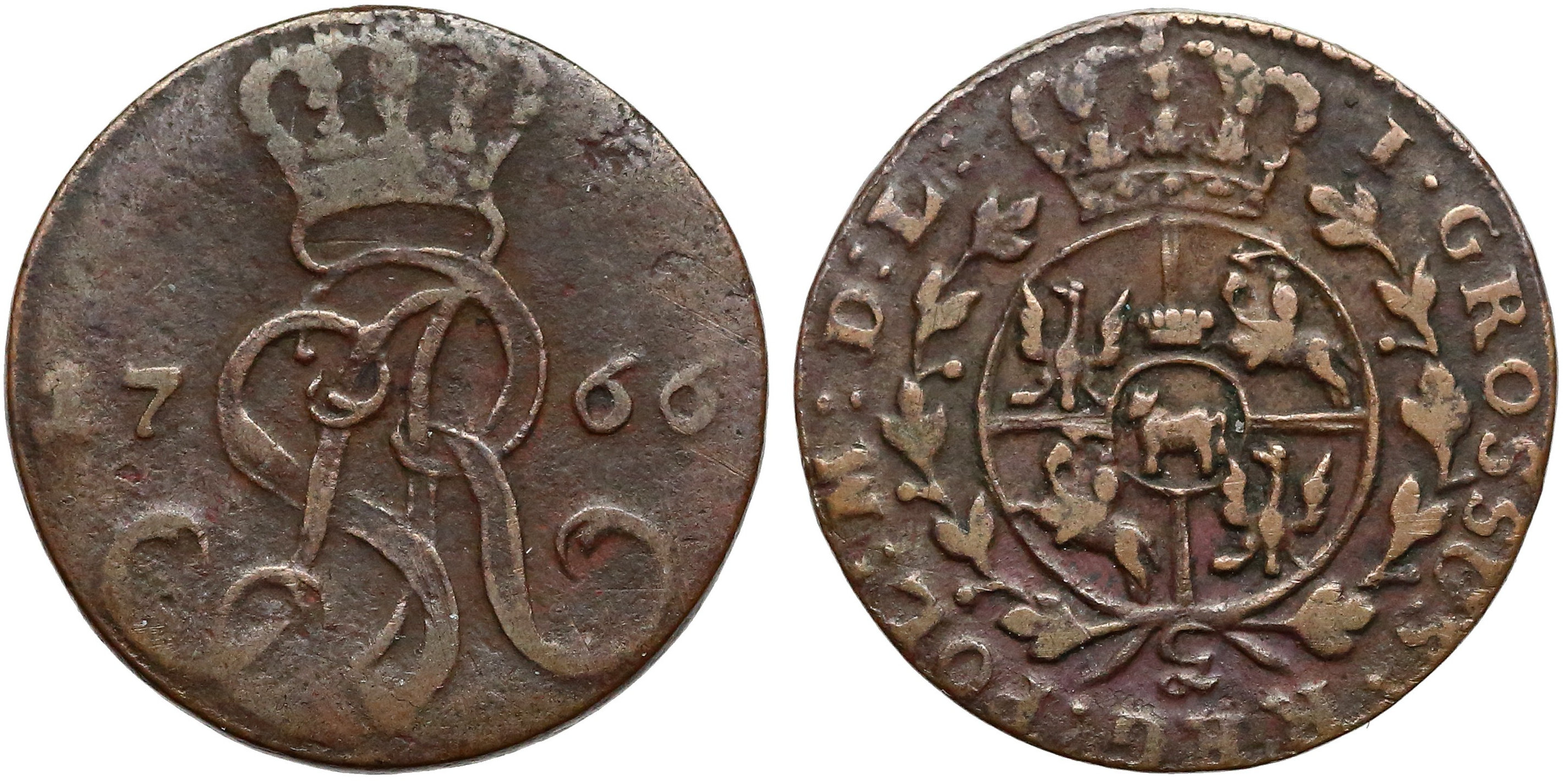
Grosza miedzianego (1766)
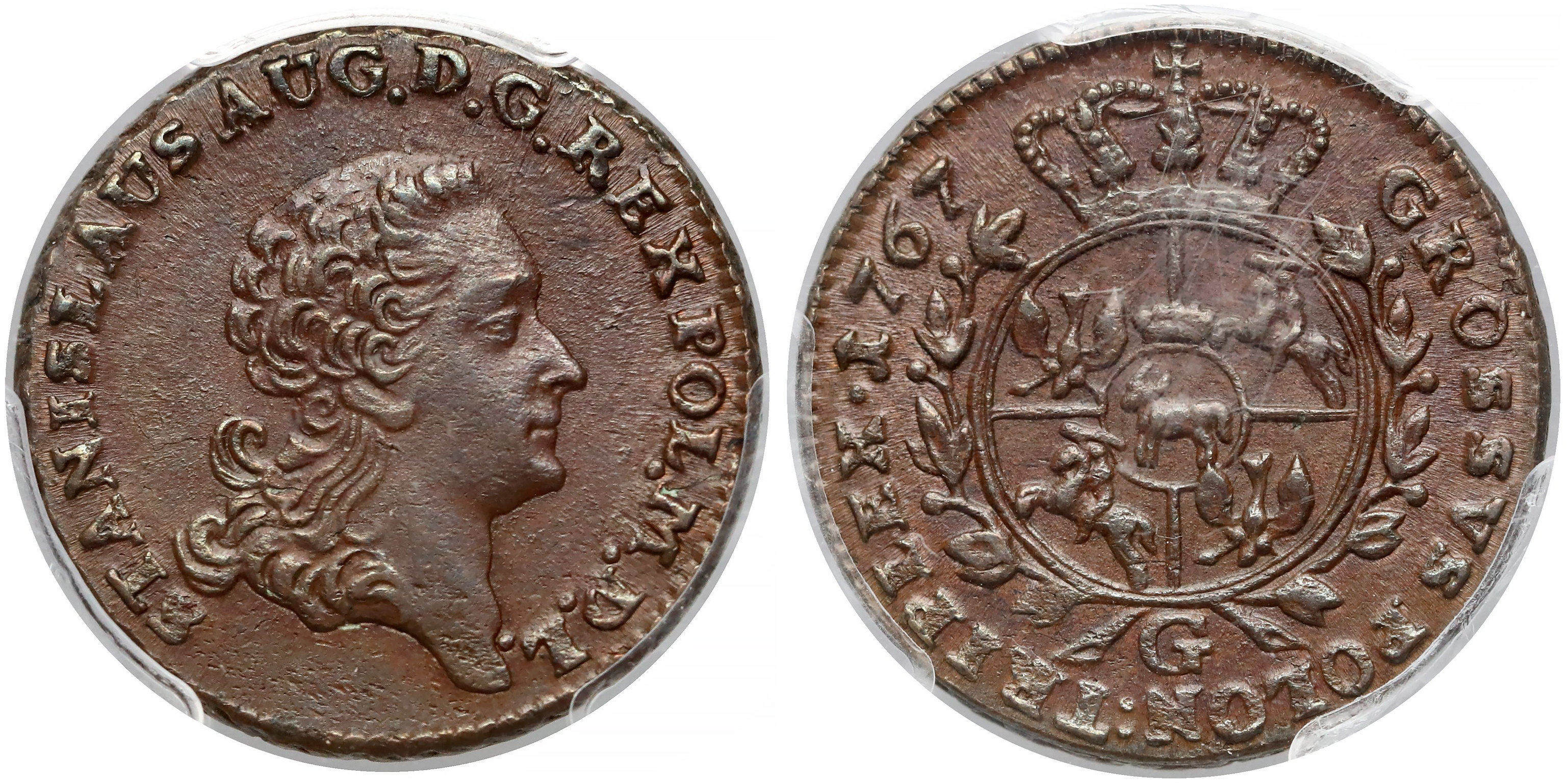
Trojaka (1767)
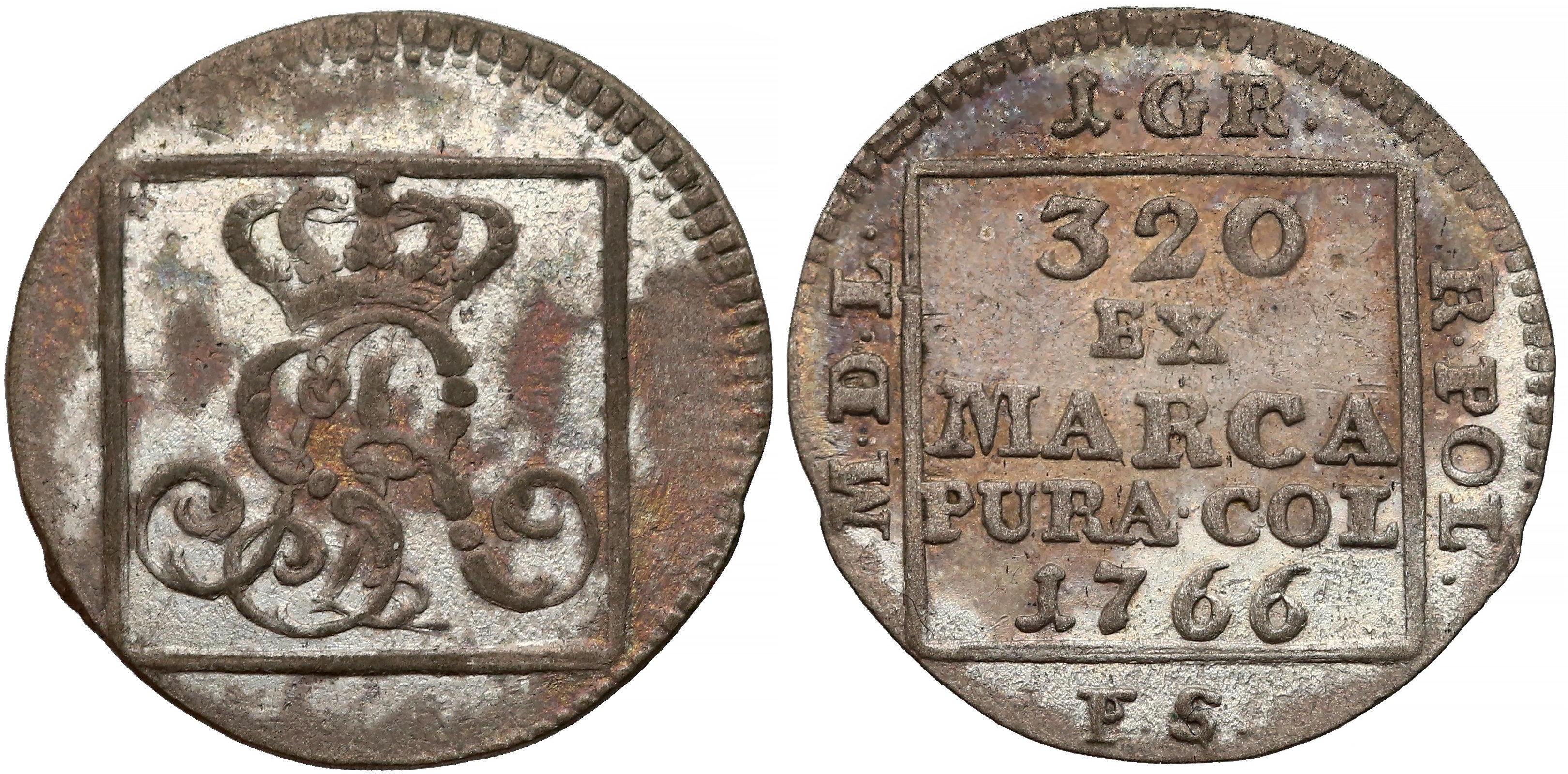
Grosza srebrnego (1766)
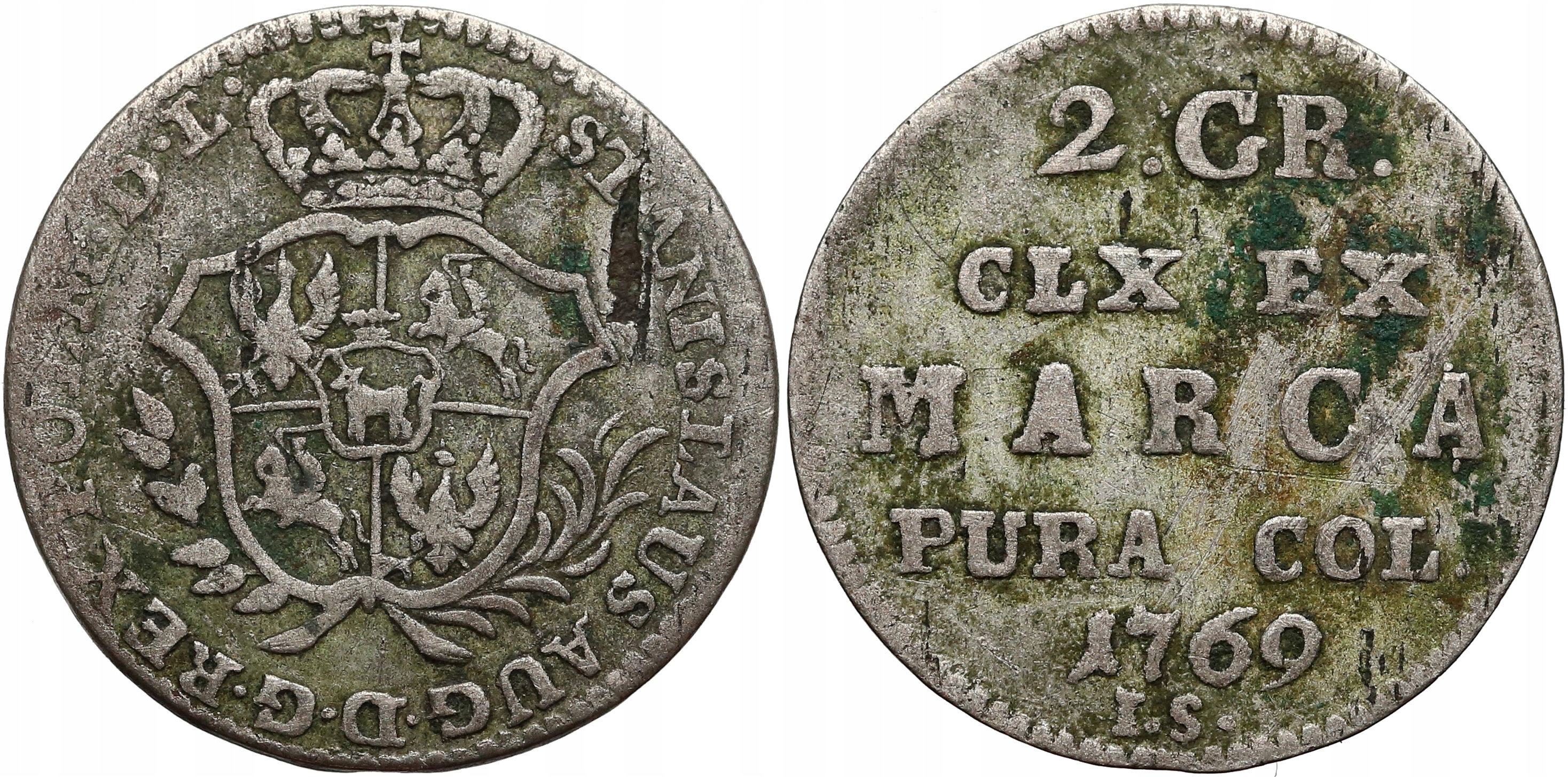
Półzłotówka (1769)
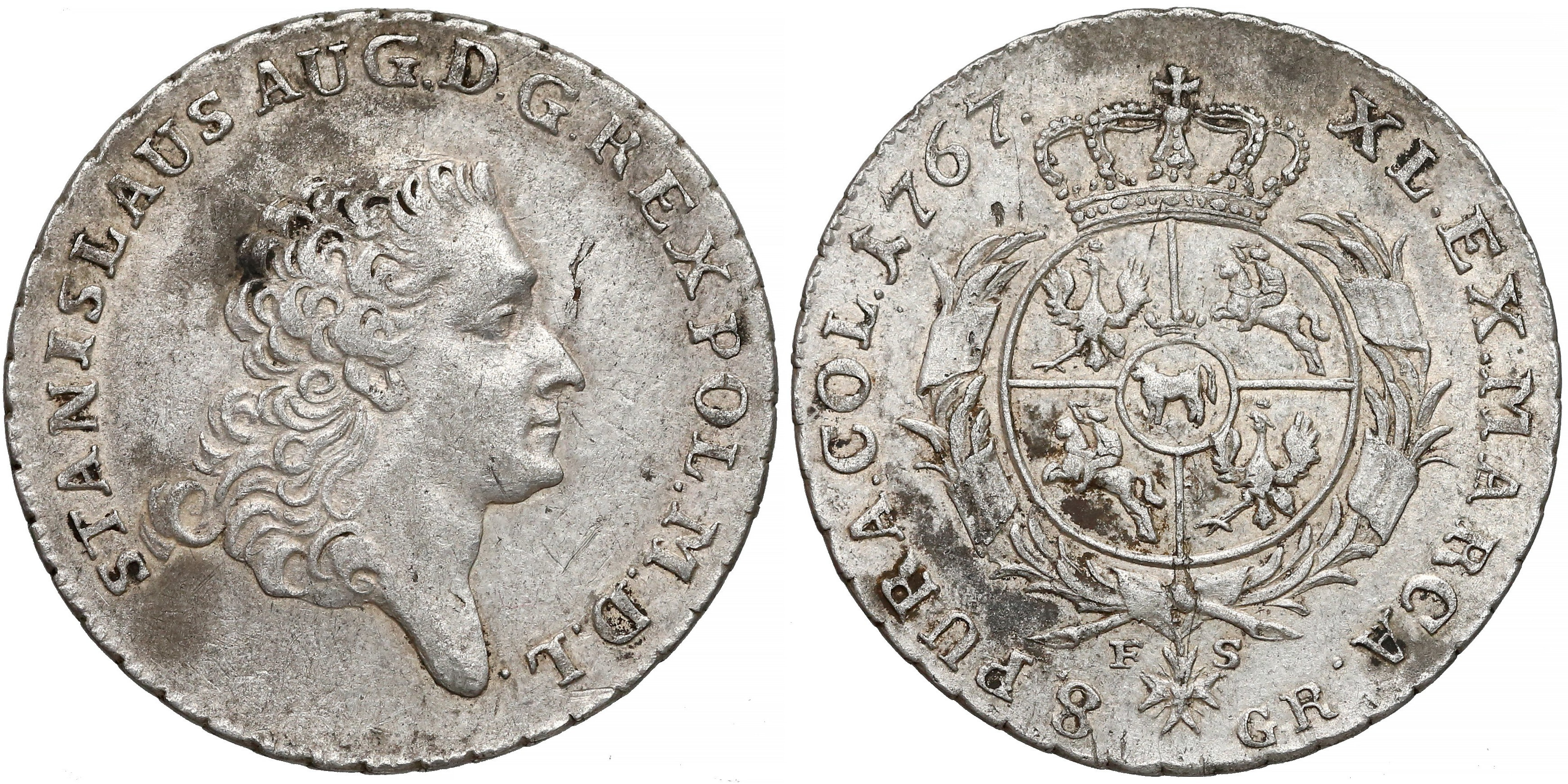
Dwuzłotówki (1767)

Z tego właśnie powodu w Warszawie w 1771 r. członek Komisji Skarbu i Komisji Menniczej, hrabia August Moszyński, numizmatyk, wystąpił z projektem wybijania monet z czystego srebra, w przypadku których nie dało by się ukryć fałszerstwa. Sporządzono próby wszystkich srebrnych gatunków, od grosza srebrnego do talara, ale czyste srebro nie nadawało się do wybijania monet, więc z fałszerstwami pruskimi musiano poradzić sobie w inny sposób.

Próby w czystym srebrze z 1771 r. powstałe z inicjatywy Augusta Moszyńskiego
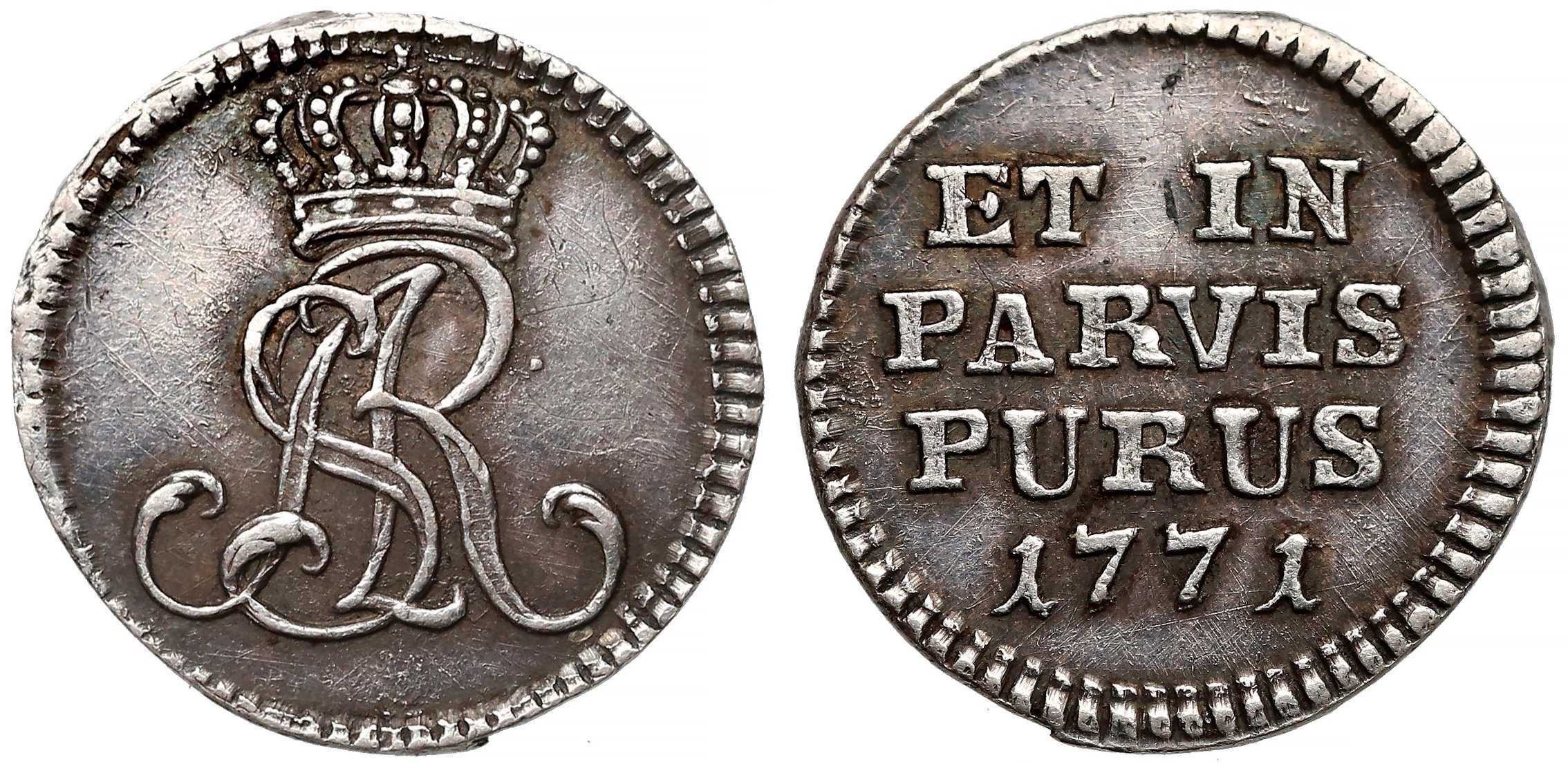
Próbny grosz (1771)
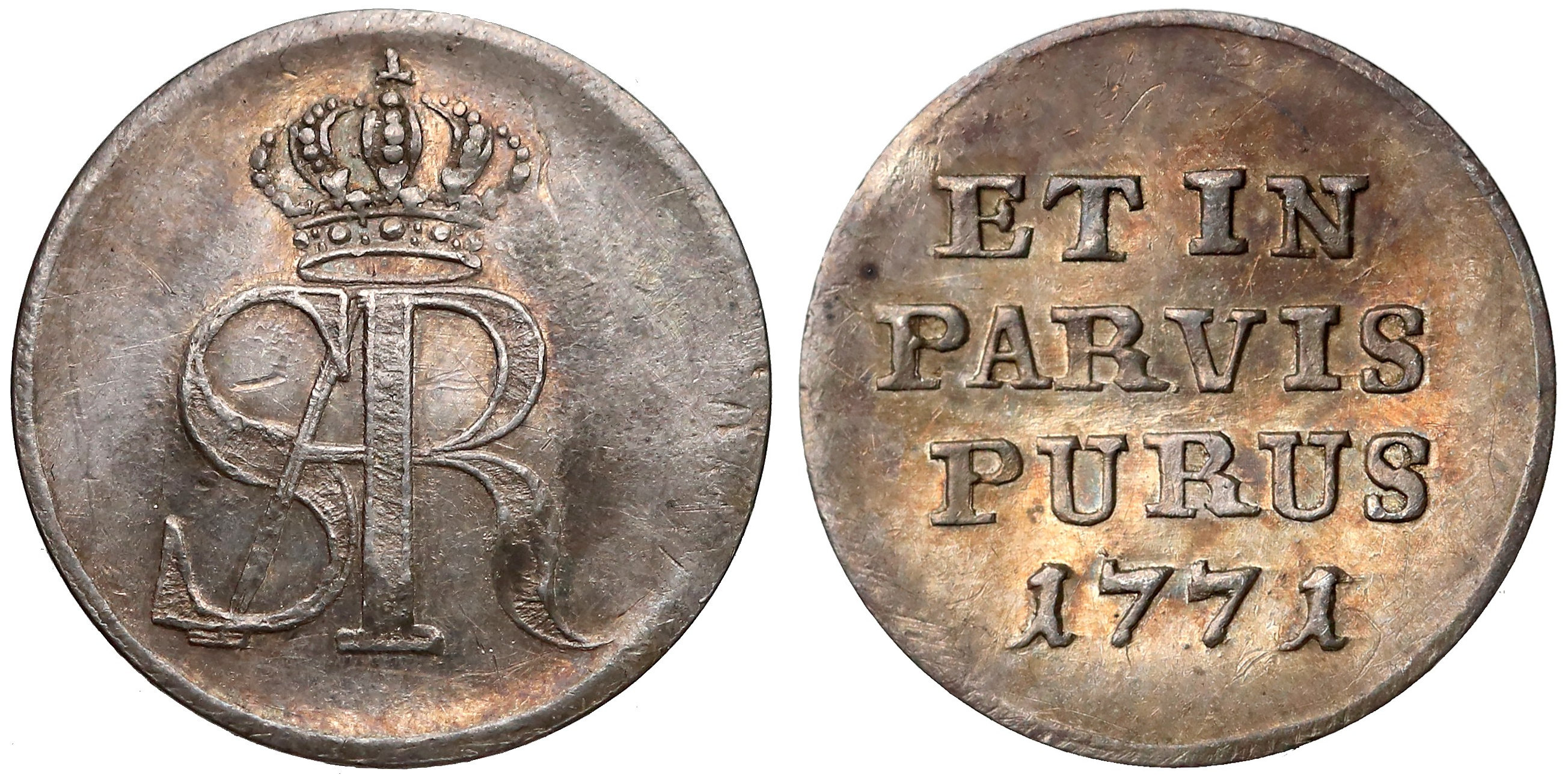
Próbny grosz (1771)
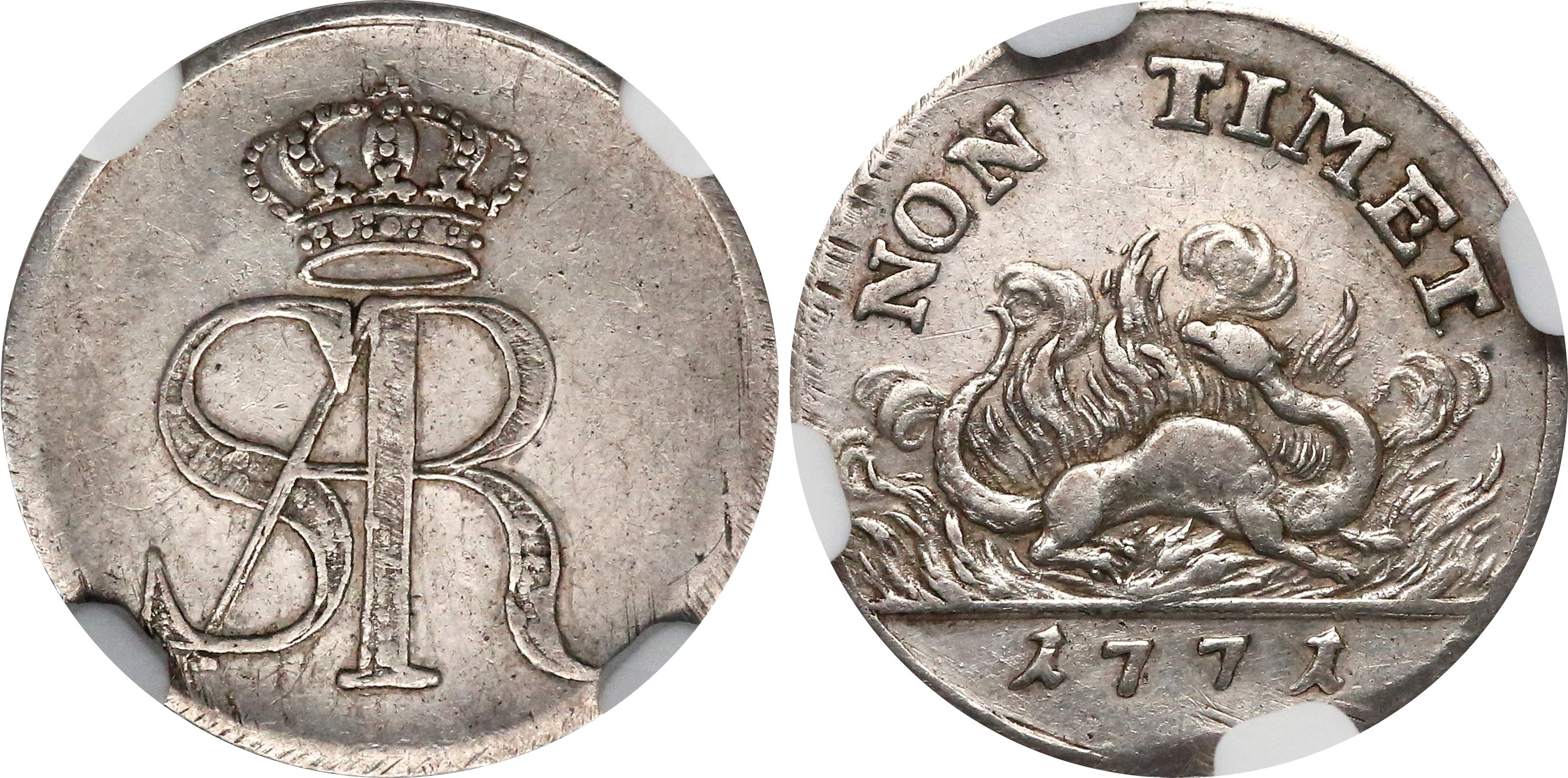
Próbny dwugrosz (1771)
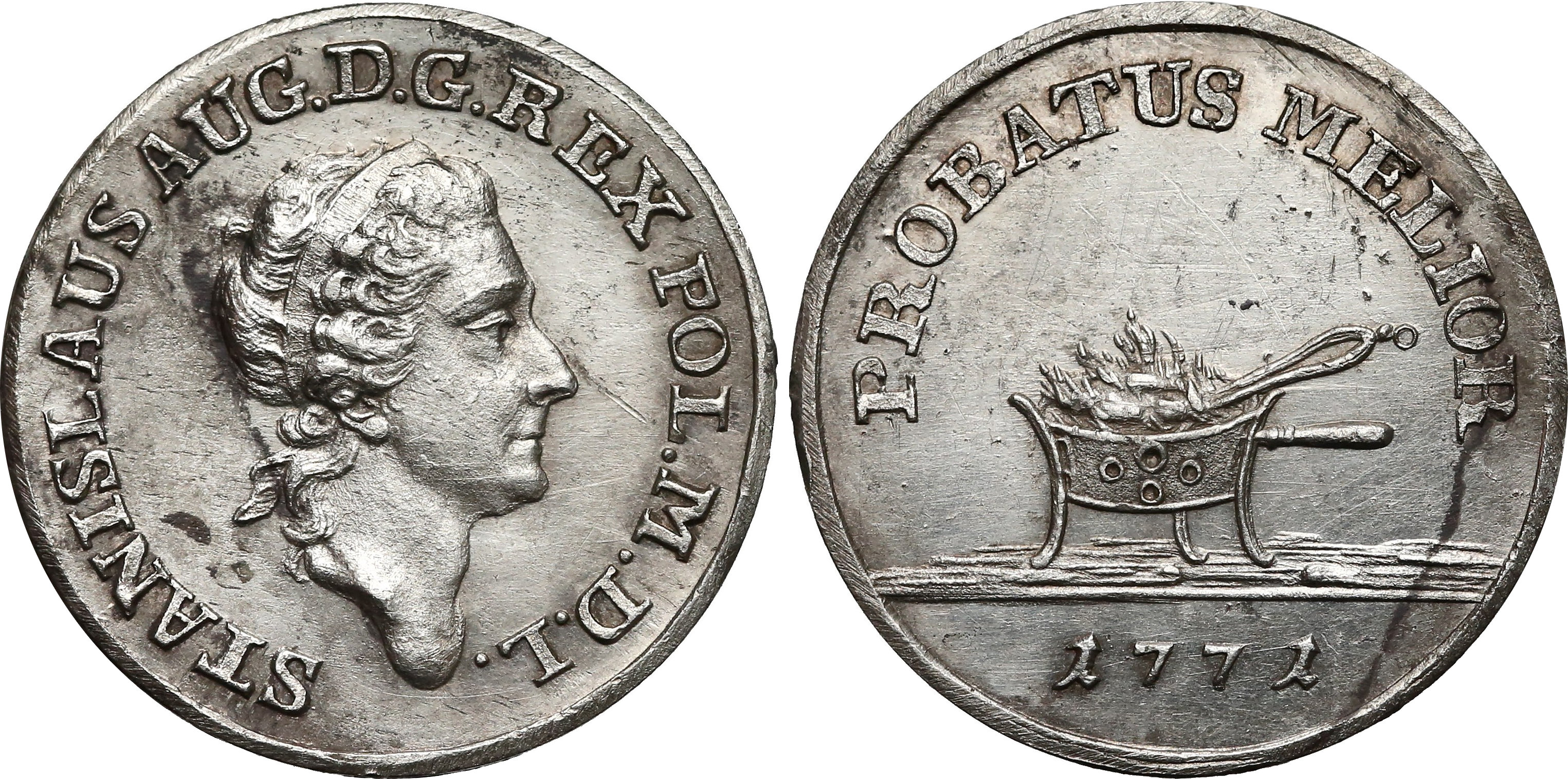
Próbna złotówka (1771)
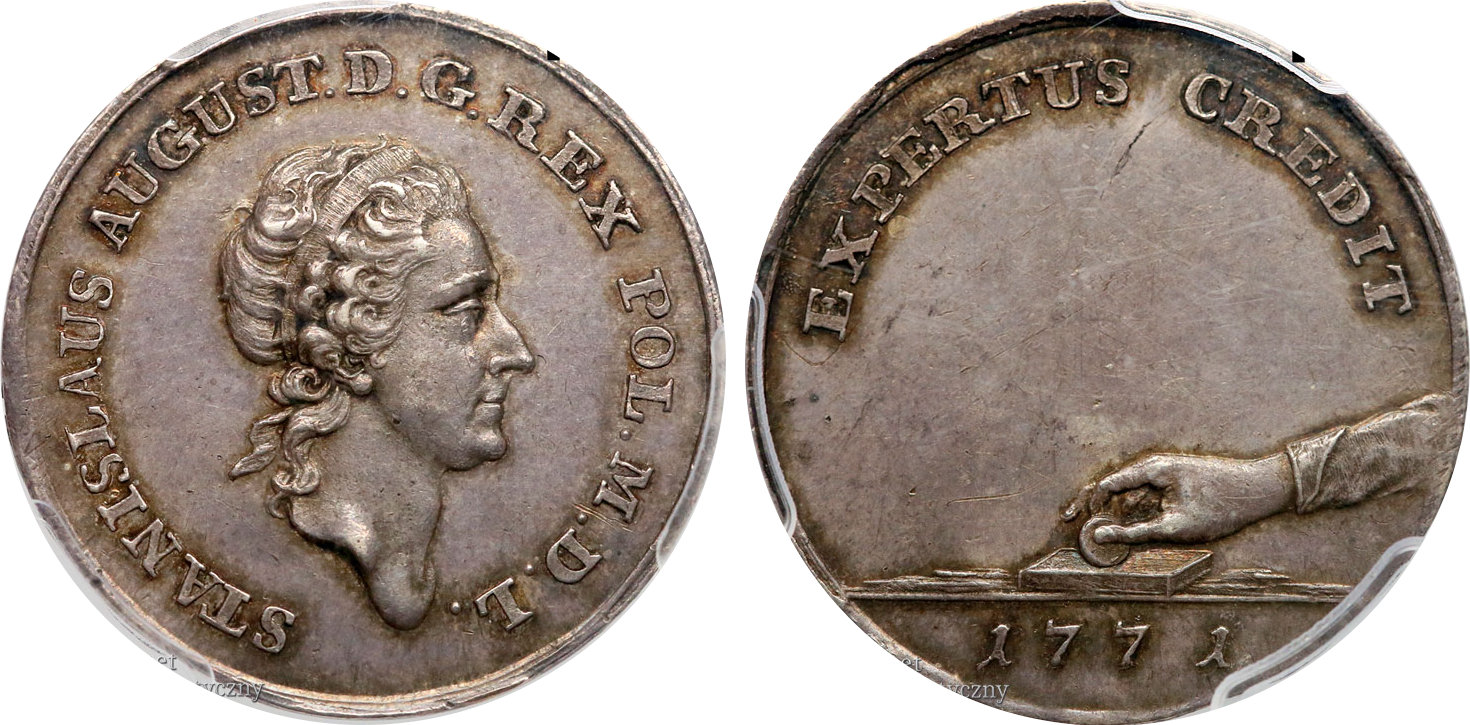
Próbna dwuzłotówka (1771)
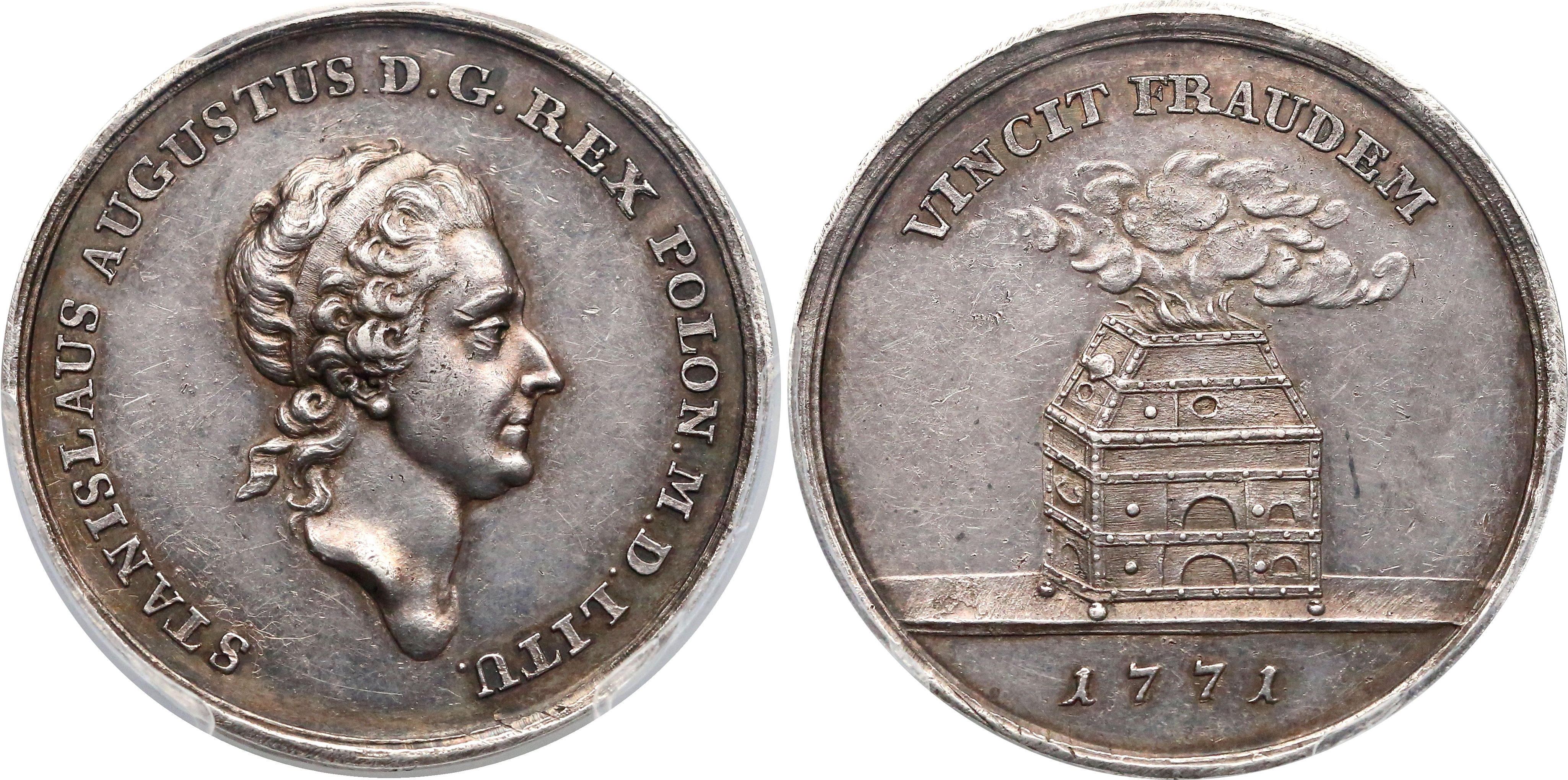
Próbny półtalar (1771)
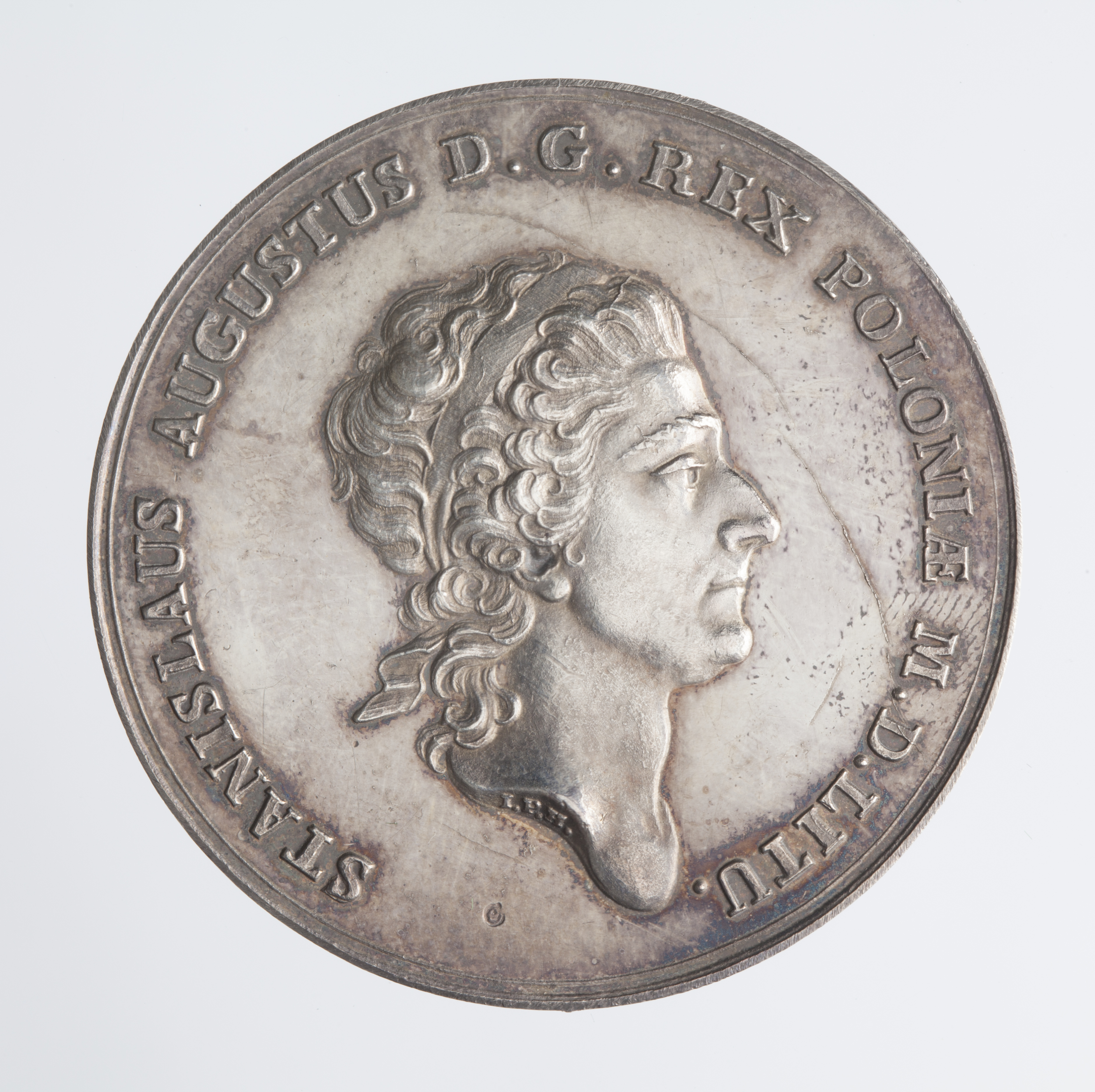
Awers próbnego talara (1771)
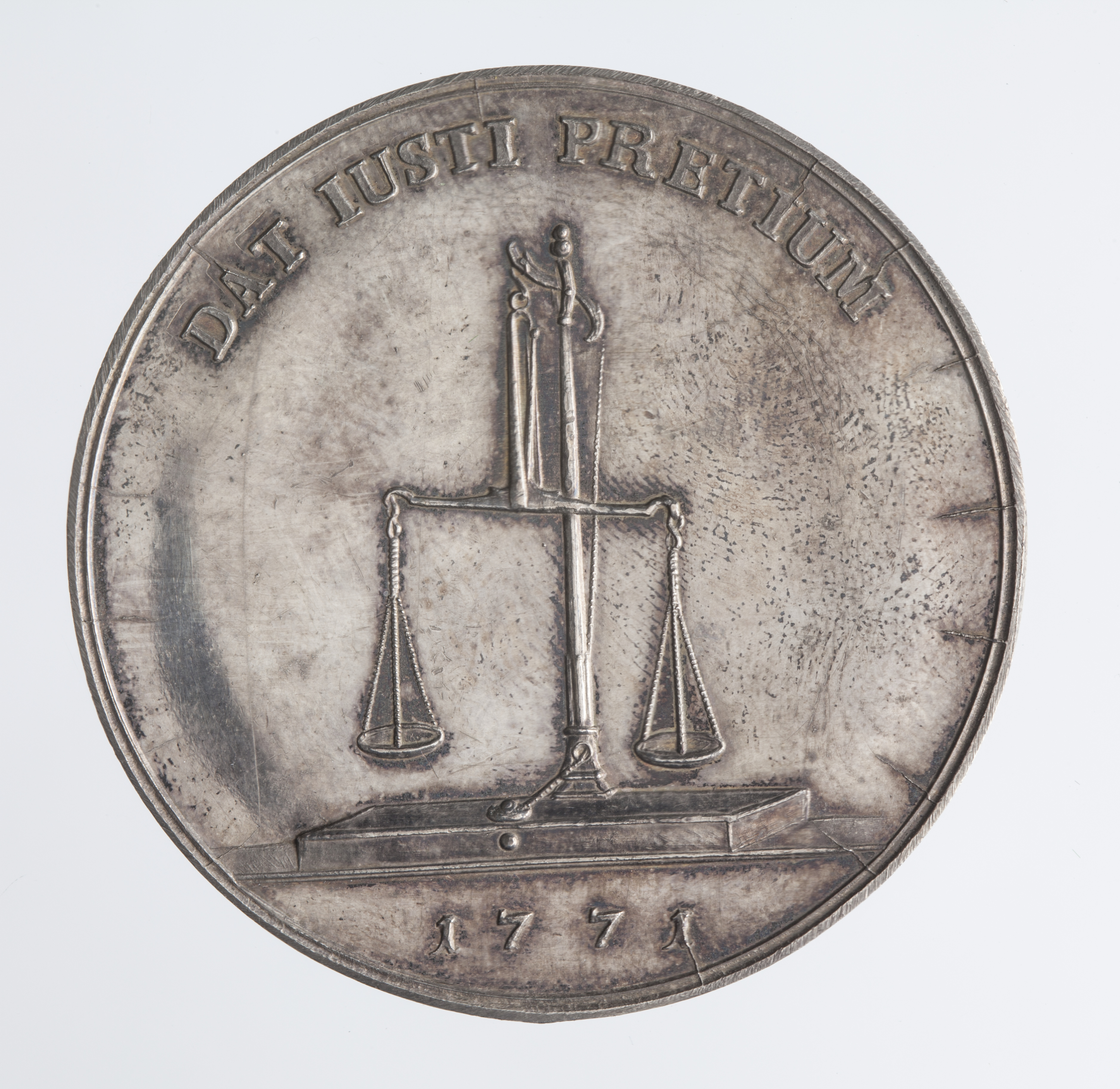
Rewers próbnego talara (1771)

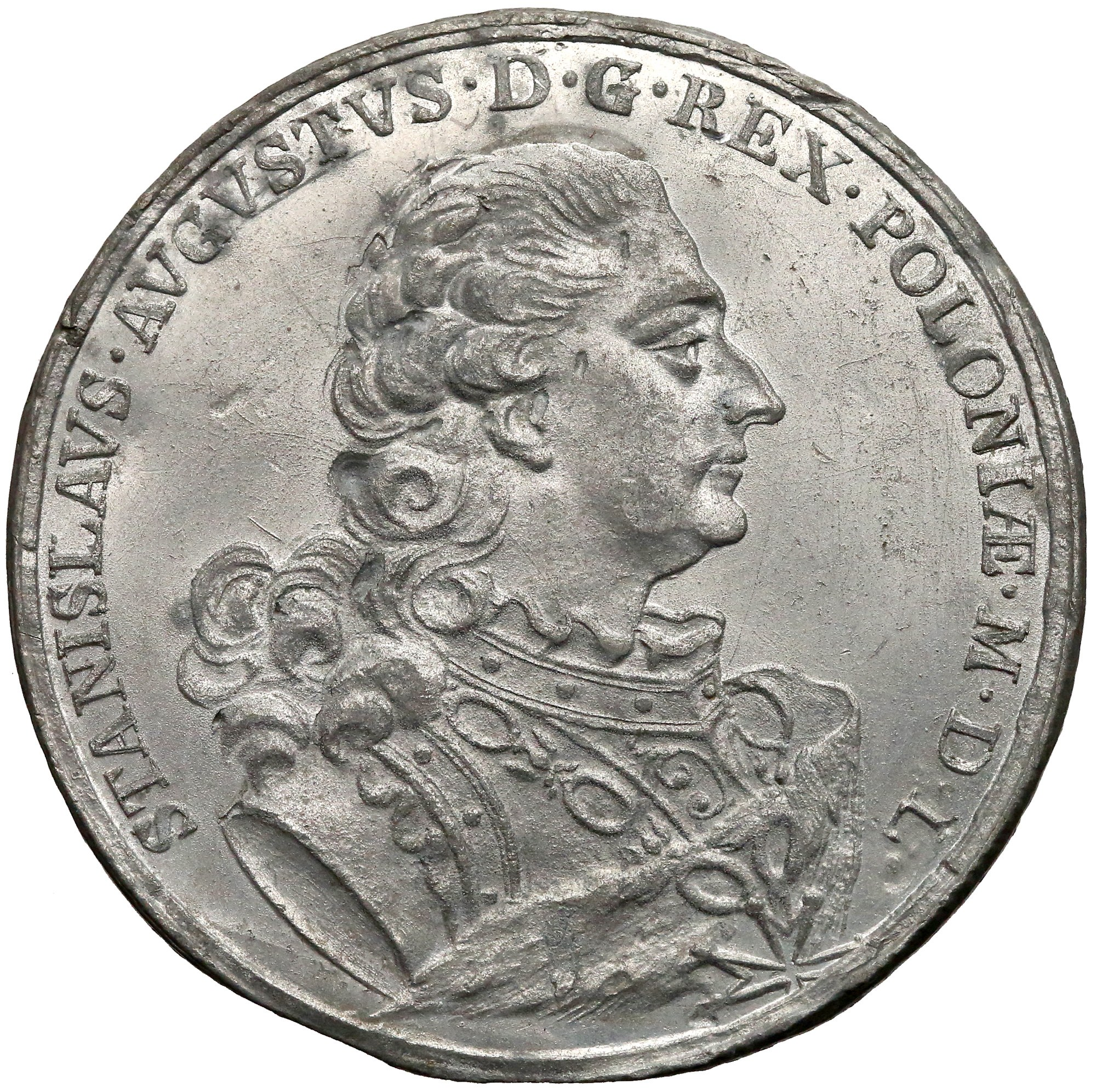
XIX w. fałszerstwo Majnerta (na szkodę kolekcjonerów) talara stanisławowskiego – jednostronna odbitka w cynie